# Ko Tao
Pour les articles homonymes, voir KOH (homonymie).
 (juin 2023).
Ko Tao  ou Koh Tao (thaï: เกาะเต่า, API : [kɔ̀ʔ tàw]) est une île du golfe de Thaïlande à environ 70 kilomètres de la côte entre Surat Thani et Chumphon, 45 km au nord de l'île de Ko Pha Ngan et 60 km au nord de l'île de Ko Samui. 
Elle mesure environ 3 km de large sur 7 km de long soit 21 km2.
Sa population est estimée à 1 500 personnes en 2011. Elle est composée, en 2016, d'environ une moitié de Birmans, main-d’œuvre bon marché, d'un tiers de résidents occidentaux et le reste de thaïlandais.
Ko Tao est aujourd'hui un haut lieu mondial de la plongée sous-marine.

## Toponymie et géographie
Son nom, dont l'origine est controversée, signifie « île tortue ». Selon certains cela est dû au profil de l'île, selon d'autres, à la présence (ancienne) de nombreuses tortues venant se reproduire sur ses plages.

Carte de Ko Tao

## Histoire
Ko Tao est initialement une île inhabitée, seuls quelques pêcheurs occasionnels des îles alentour viennent y trouver refuge par mauvais temps ou trouver un peu de repos avant de continuer leur chemin. 

Selon d'anciennes cartes et différentes descriptions, il apparaît que l'île était connue par les cartographes et marins européens sous le nom de "Pulo Bardia". De vieilles cartes montrent une série de 3 îles alignées nord-sud et s'étendant sur la côte-est de la péninsule Malaise. La plus petite et la plus au nord de ces îles est notée Pulo Bardia, le nom restera jusqu'au début des années 1900. Le meilleur exemple de carte est celle de John Thornton, dans le livre datant de 1701, The English Pilot, the Third Book, mais la carte du golfe de Thaïlande est daté d'environ 1677. Avec les standards  modernes de précision, les îles sont à l'époque géolocalisées de manière très archaïque. 

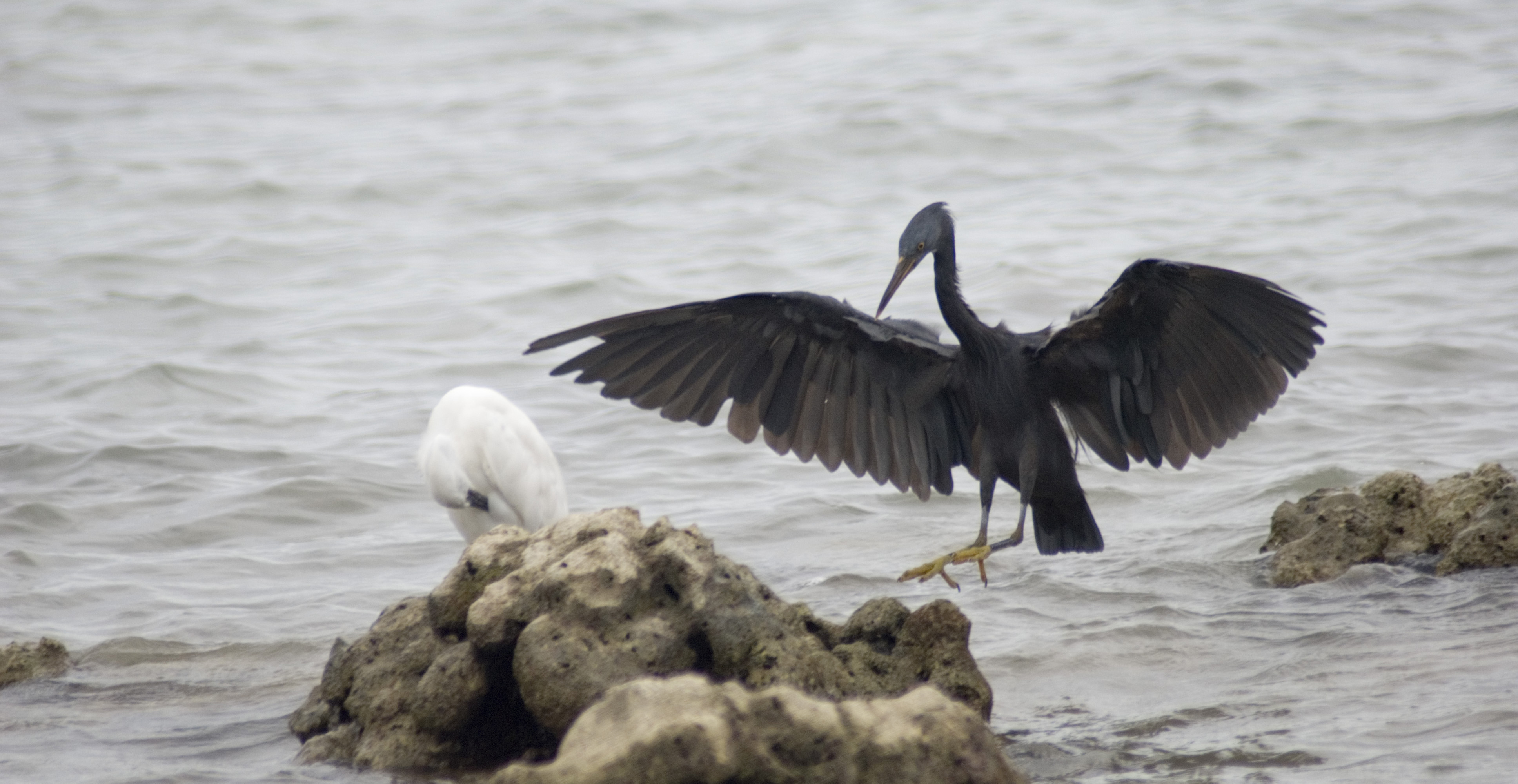
Aigrettes sacrées

Le 8 juin 1899, le roi Chulalongkorn (Rama V) visite cette île et l'intègre dans le royaume du Siam, la déclarant propriété royale. 

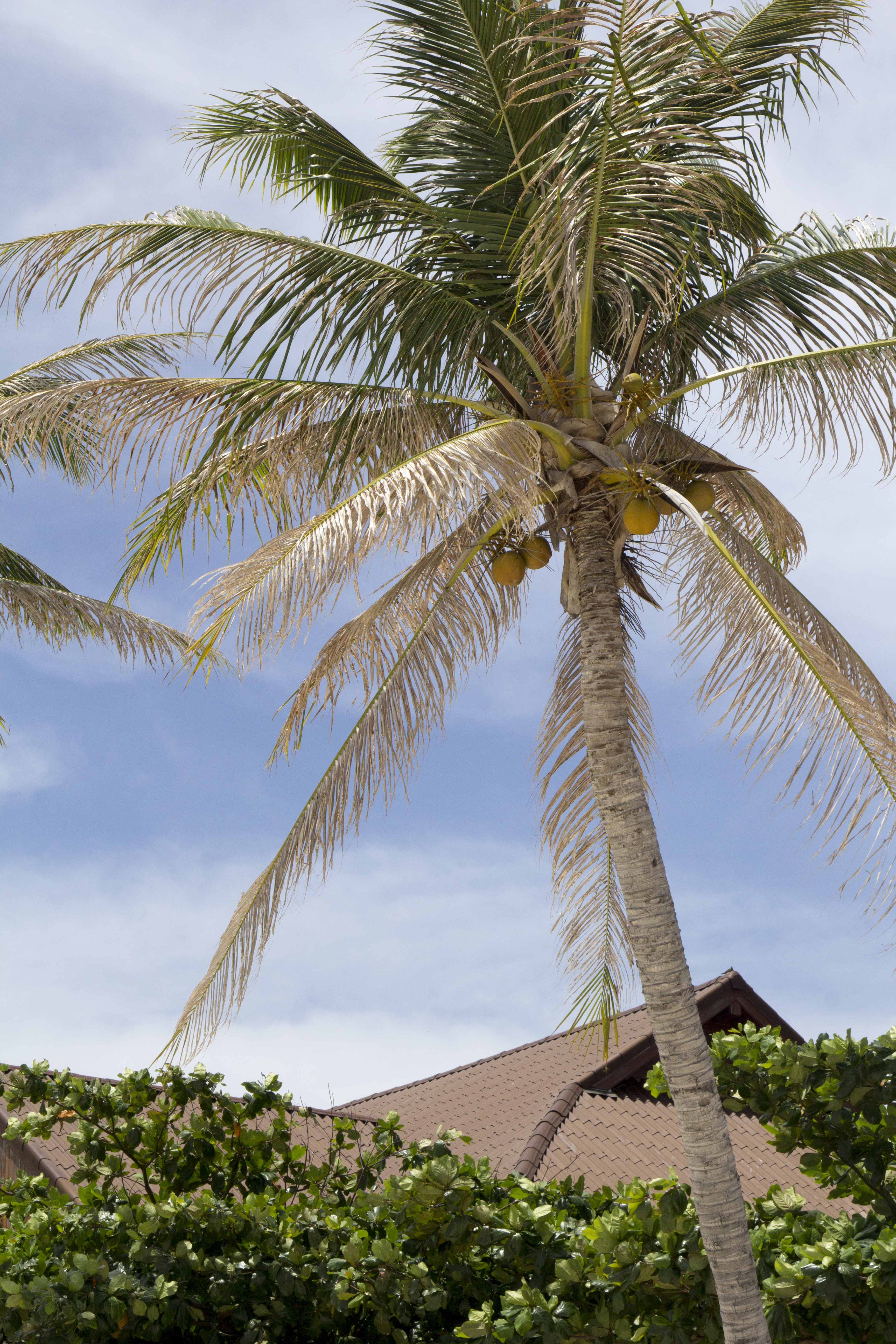
Cocotier

À partir de 1933, l'île est utilisée en tant que prison politique. Ce pénitencier est isolé en pleine mer comme celui de l'île de Tarutao (et aussi celui de l'île du diable en Guyane française...) : les évasions sont donc quasi-impossibles. En 1947, Khuang Abhaiwongse, le premier ministre de l'époque, demande et reçoit la grâce royale pour tous les prisonniers de l'île. Le pénitencier est définitivement fermé ; tout le monde, bagnards et matons, est amené sur le littoral de Surat Thani. L''île de la tortue redevient une île déserte. Cet abandon est de courte durée, car dans la même année, Khun Ueam et son frère jumeau Khun Oh atteignirent Ko Tao par l'île voisine de Ko Phangan en essayant leur traditionnel voilier, à travers une longue et dangereuse traversée. Très vite, les terres de l'île sont « prêtées » à des familles venues pour la plupart de Chumphon et des milliers de cocotiers sont plantés.  
Des années 1950 aux années 1980-1990, les familles présentes sur l'île sont principalement des pêcheurs et des agriculteurs qui exploitent en particulier la noix de coco de manière industrielle.
À partir des années 1990, les premiers visiteurs commencent à arriver sur l'île de Ko Tao et très vite l'industrie touristique fleurit et devient hégémonique.
Depuis 2012, de nombreux touristes sont décédés ou ont disparu sur cette île dans des conditions mystérieuses. Les décès sont classés comme étant des suicides ou des accidents par la police locale,.

## Tourisme
Le guide touristique "Le petit futé" parle de 350 000 touristes par an sur l'île de Ko Tao en temps ordinaire.

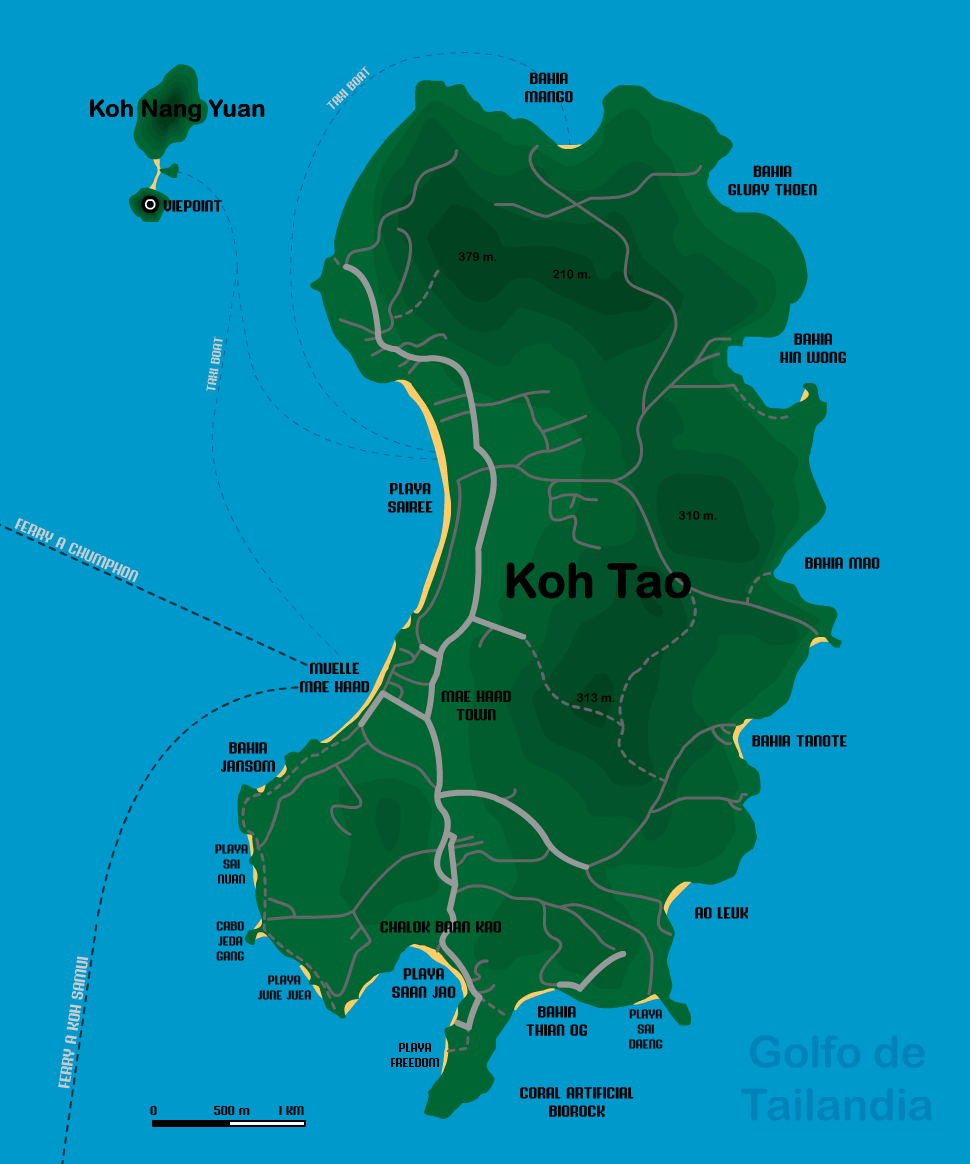
Carte
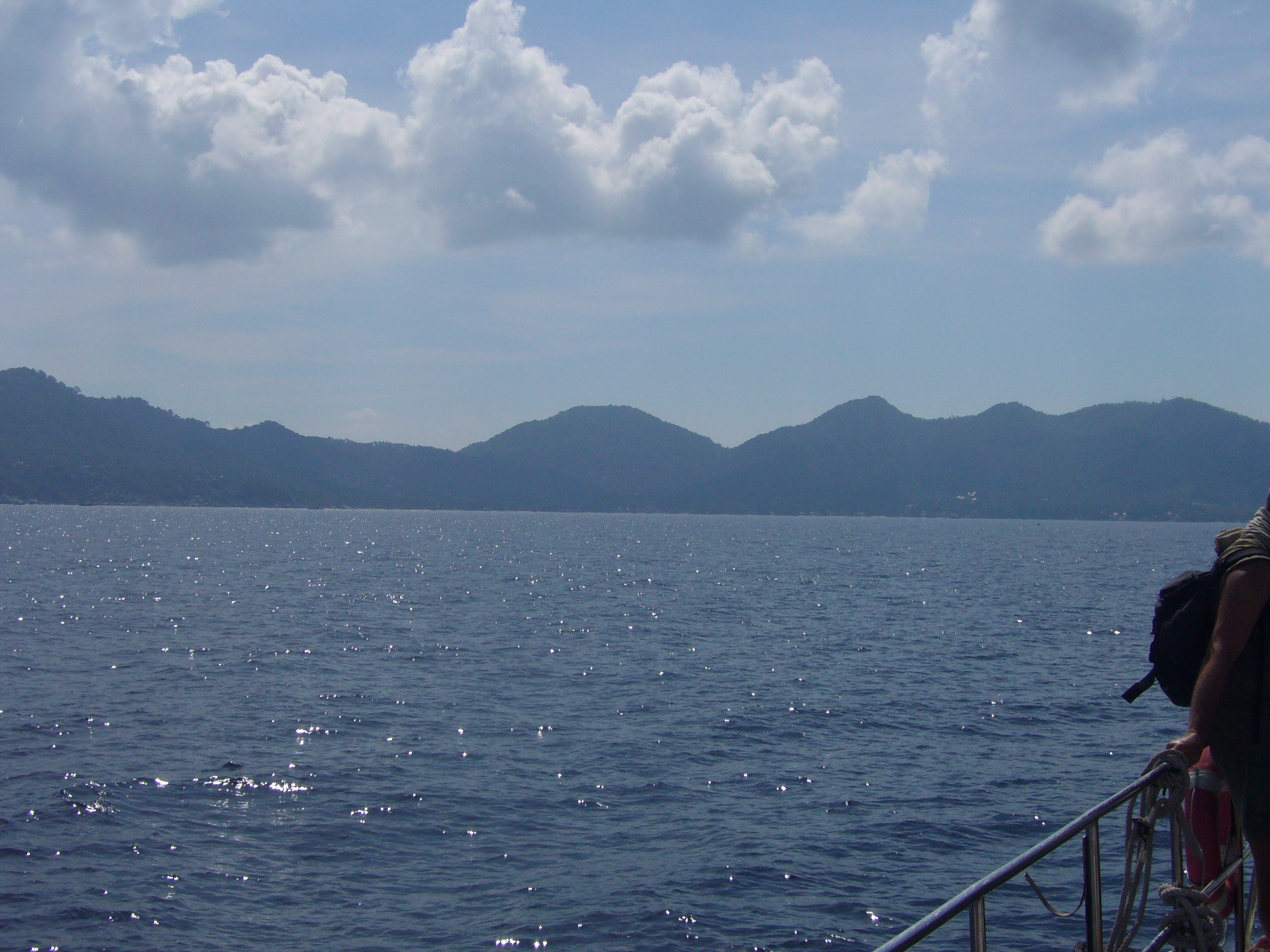
Terre en vue ! Île de Ko Tao depuis le bateau
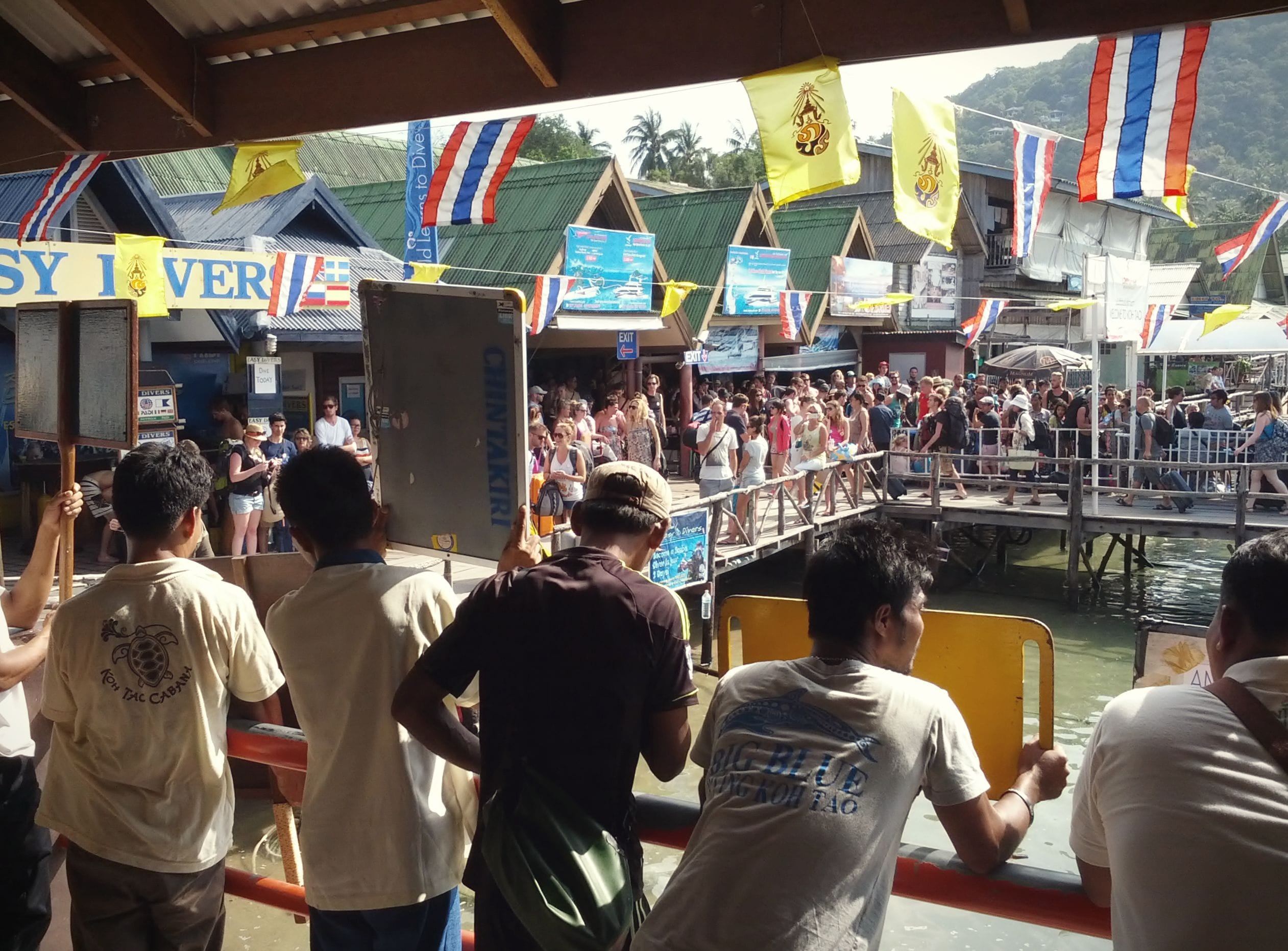
Débarcadère de Hat Mae Haad et accueil
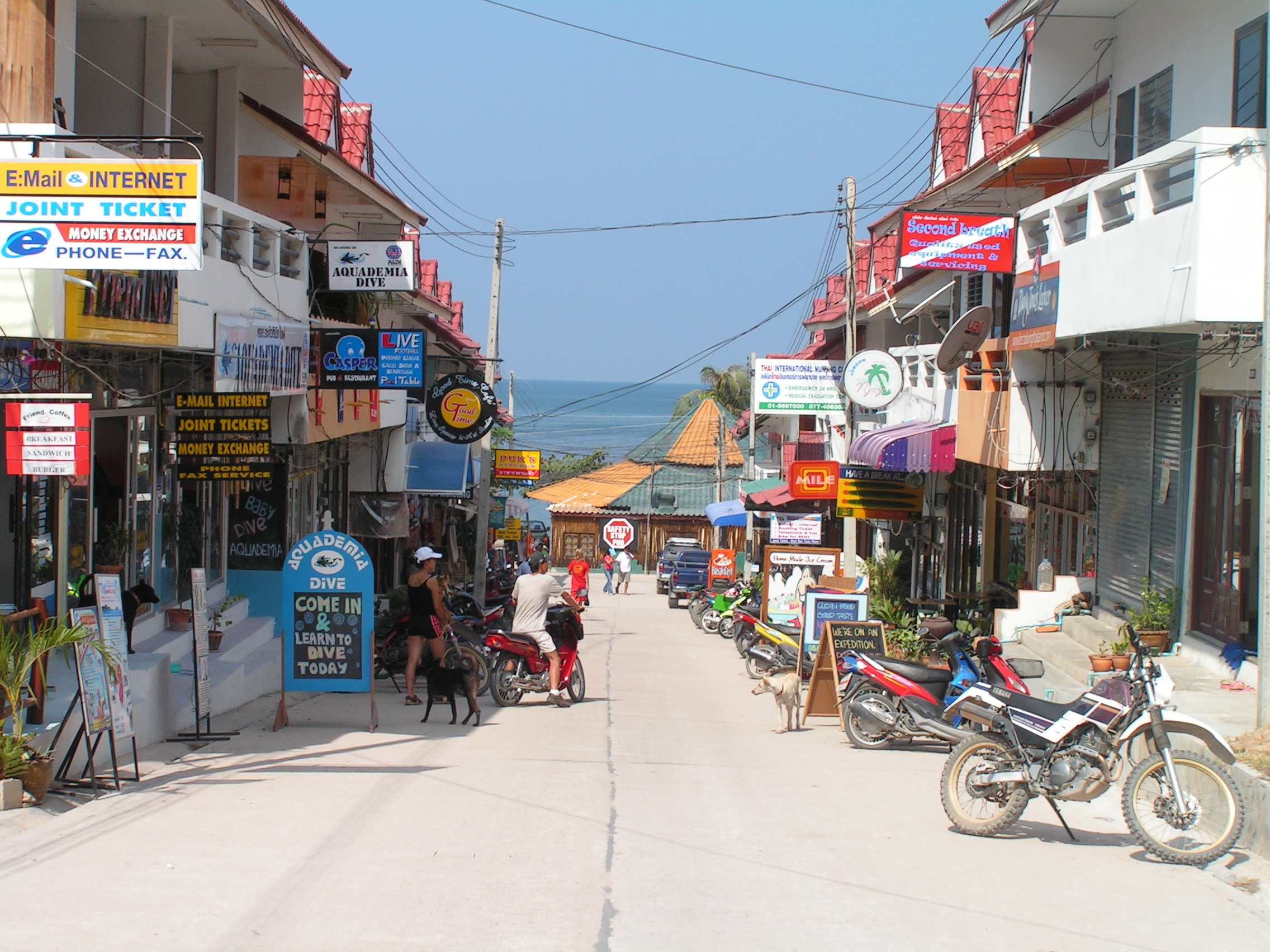
Grande rue du village Ban Mae Haad
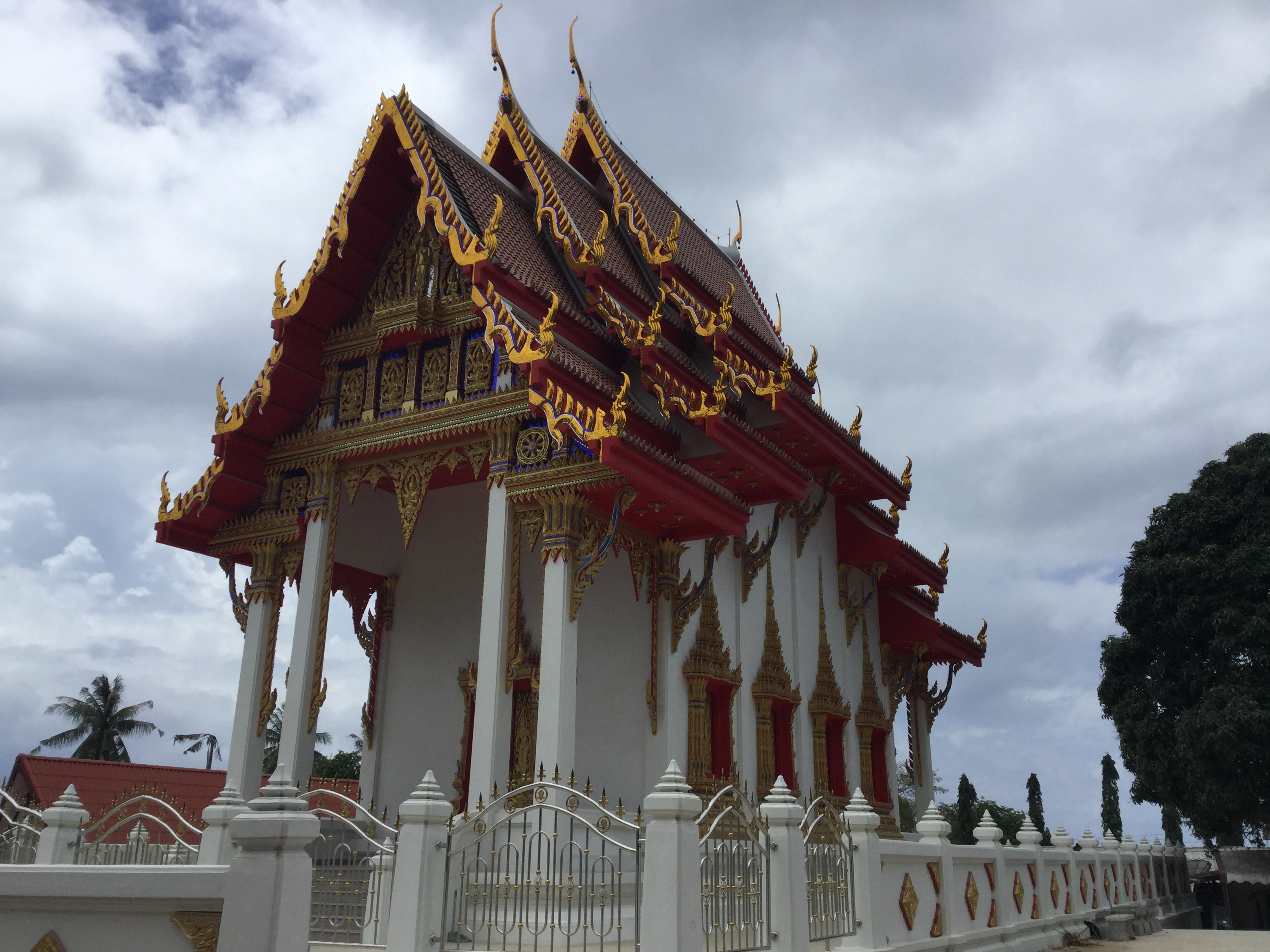
Wat Ko Tao
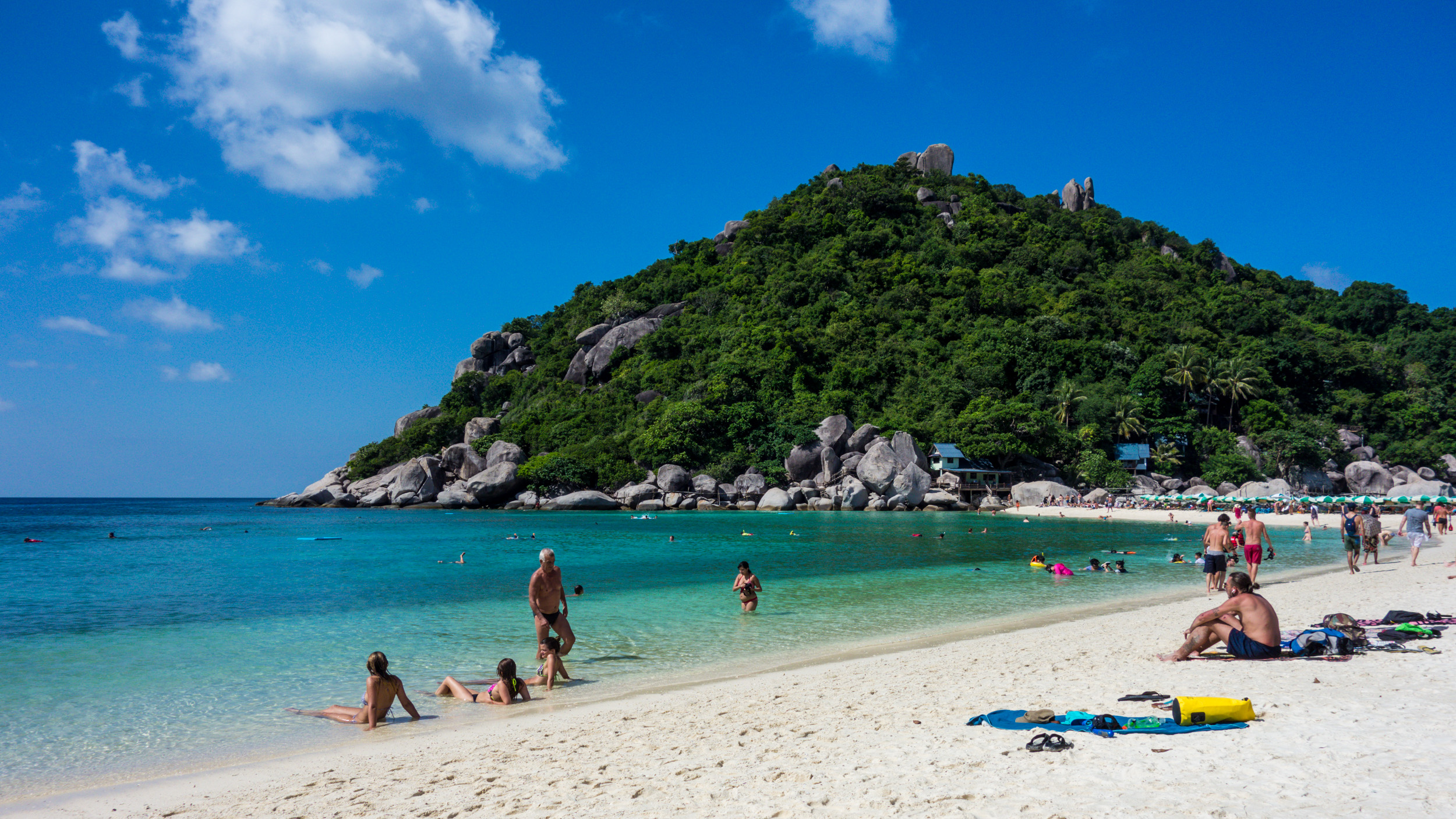
Plage
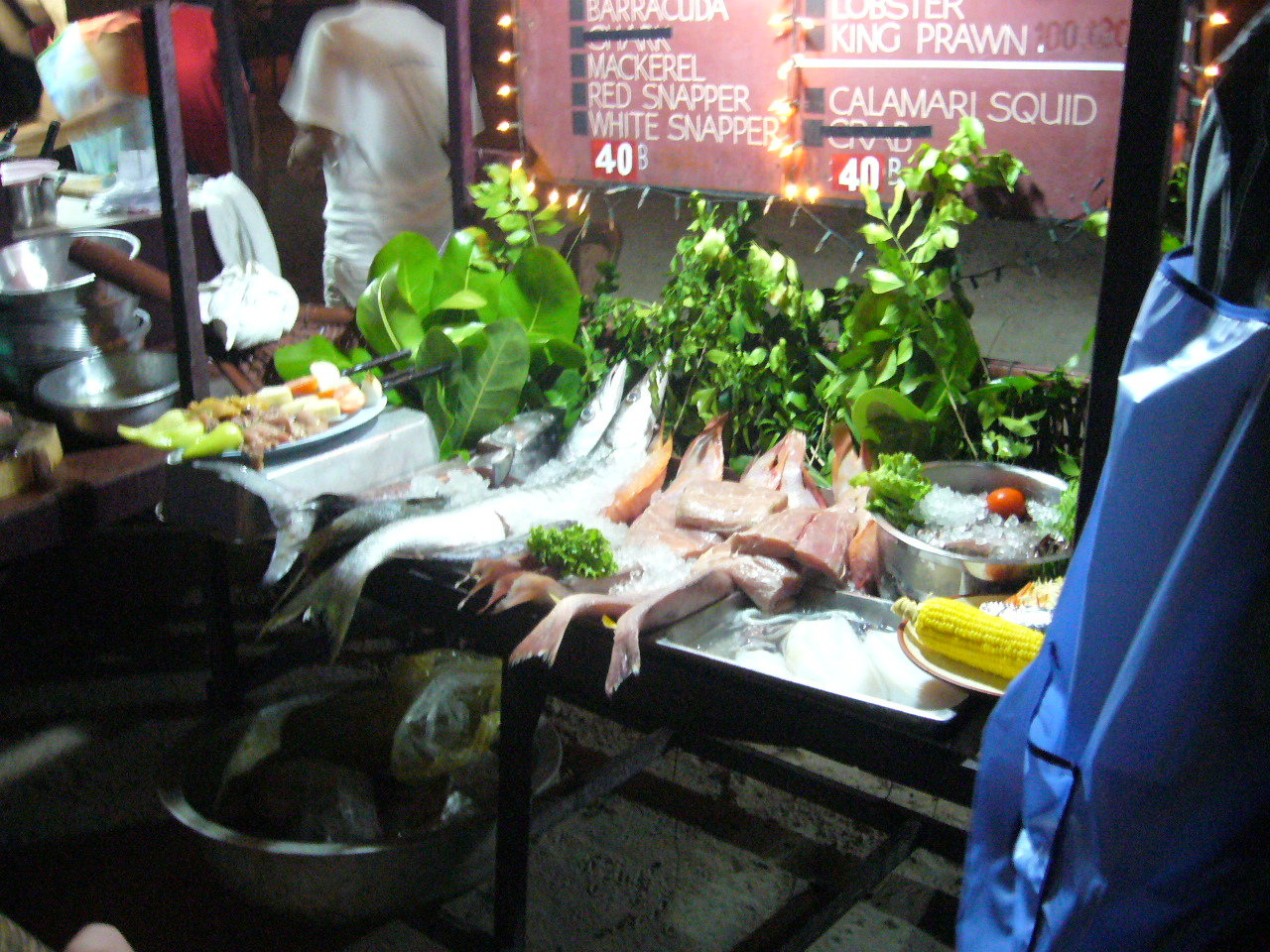
Étale de poissons frais sur la plage
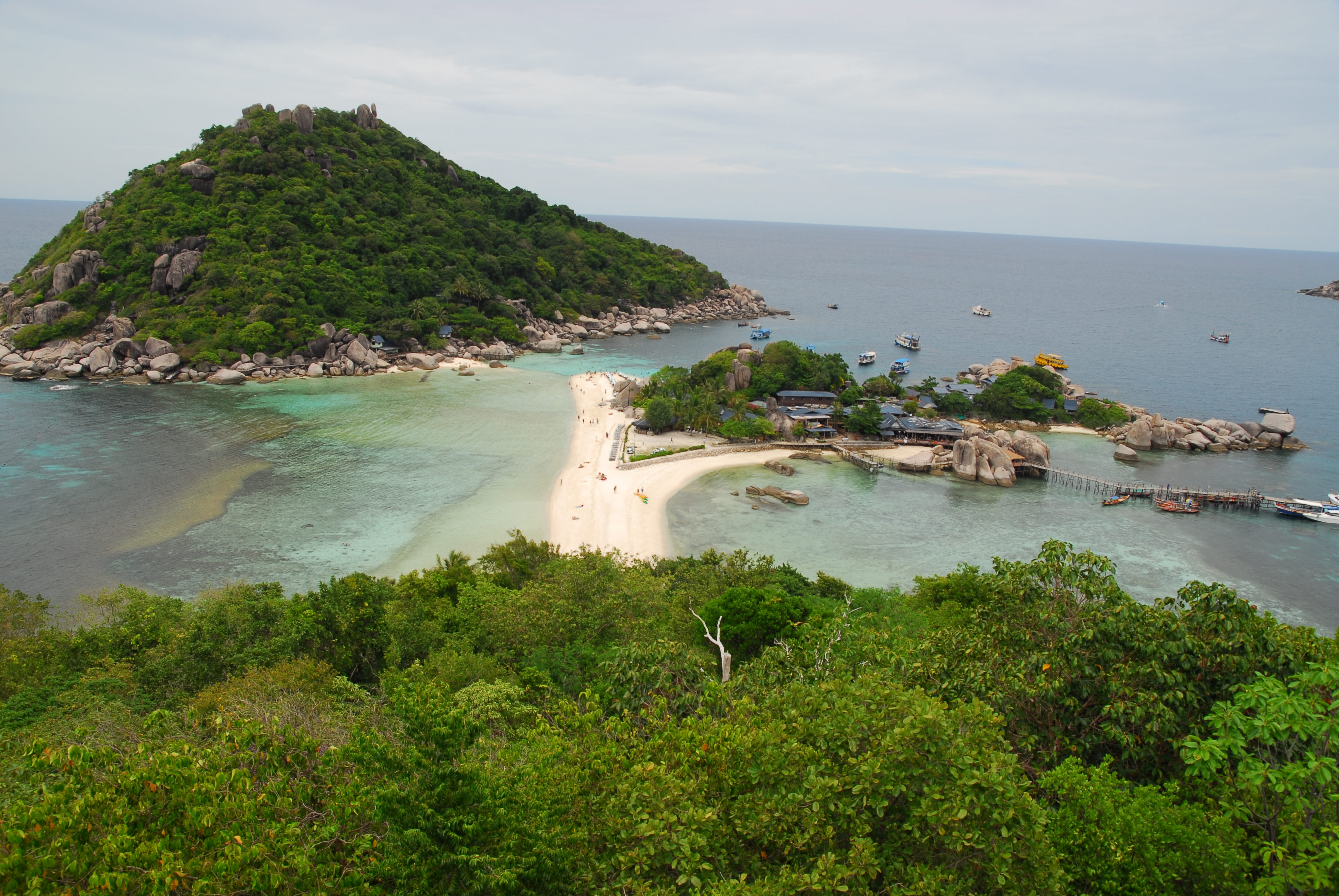
Ilot Koh Nang Yuan

Les eaux poissonneuses de cette île sont d'une grande clarté et ses nombreuses écoles de plongée à bas prix attirent des touristes du monde entier.

## Biodiversité marine
L'île de Ko Tao est le refuge de 130 espèces de coraux durs et de plus de 223 poissons des récifs appartenant à 53 familles.

### Cnidaires, éponges, échinodermes, mollusques, crustacés, vers etc.

Coraux mous
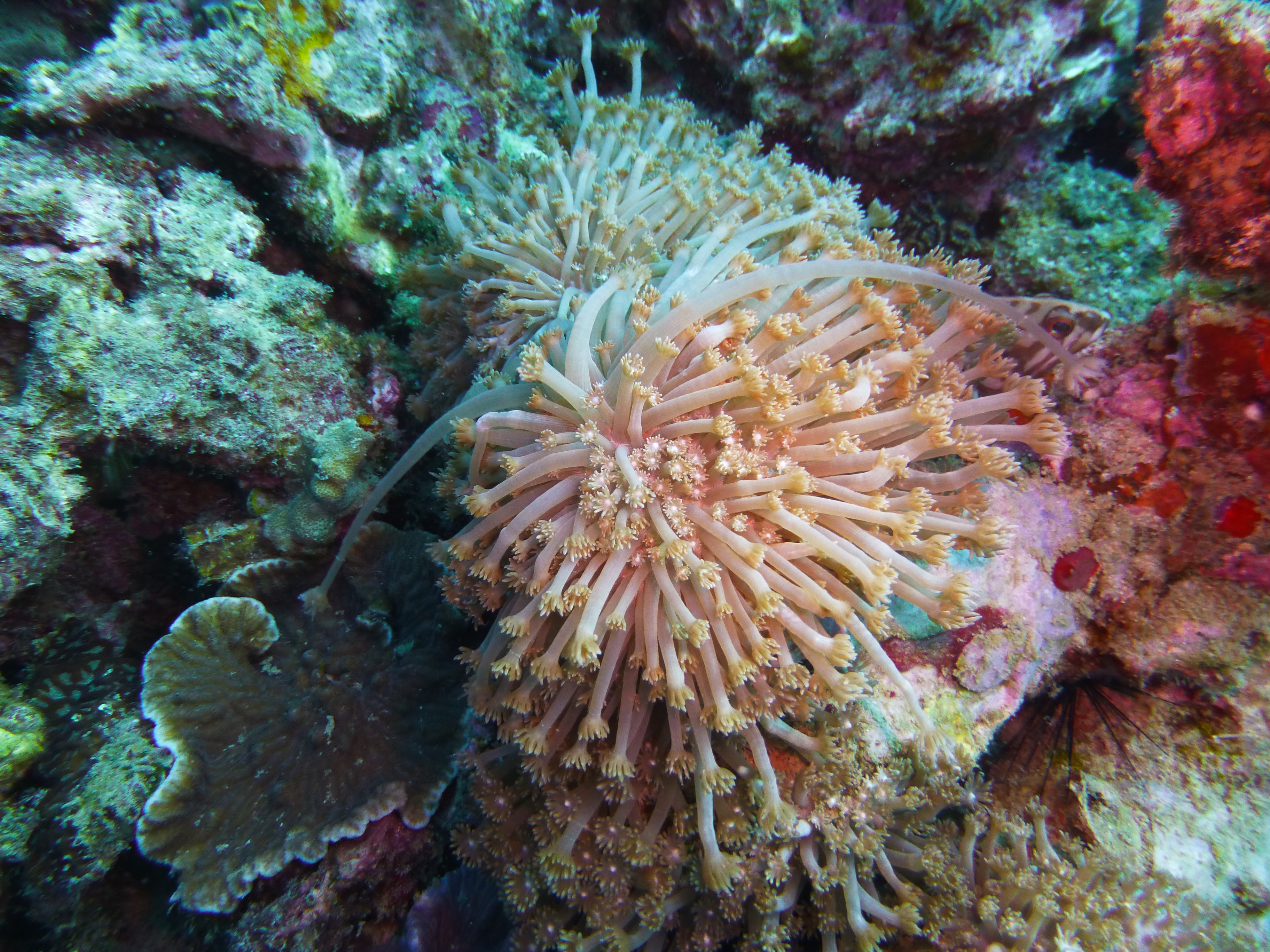
Sarcophyton
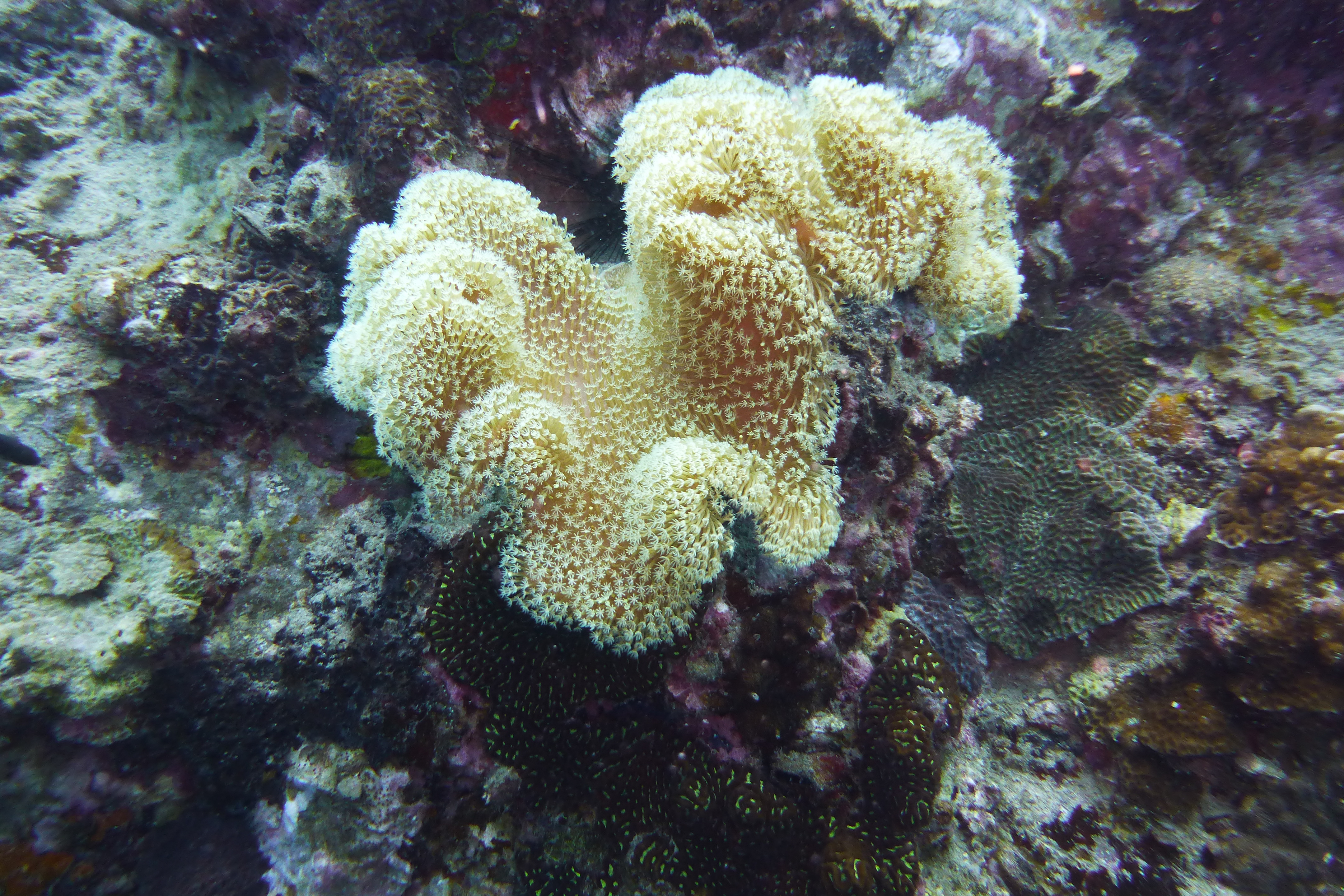
Sarcophyton
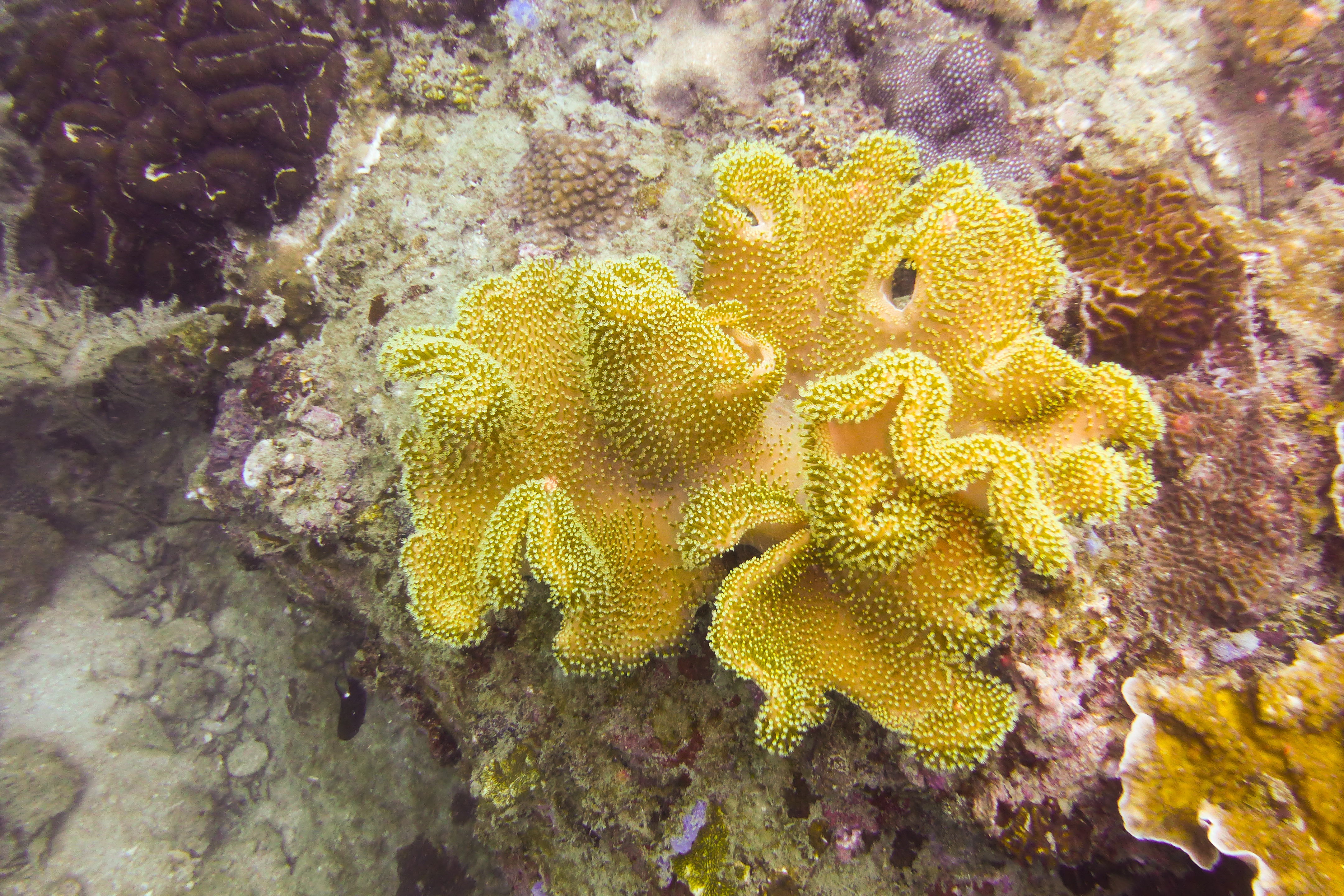
Sarcophyton
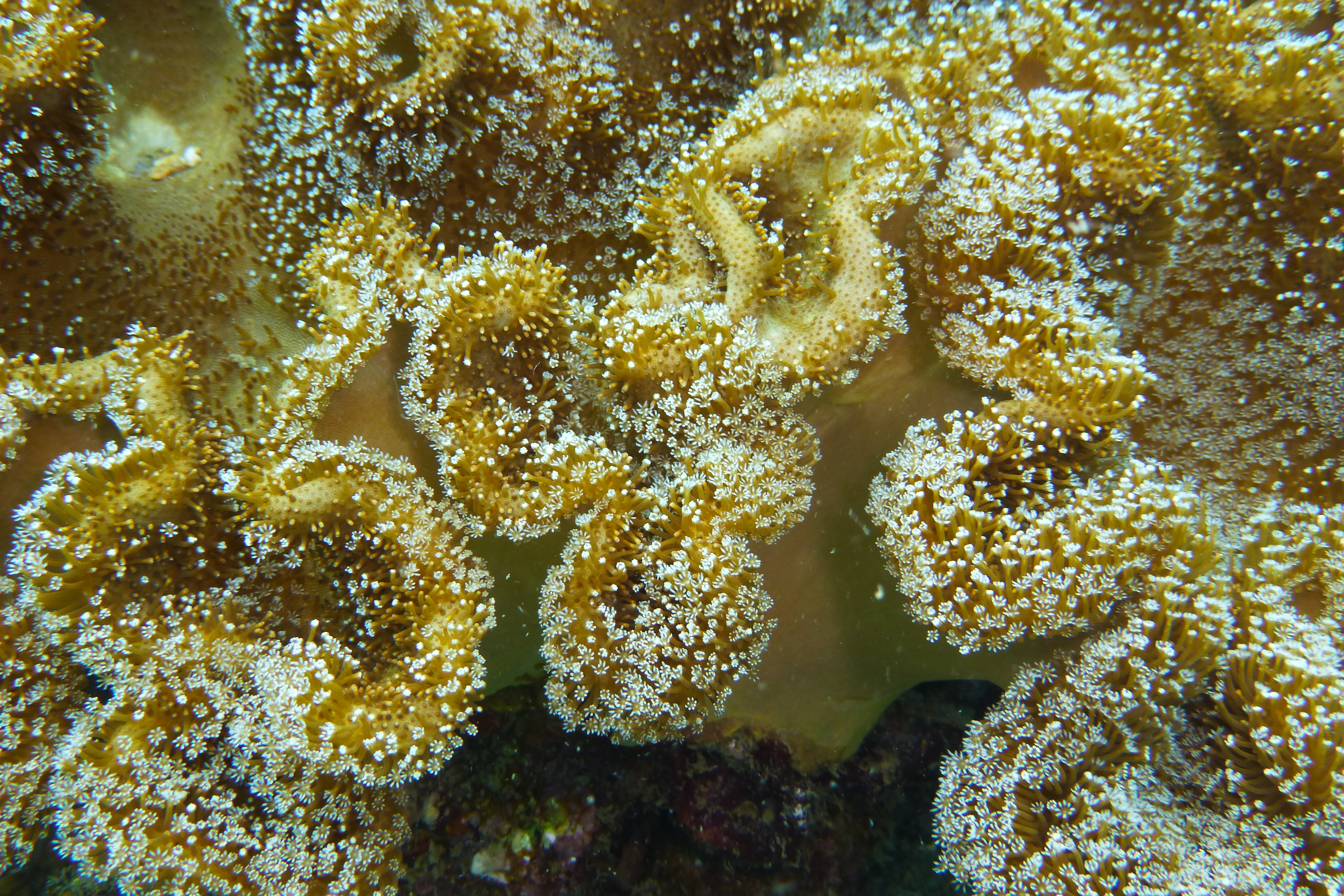
Sarcophyton

Le fond de la mer du golfe de Thaïlande autour de l'île de Ko Tao est constitué d'une très grande biodiversité de coraux durs tels les scleractinia dont les acropora, les coraux cerveaux mussidae et les coraux dendrophylliidae ainsi que de coraux mous sarcophyton ; d'anémones de mer et de cerianthaires ; d'éponges dont des éponges en tonneau ...

Coraux durs
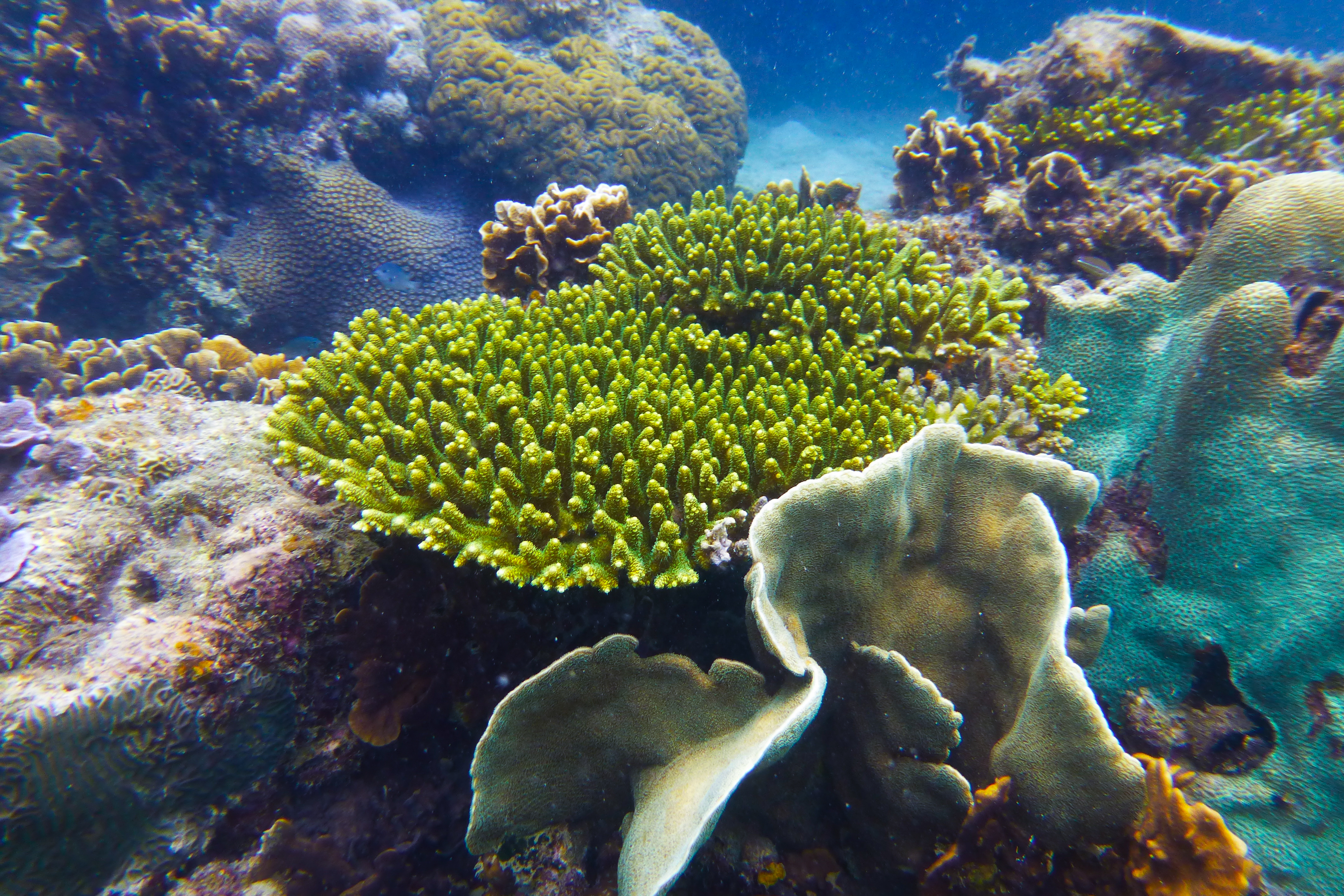
Scleractinia (madréporaires)
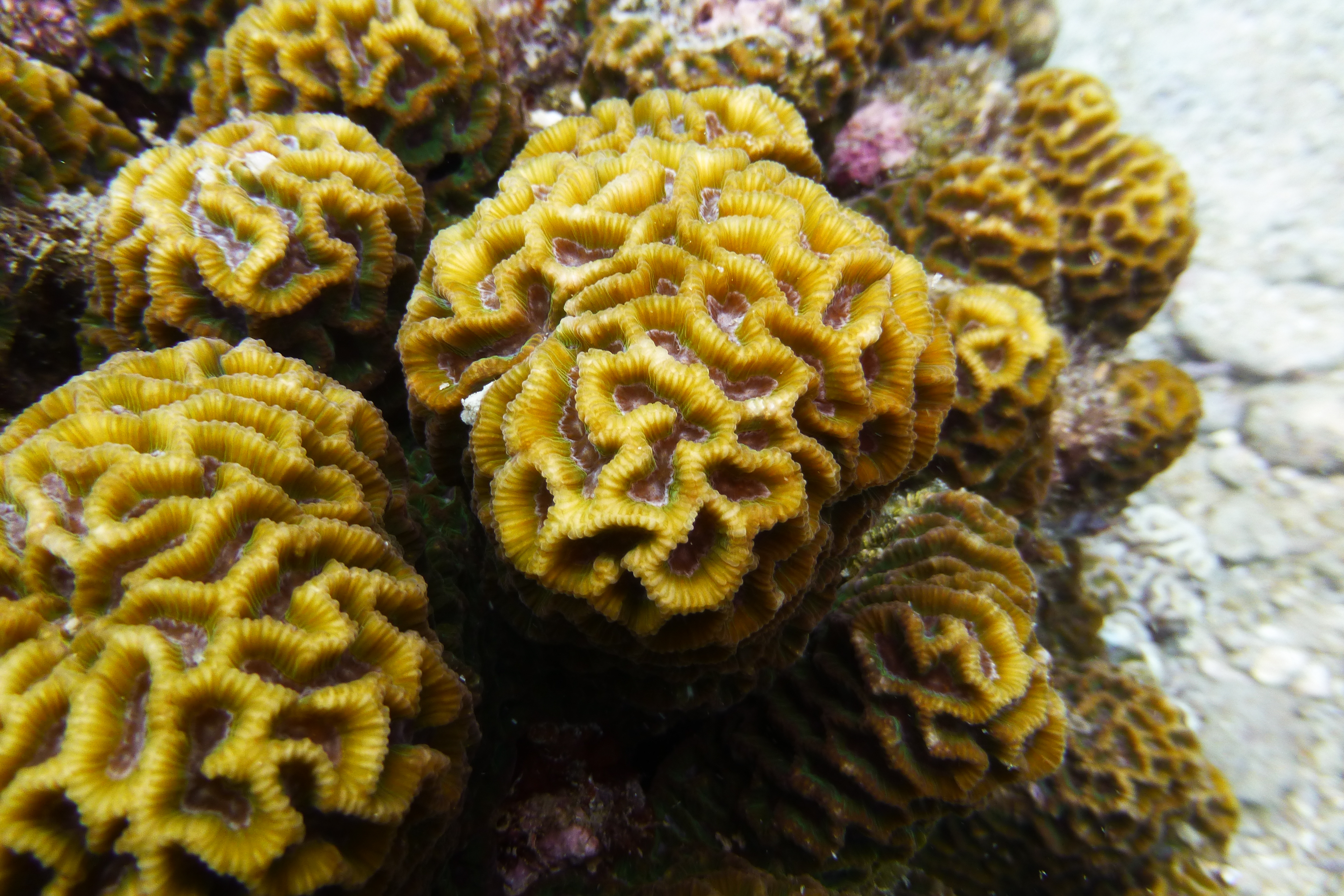
Scleractinia (madréporaires)
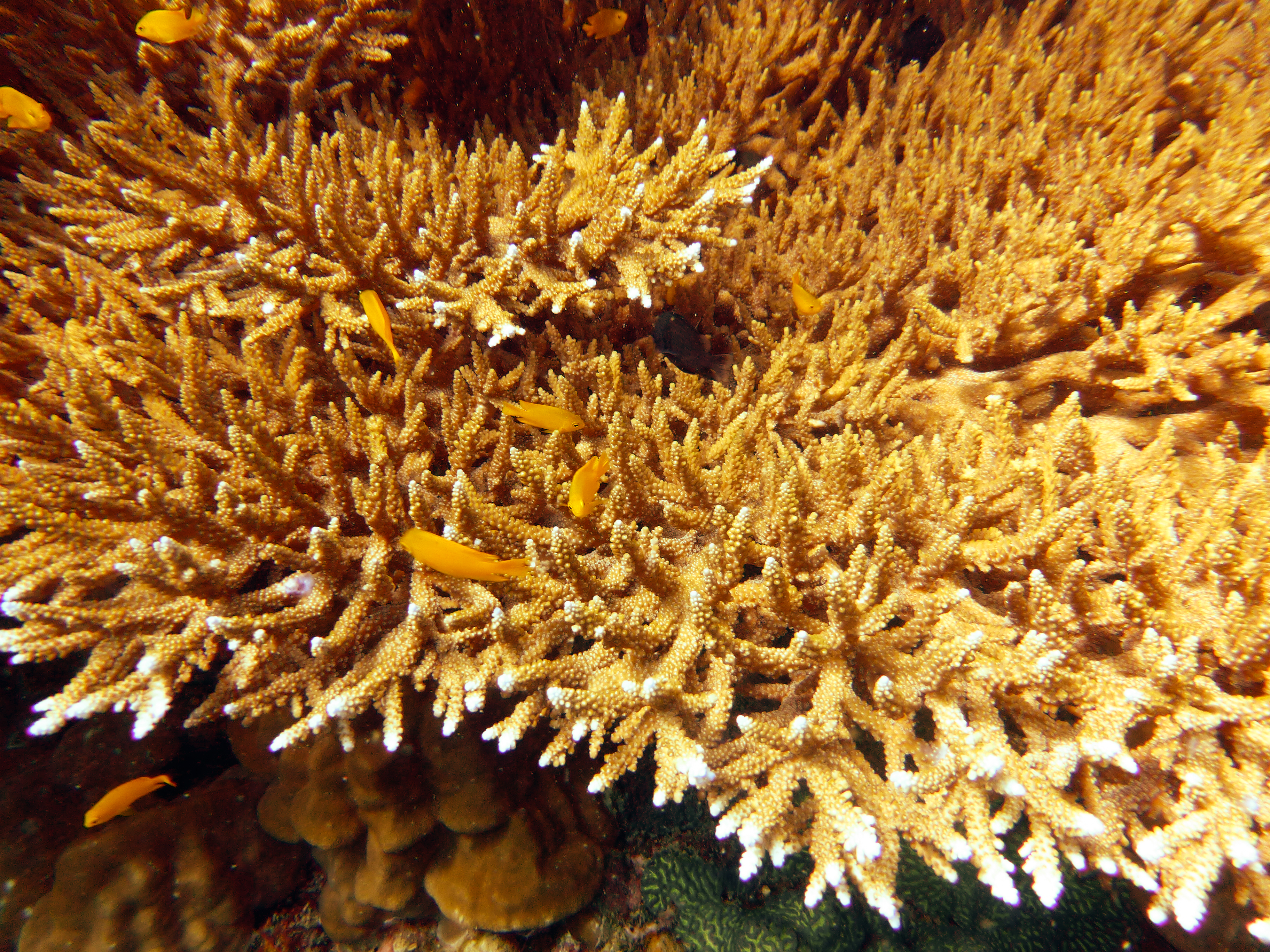
Corail branchu Acropora
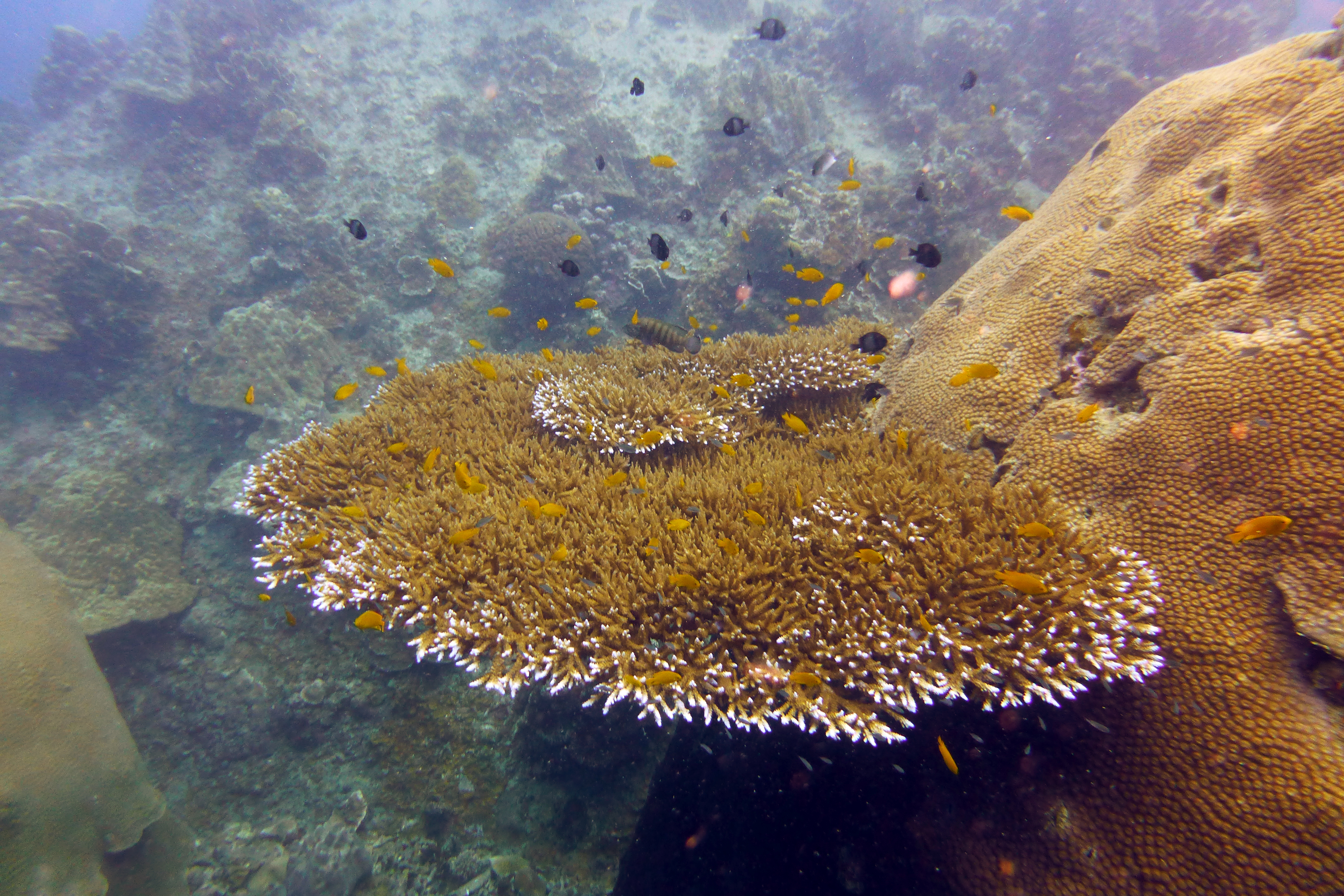
Corail tabulaire Acropora
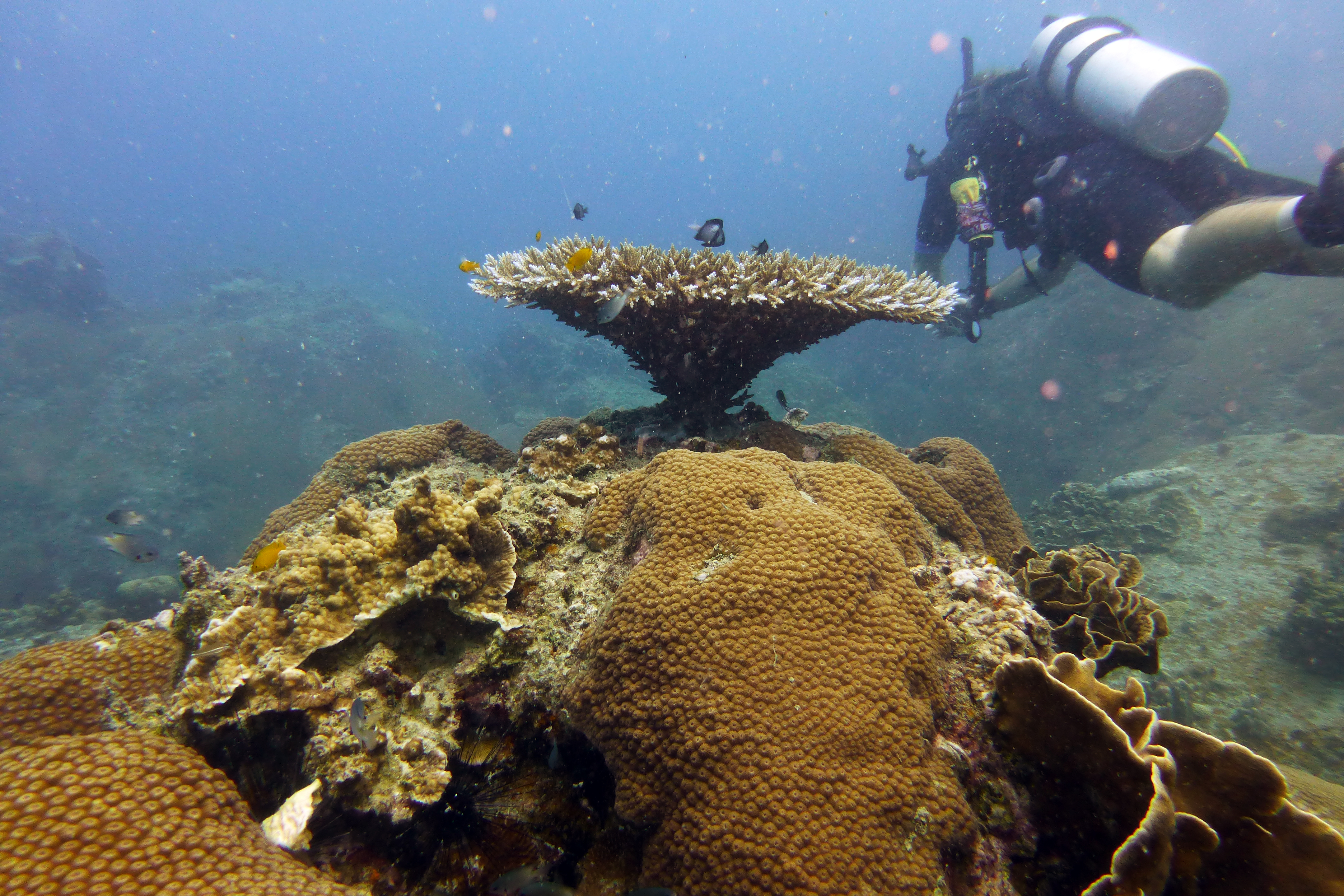
Corail tabulaire Acropora
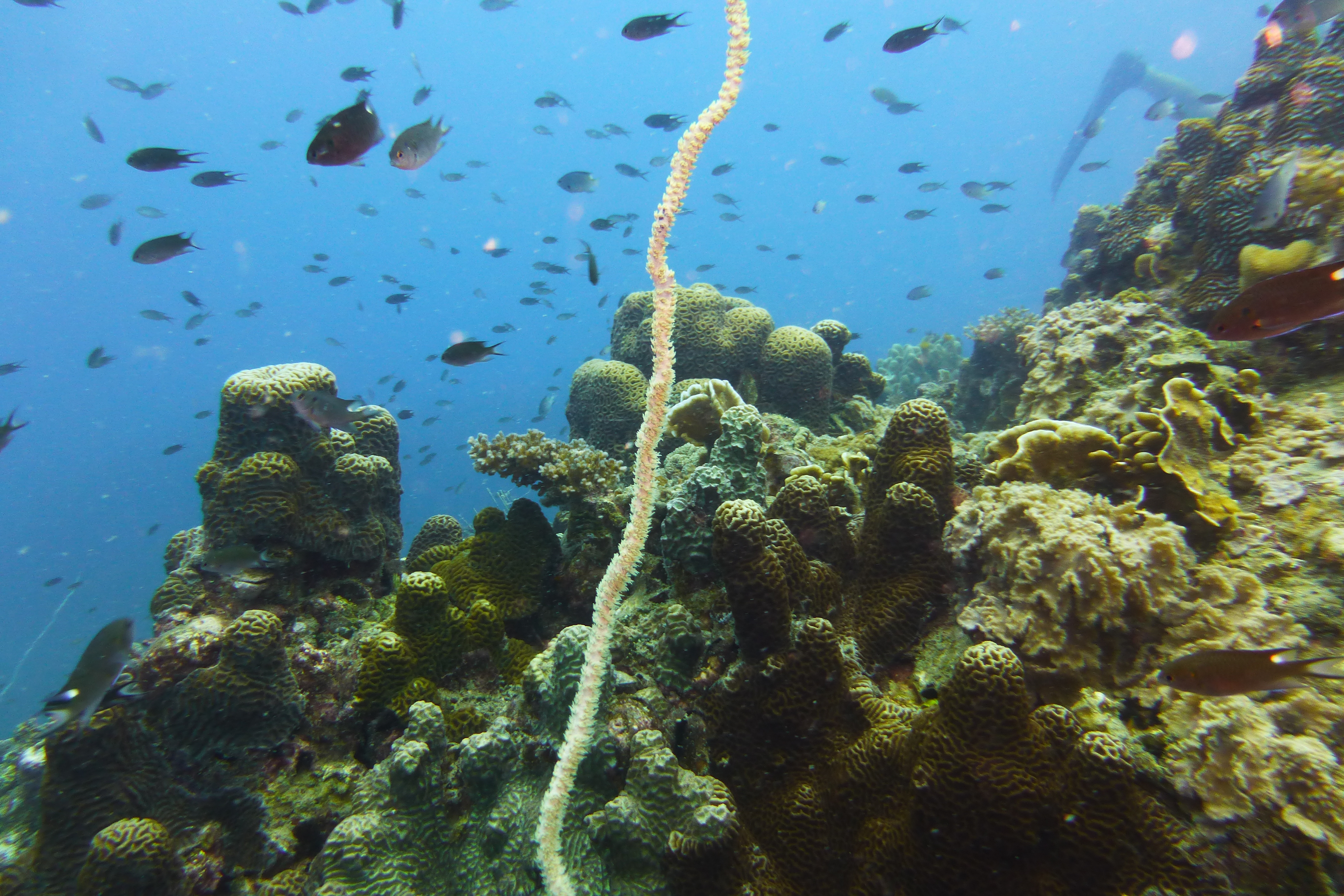
Coraux en forme de colonnes massives Acropora
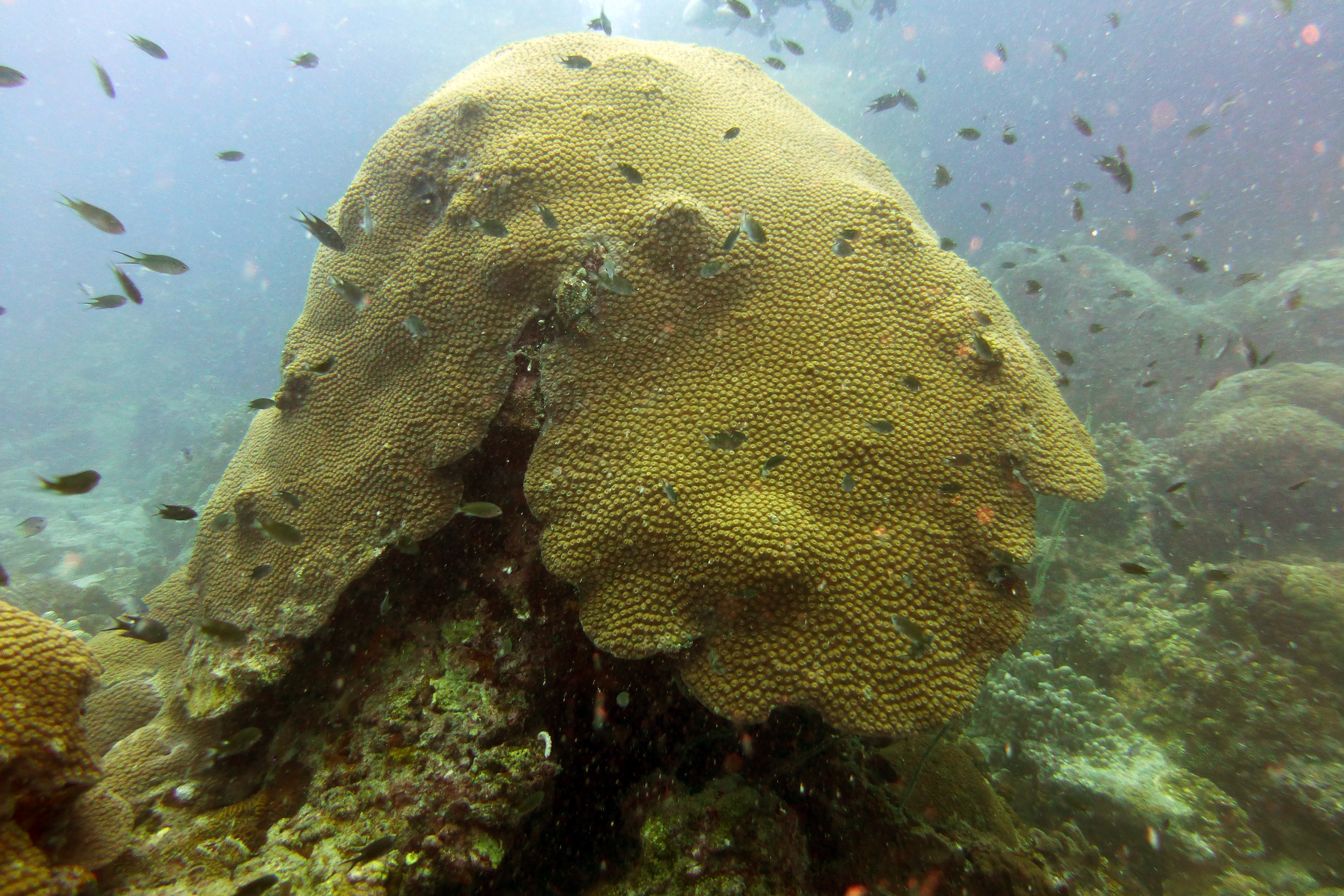
Corail recouvrant Acropora
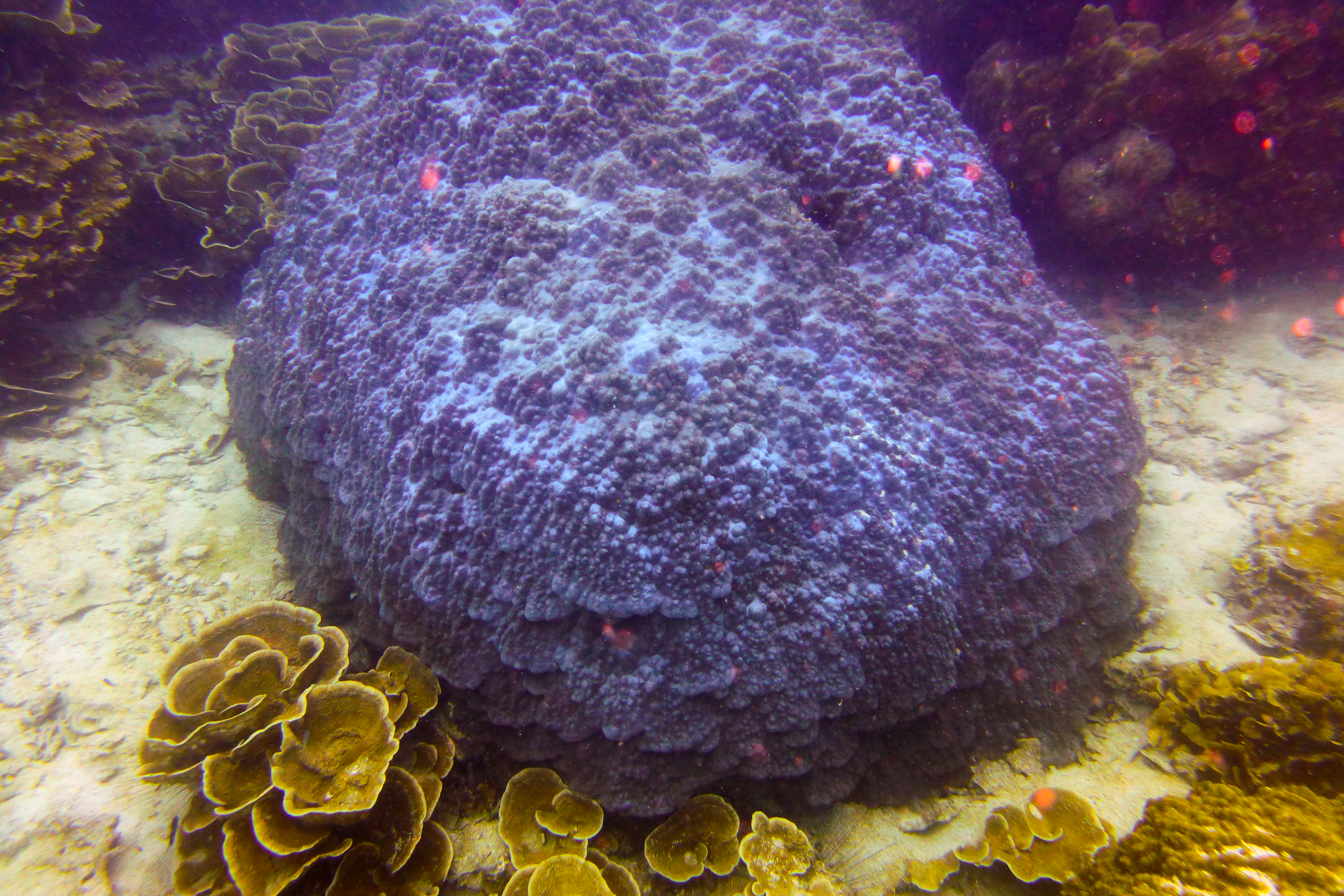
Corail massif Acropora
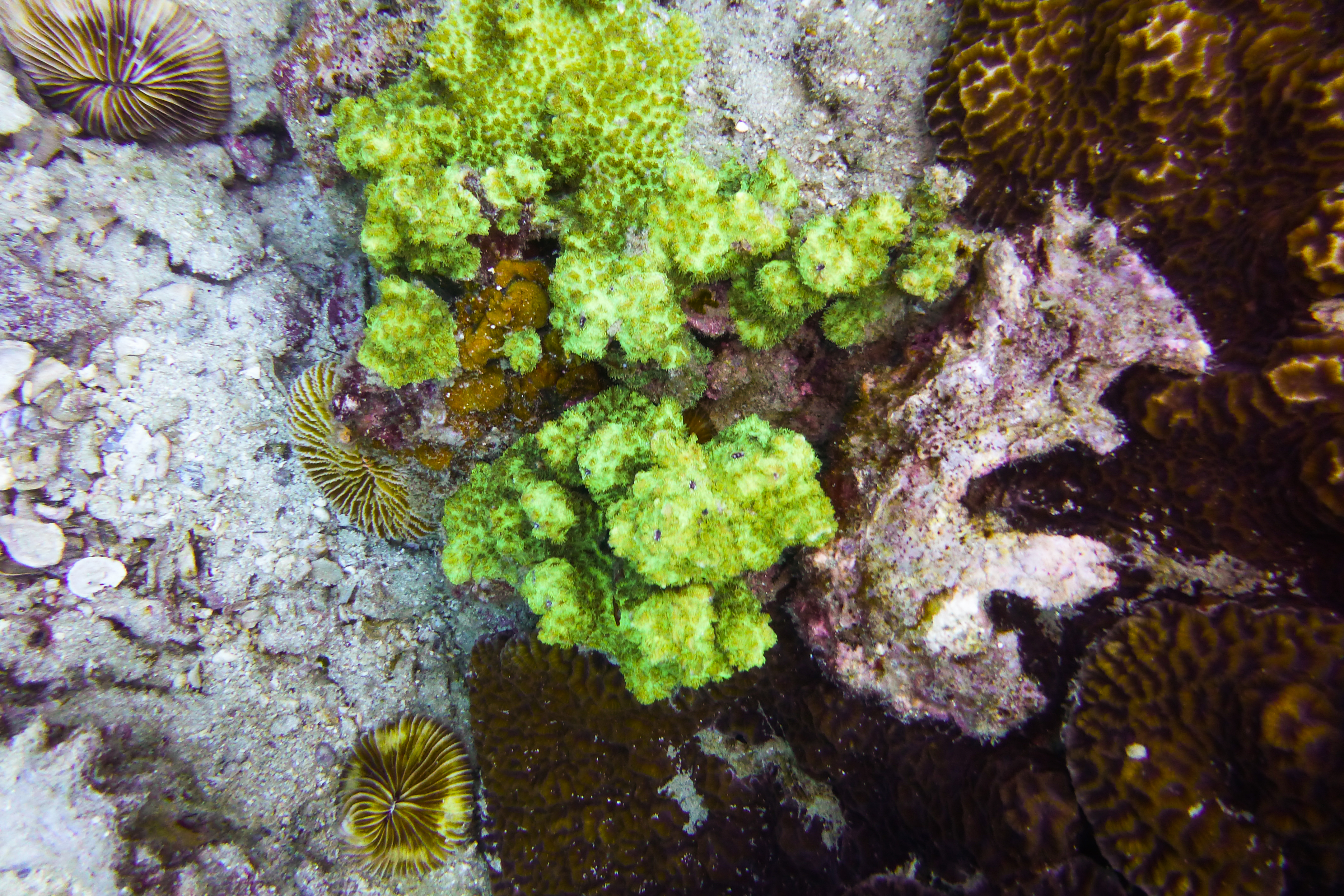
Acropora et coraux champignons
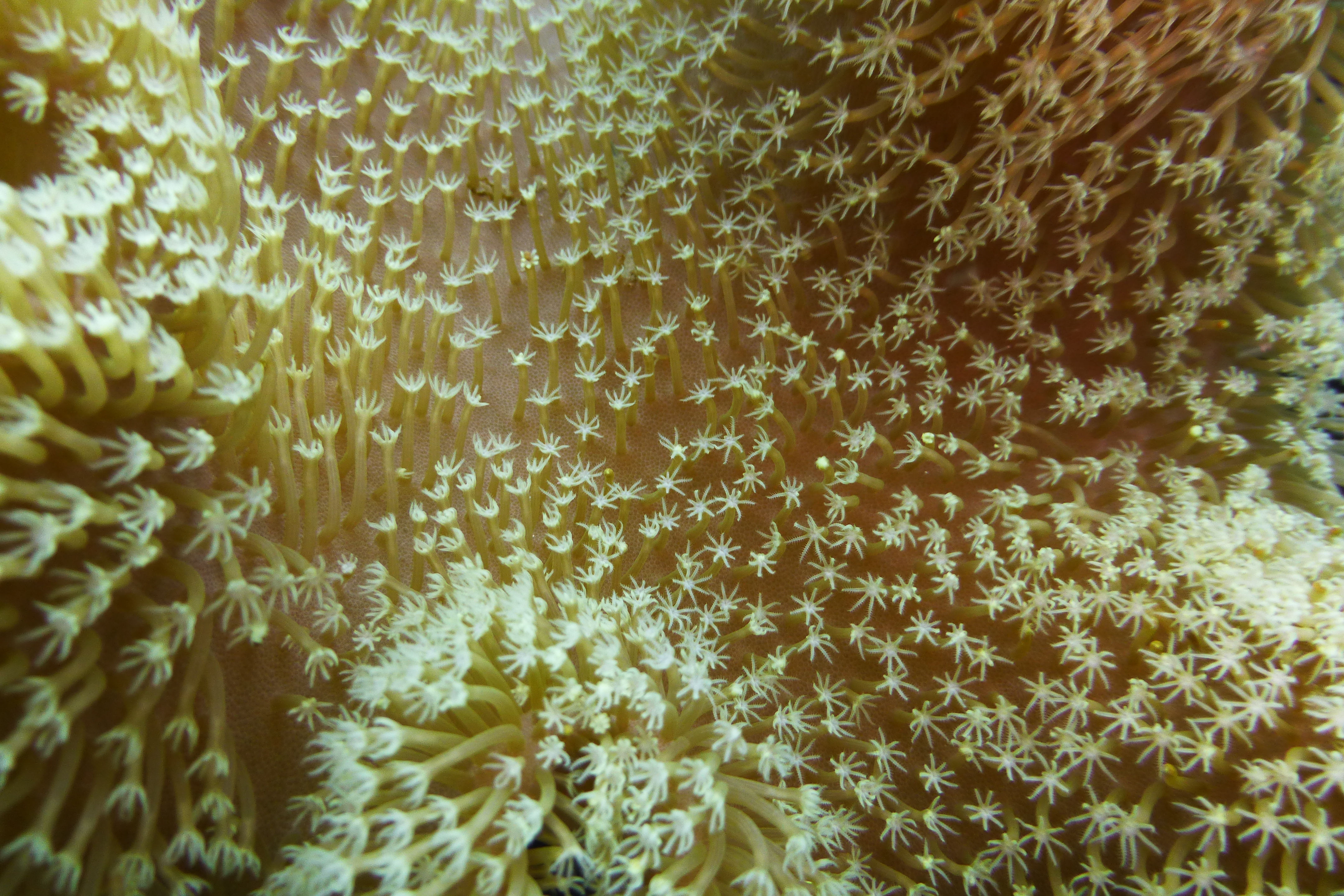
Acropora
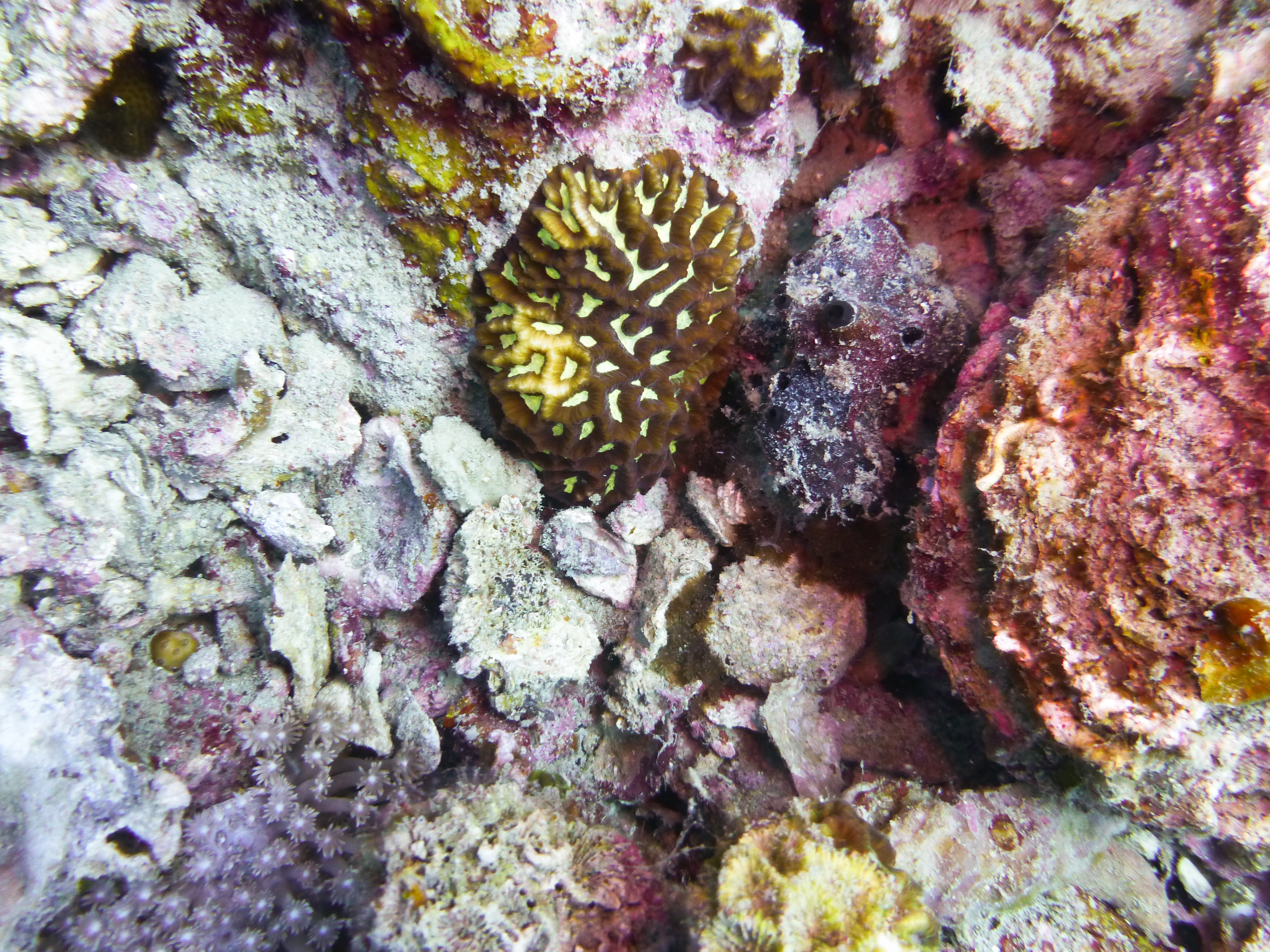
Petit corail cerveau Mussidae
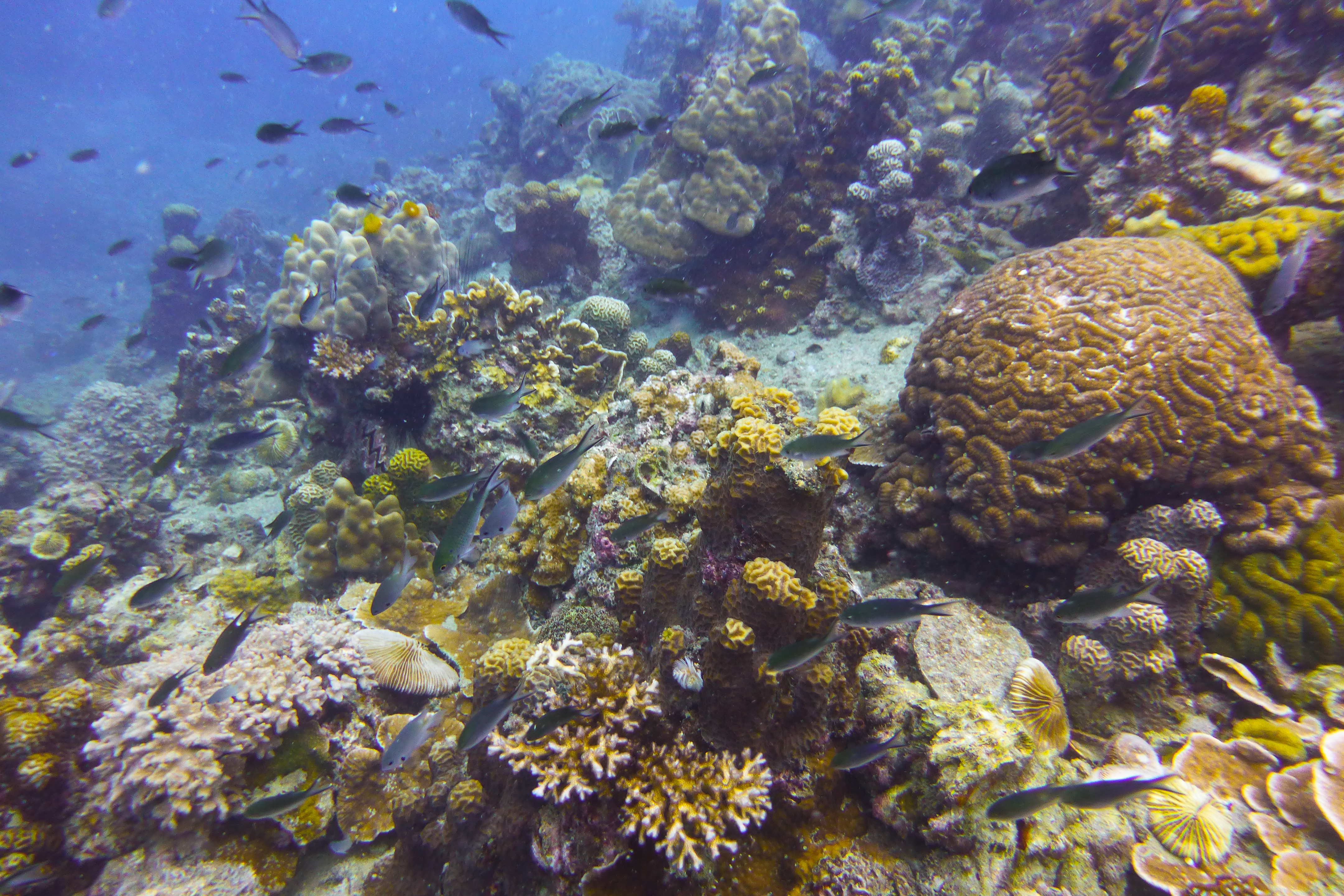
Grand corail cerveau Mussidae
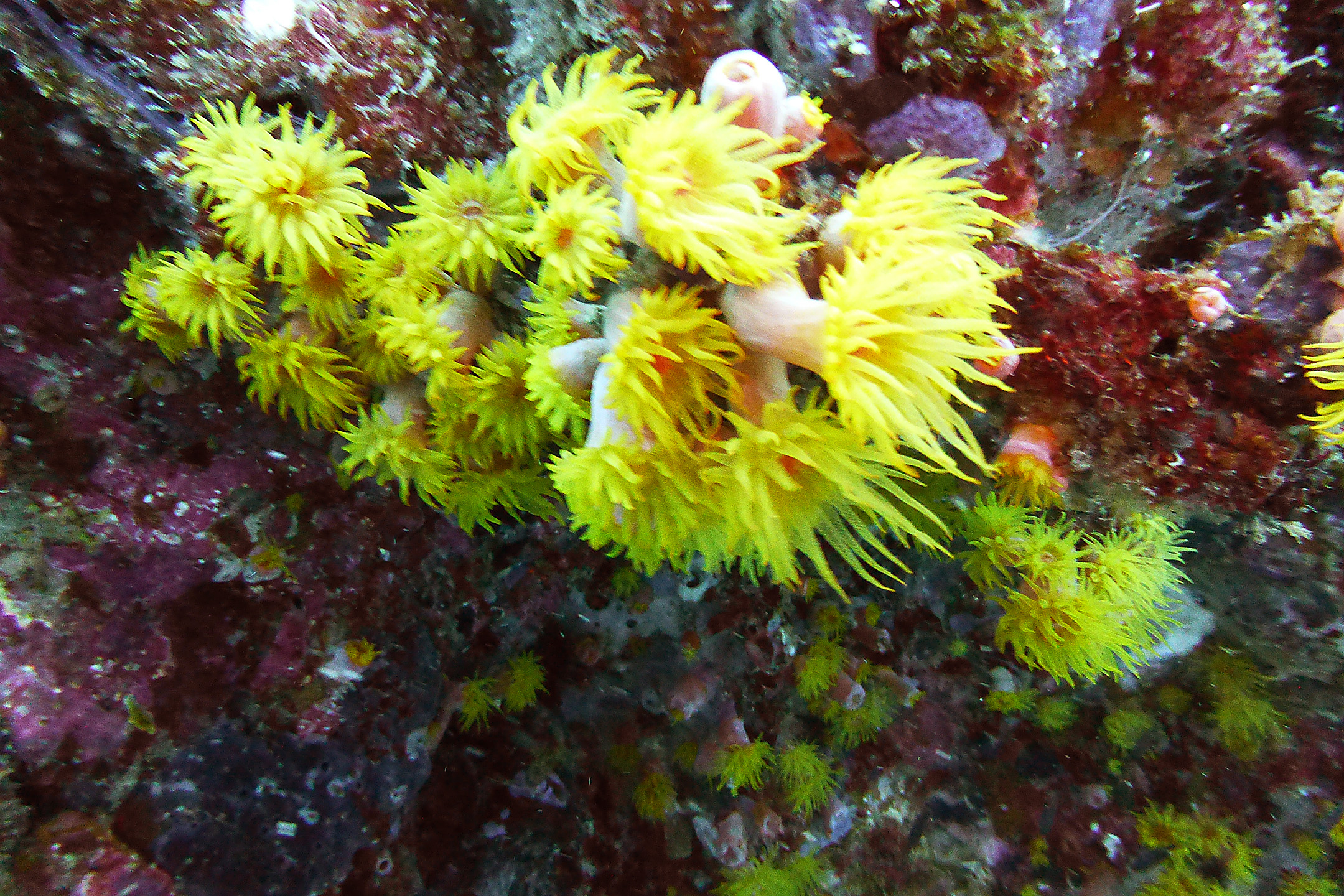
Dendrophilliidae

- Coraux mous
- Sarcophyton
- Sarcophyton
- Sarcophyton
- Sarcophyton

Anémones de mer et cerianthaires
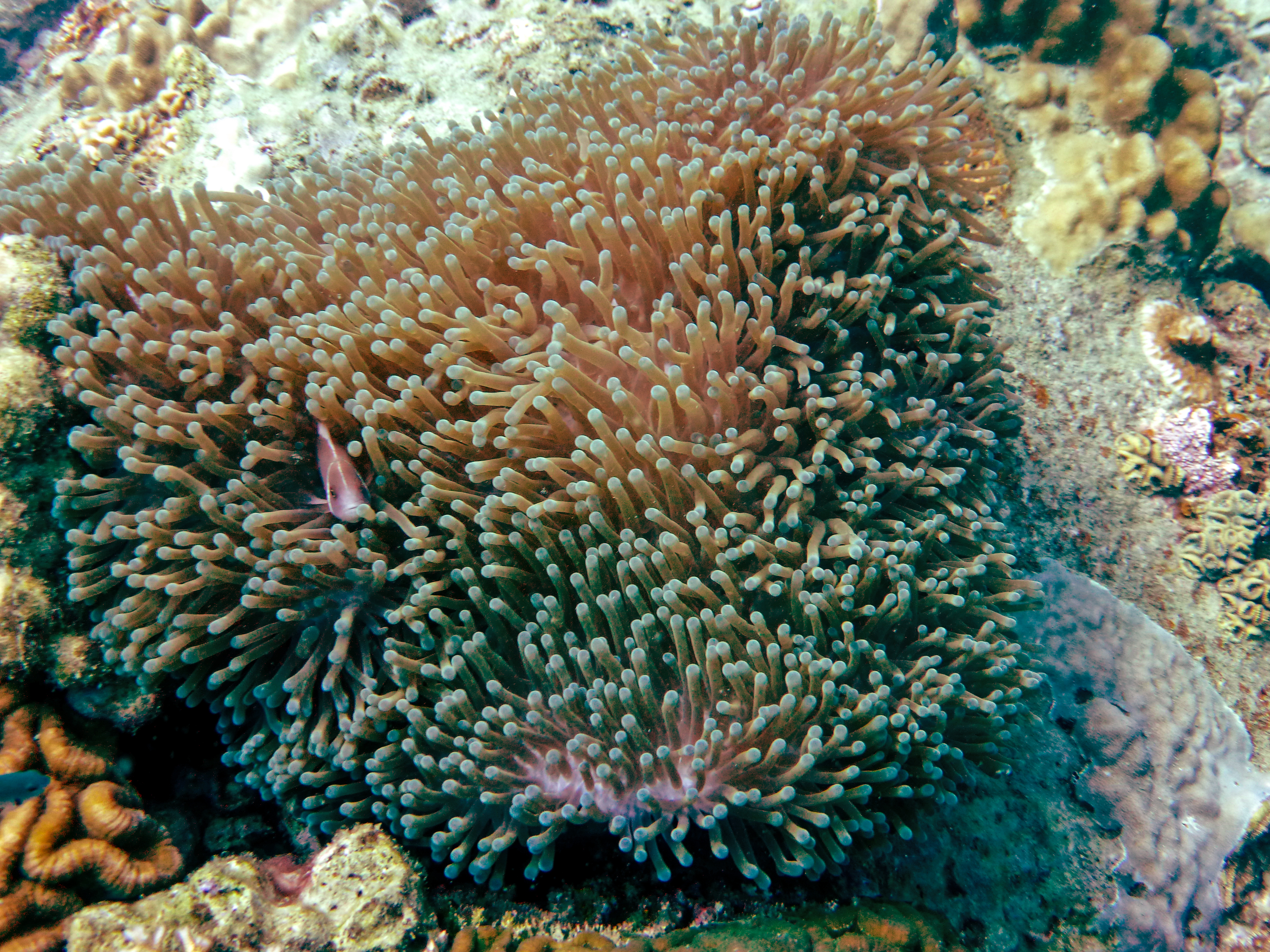
Anémone de mer en relation mutualiste avec un poisson-clown
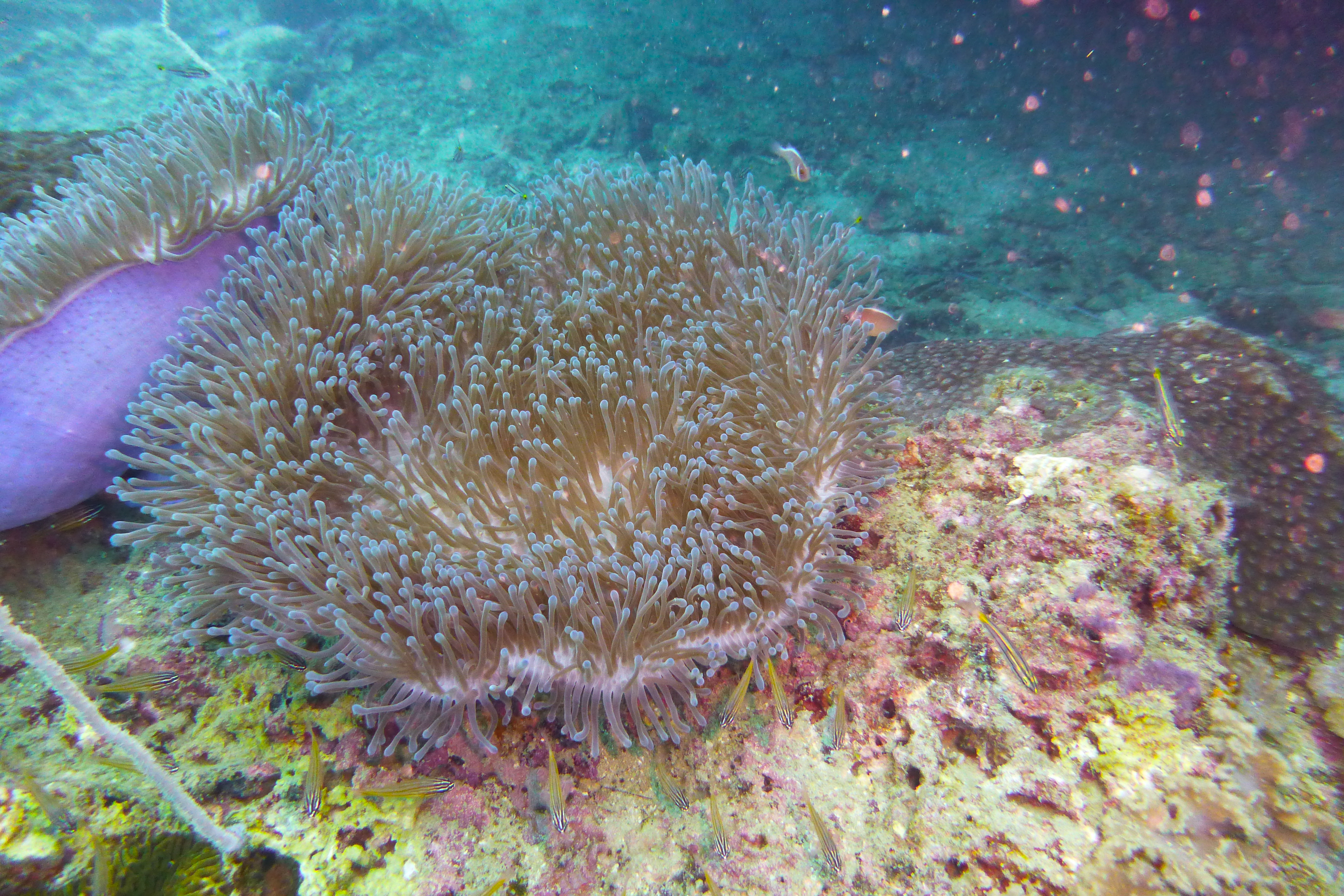
Anémone de mer
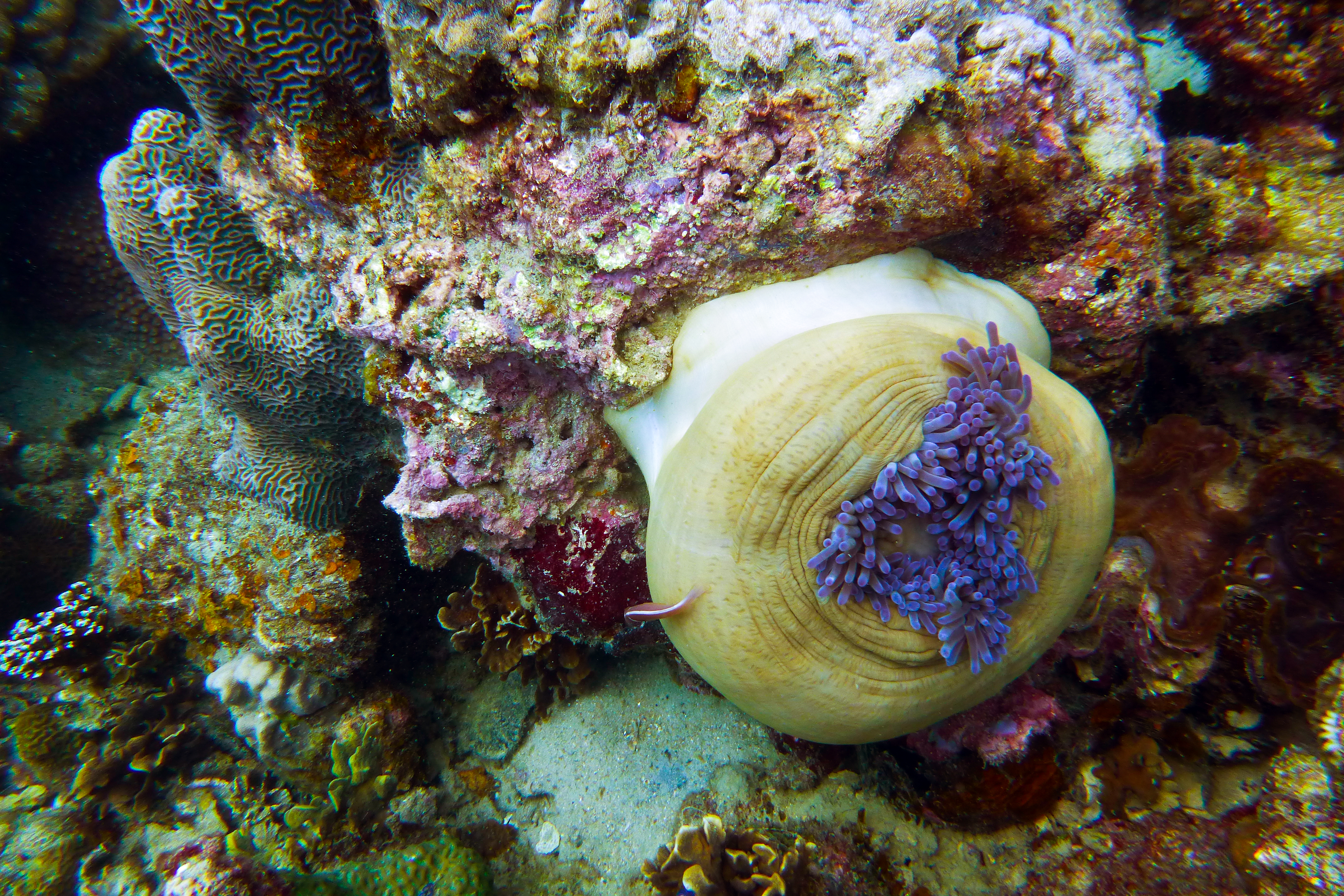
Anémone de mer
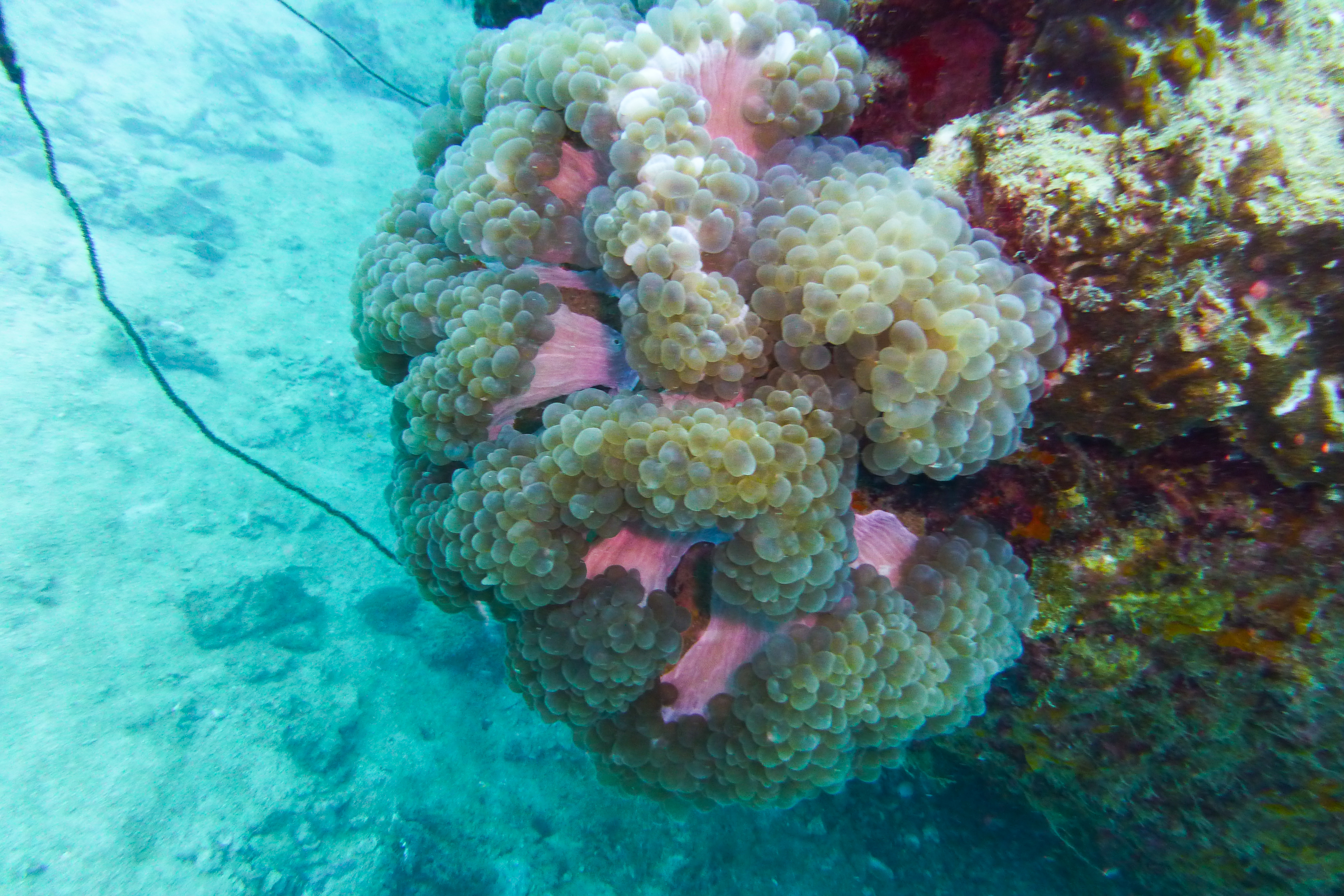
Anémone de mer
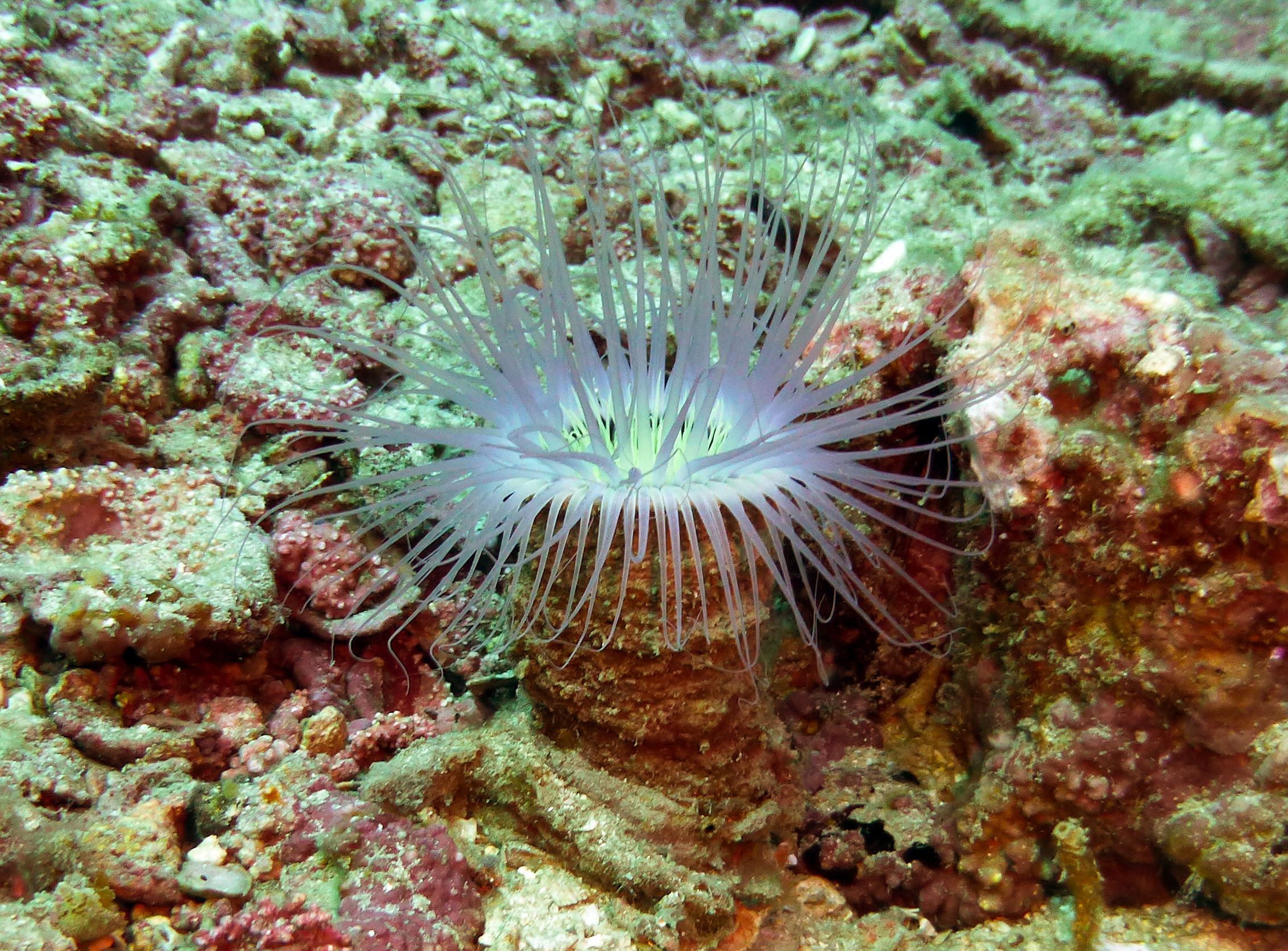
Cerianthaire

Éponges et éponges en tonneau
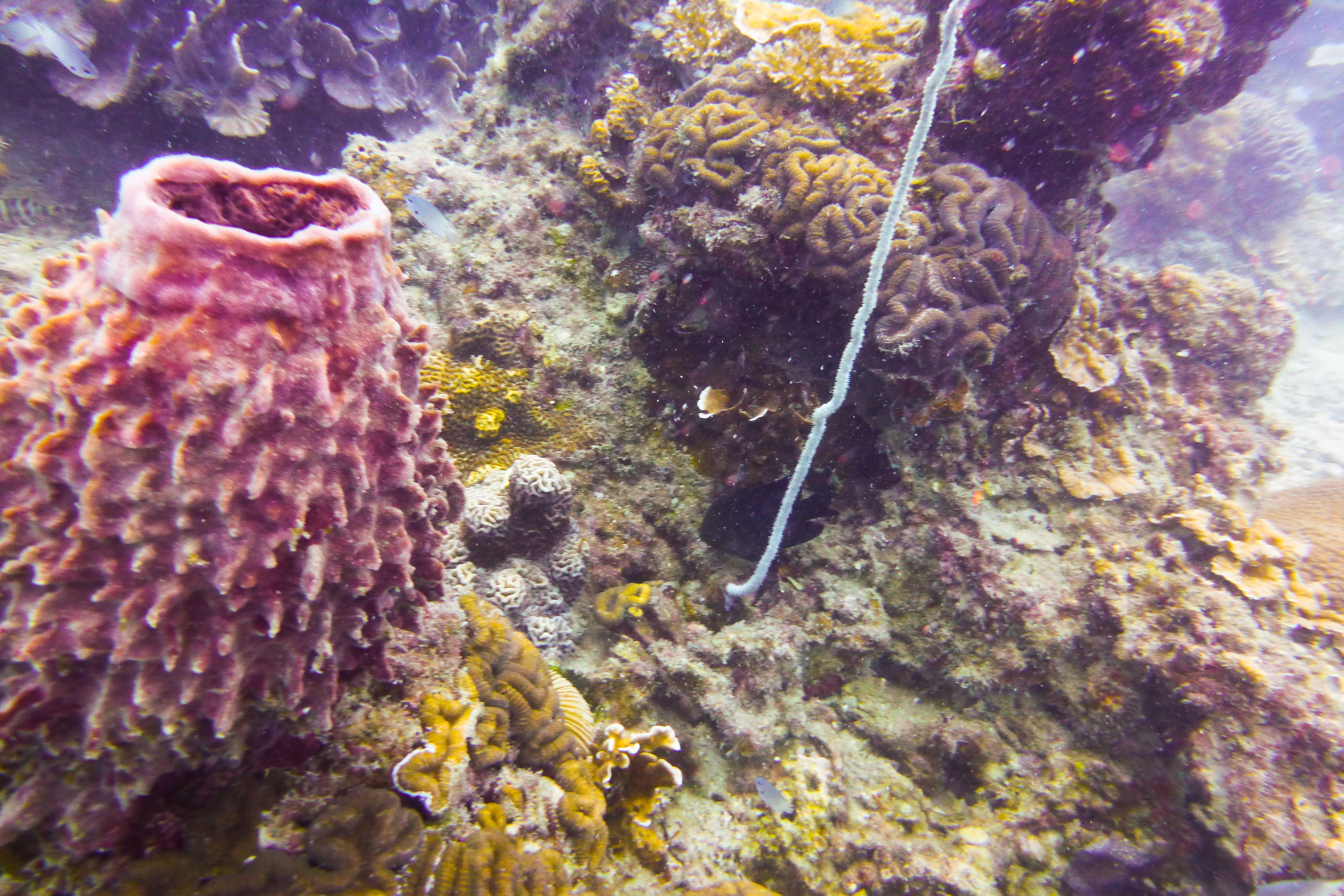
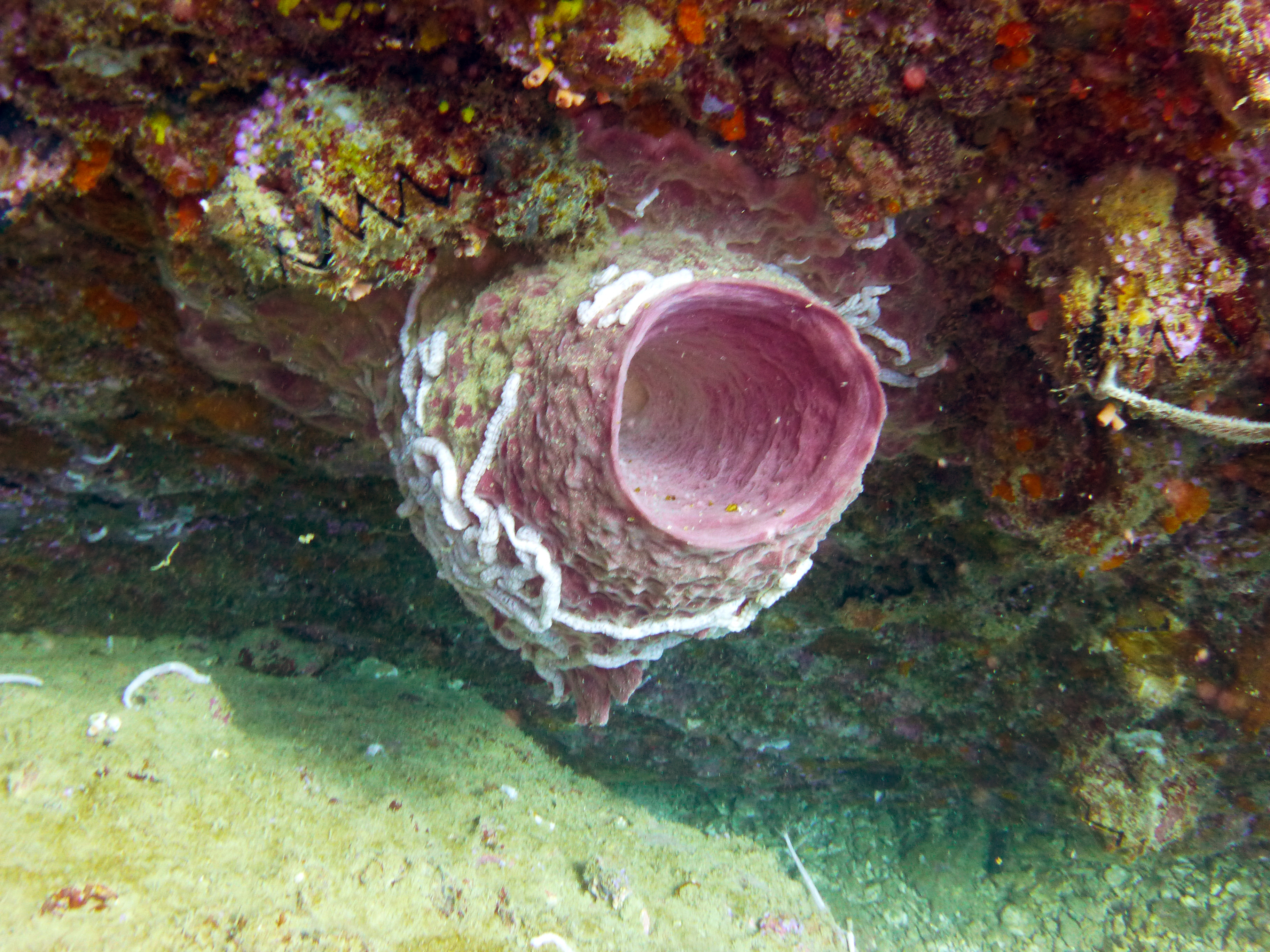
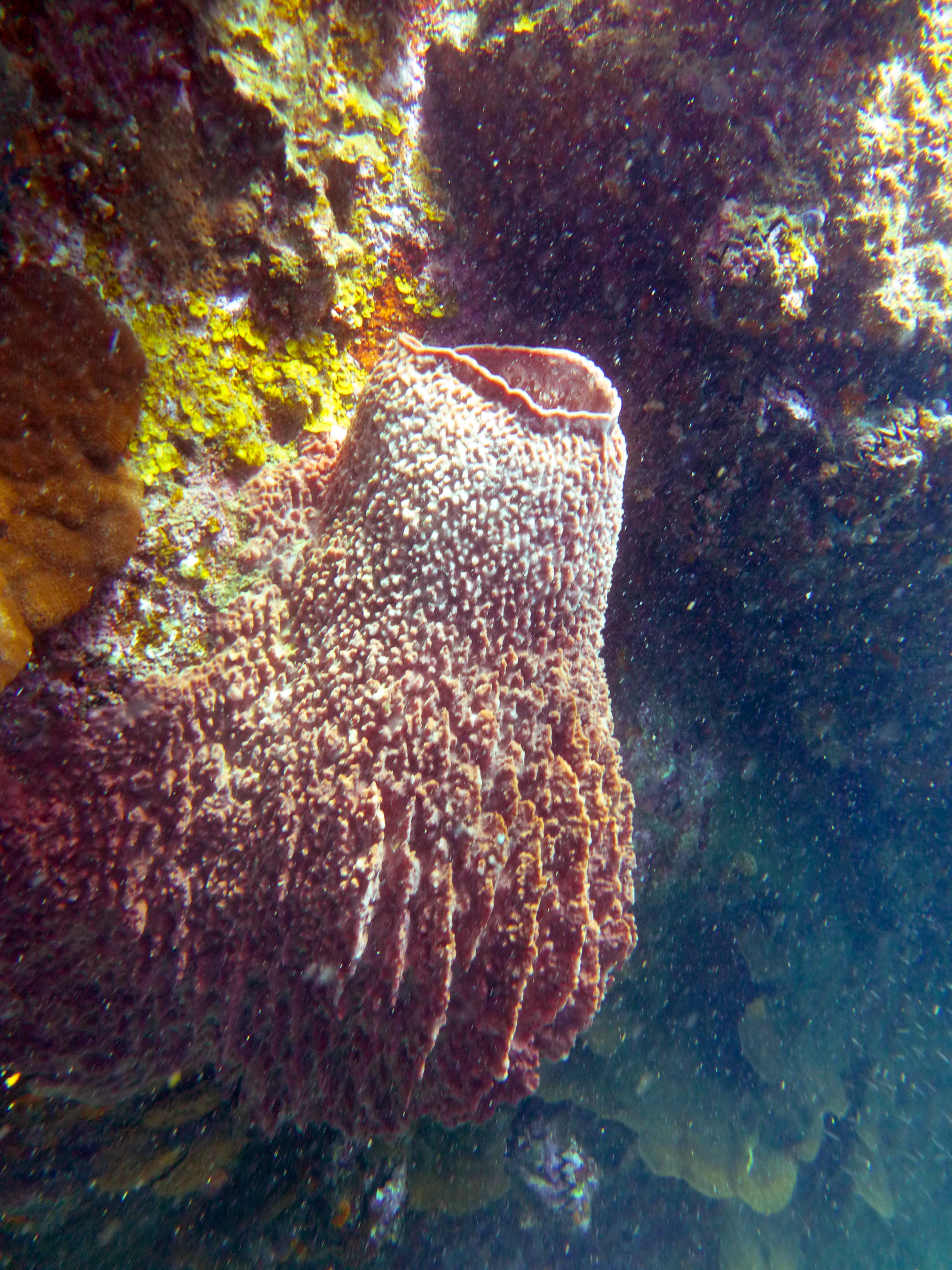
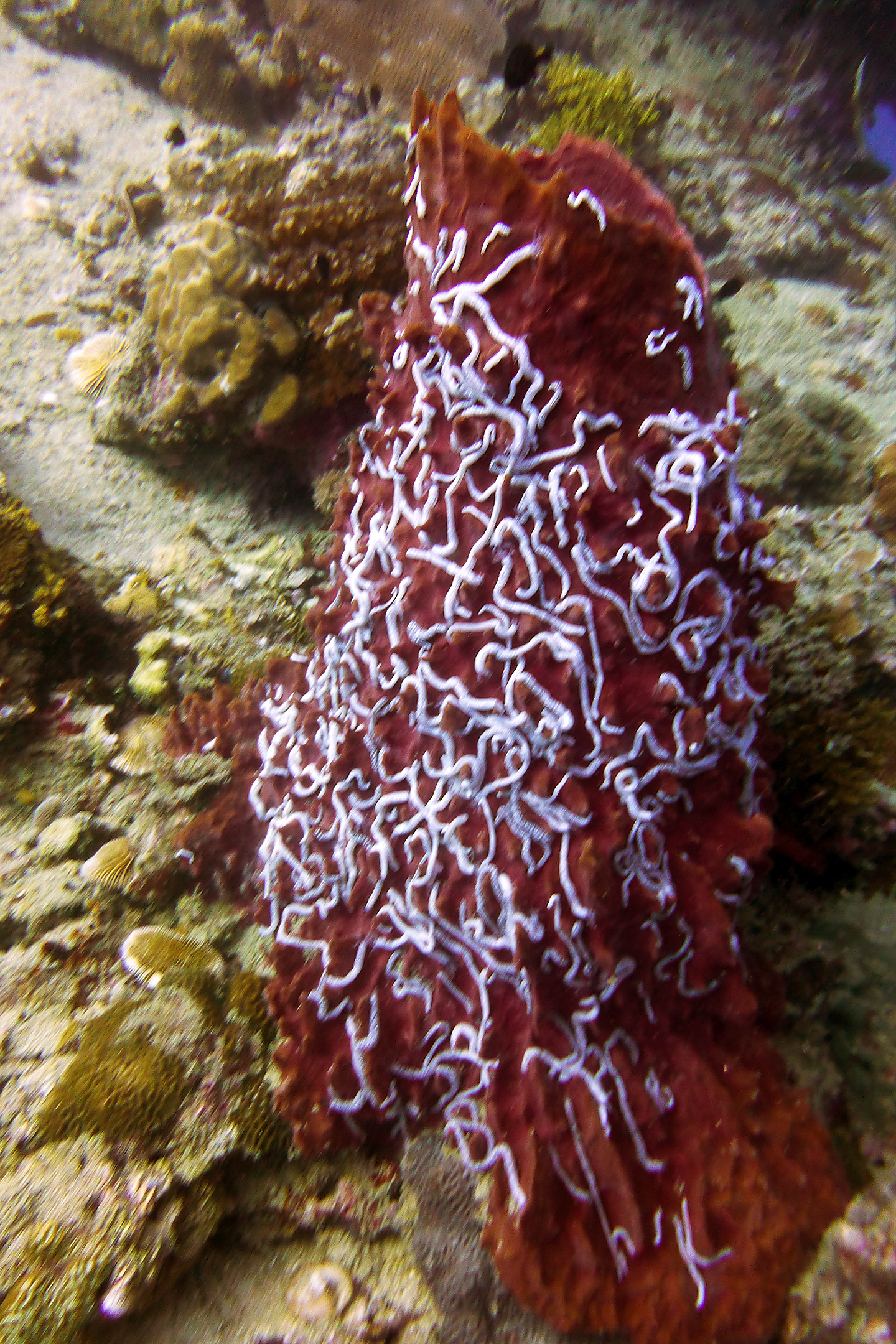

On observe aussi des étoiles de mer de Luzon, des coussins de belle-mère, des concombres de mer holothurie verte et holothurie rayée, des oursins-diadème de l'Indo-Pacifique ; des mollusques bivalves bénitiers dont des grands bénitiers gaufrés ainsi que des mollusques gastéropodes nudibranches jorunna funebris et phyllidiidae fryera picta ; des vers sapins de Noël  ...

Échinodermes
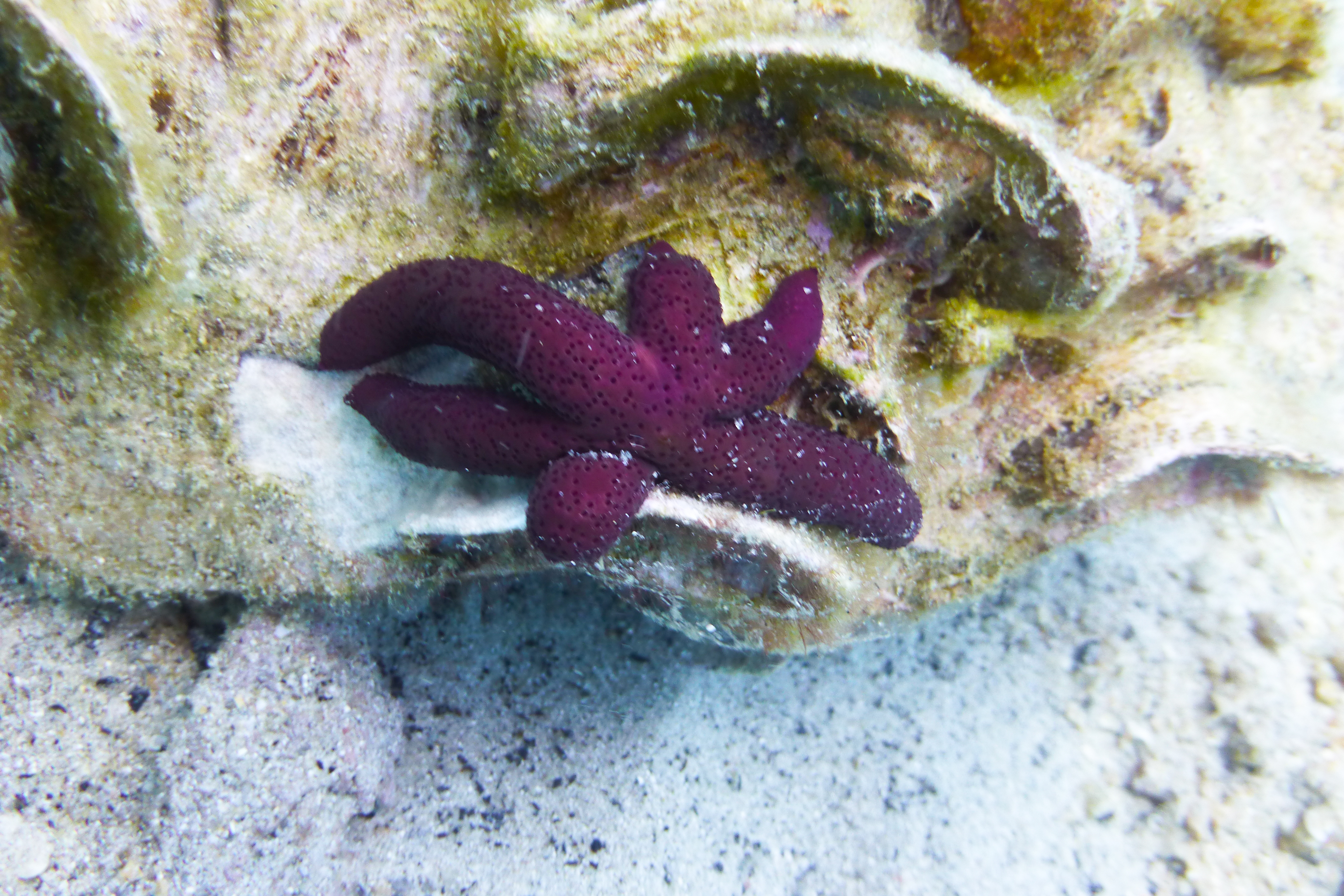
Étoile de mer de Luzon
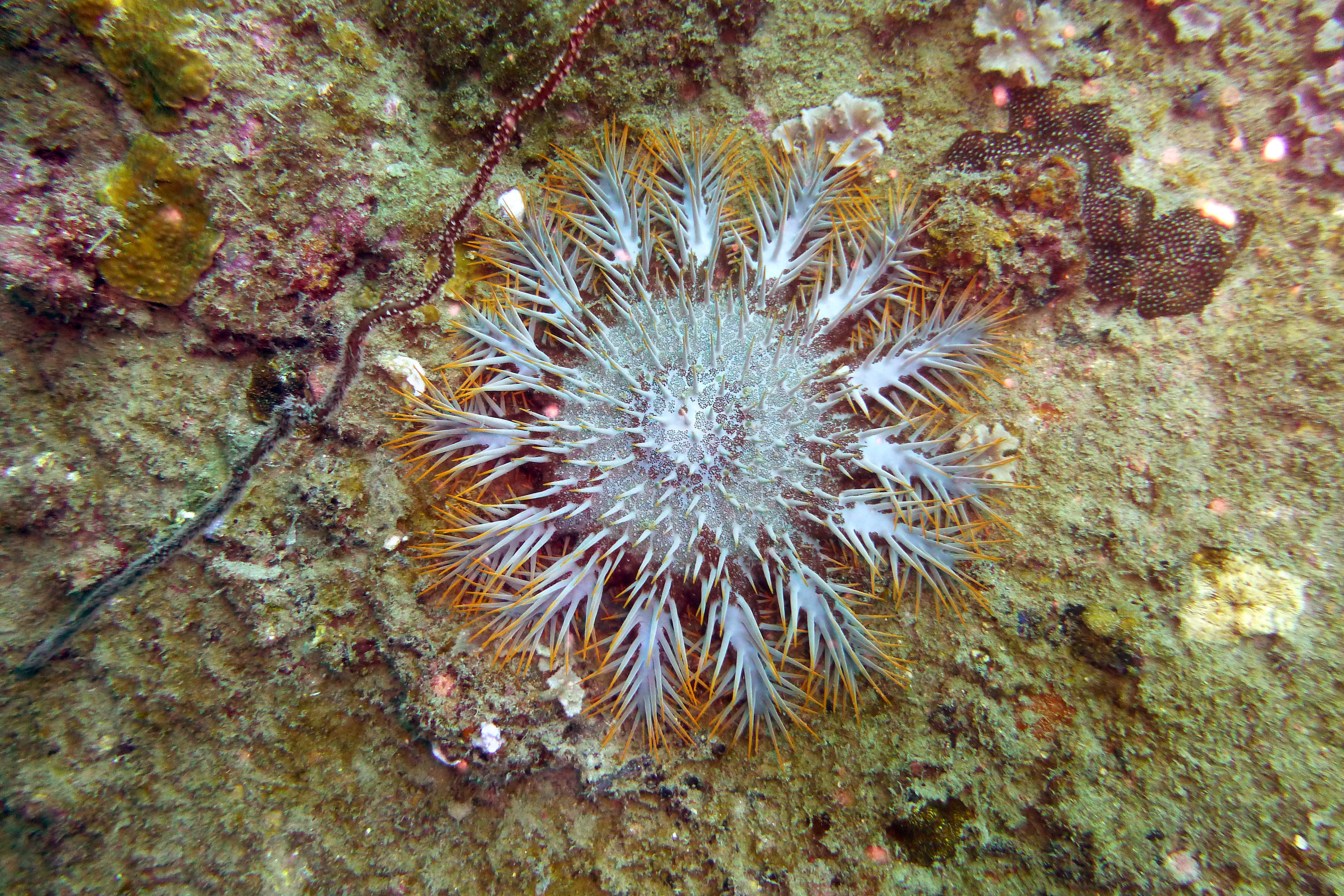
Coussin de belle-mère
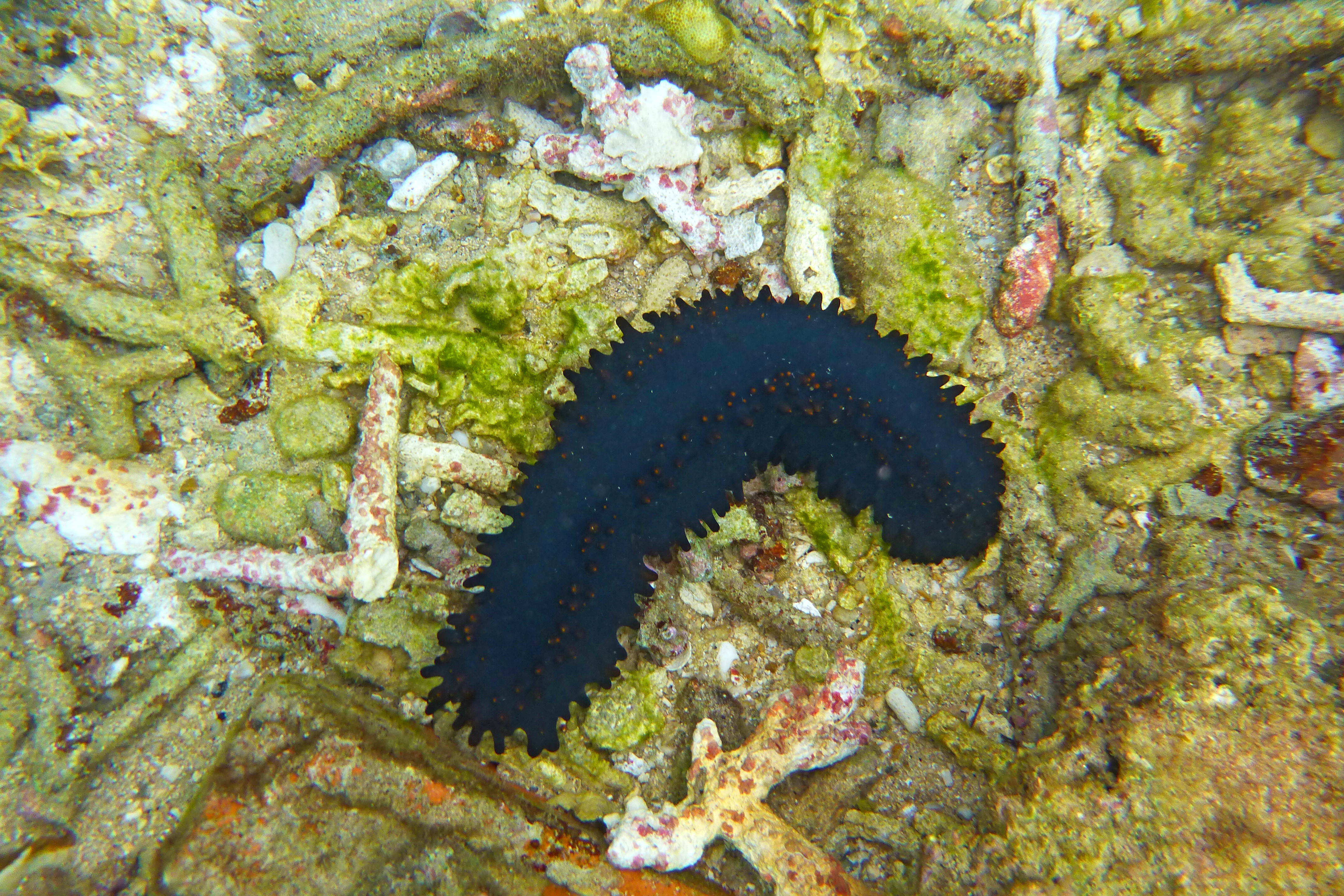
Concombre de mer Holothurie verte
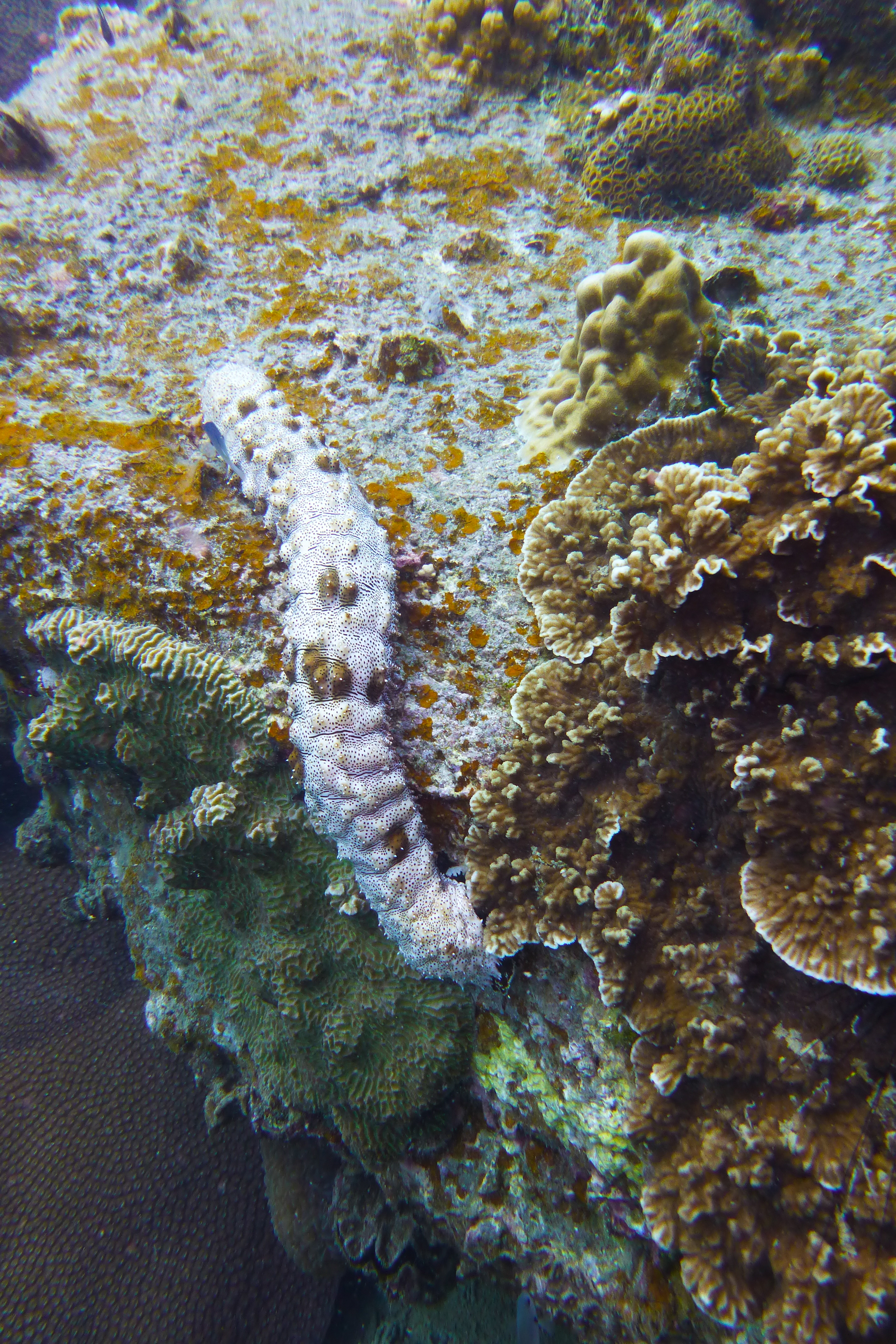
Concombre de mer Holothurie rayée

Mollusques
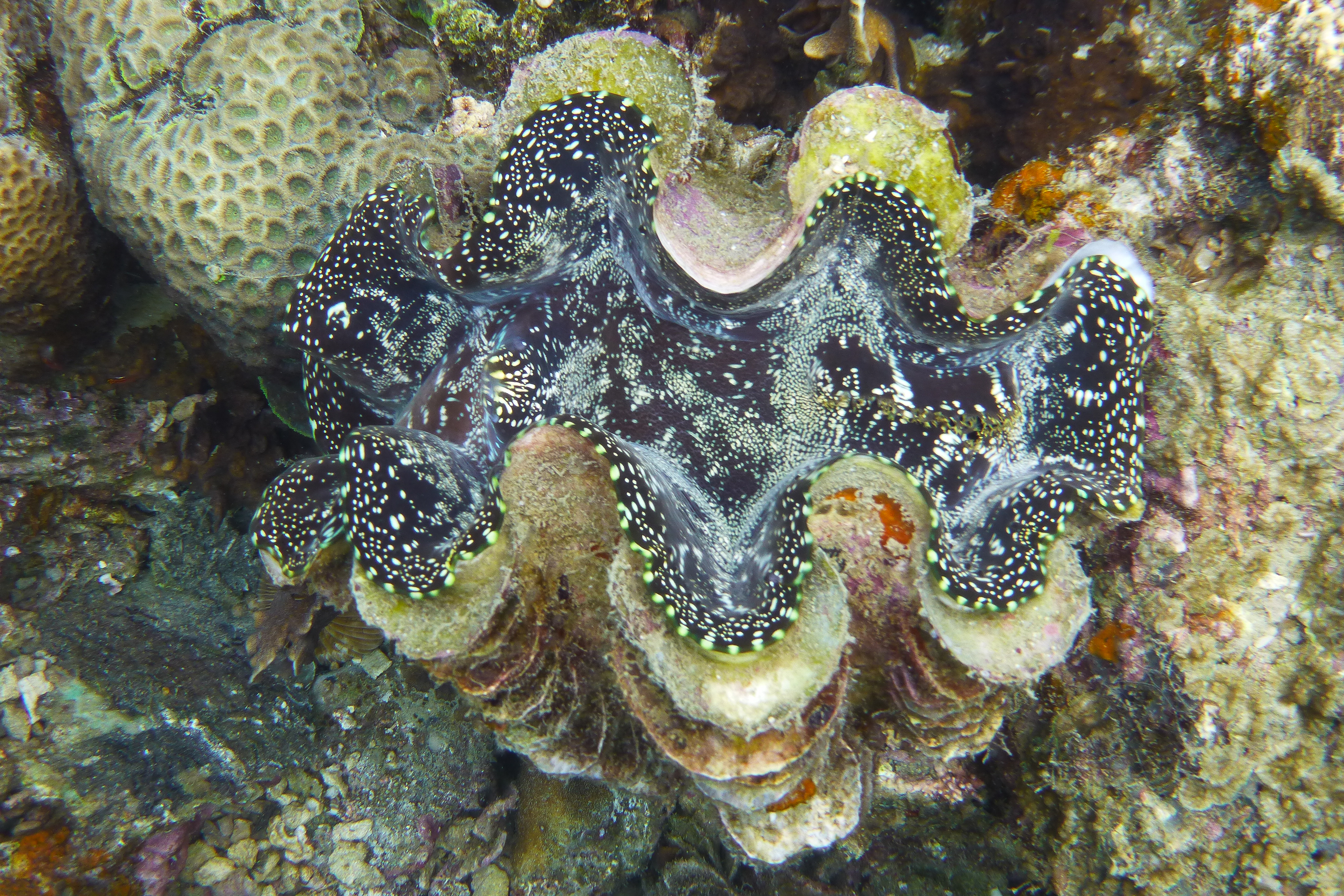
Bénitier
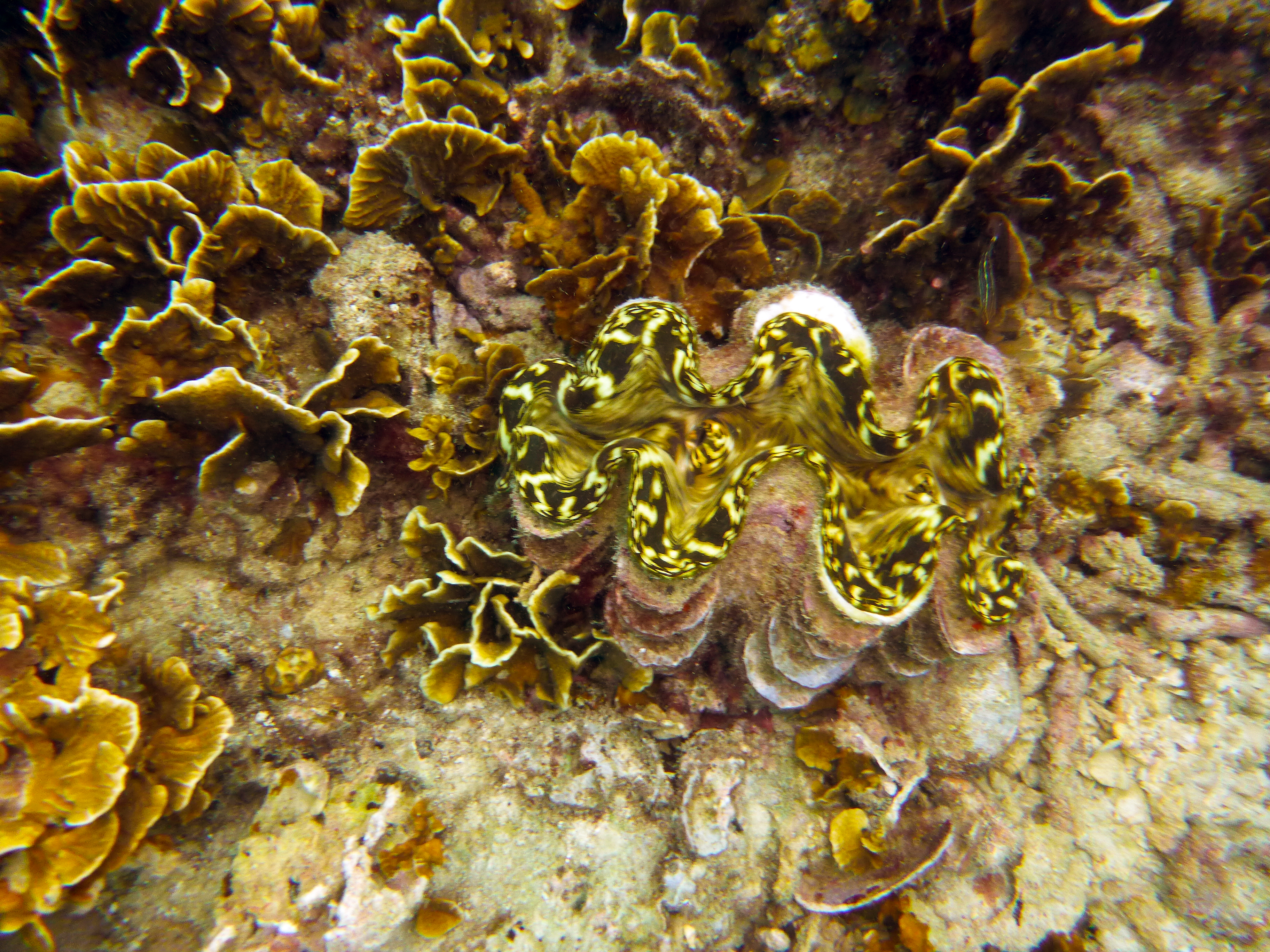
Grand bénitier gaufré
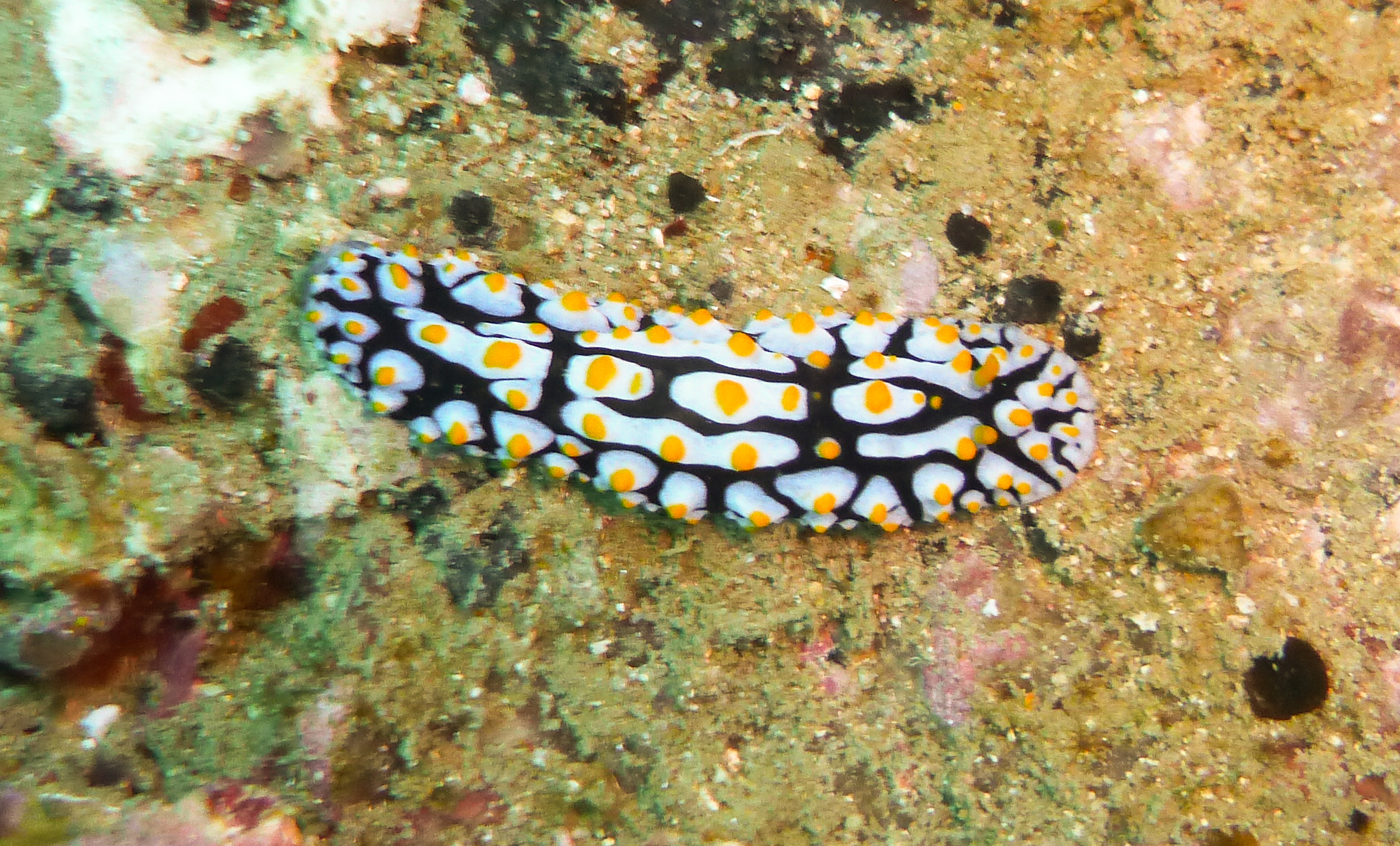
Nudibranche fryera varicosa
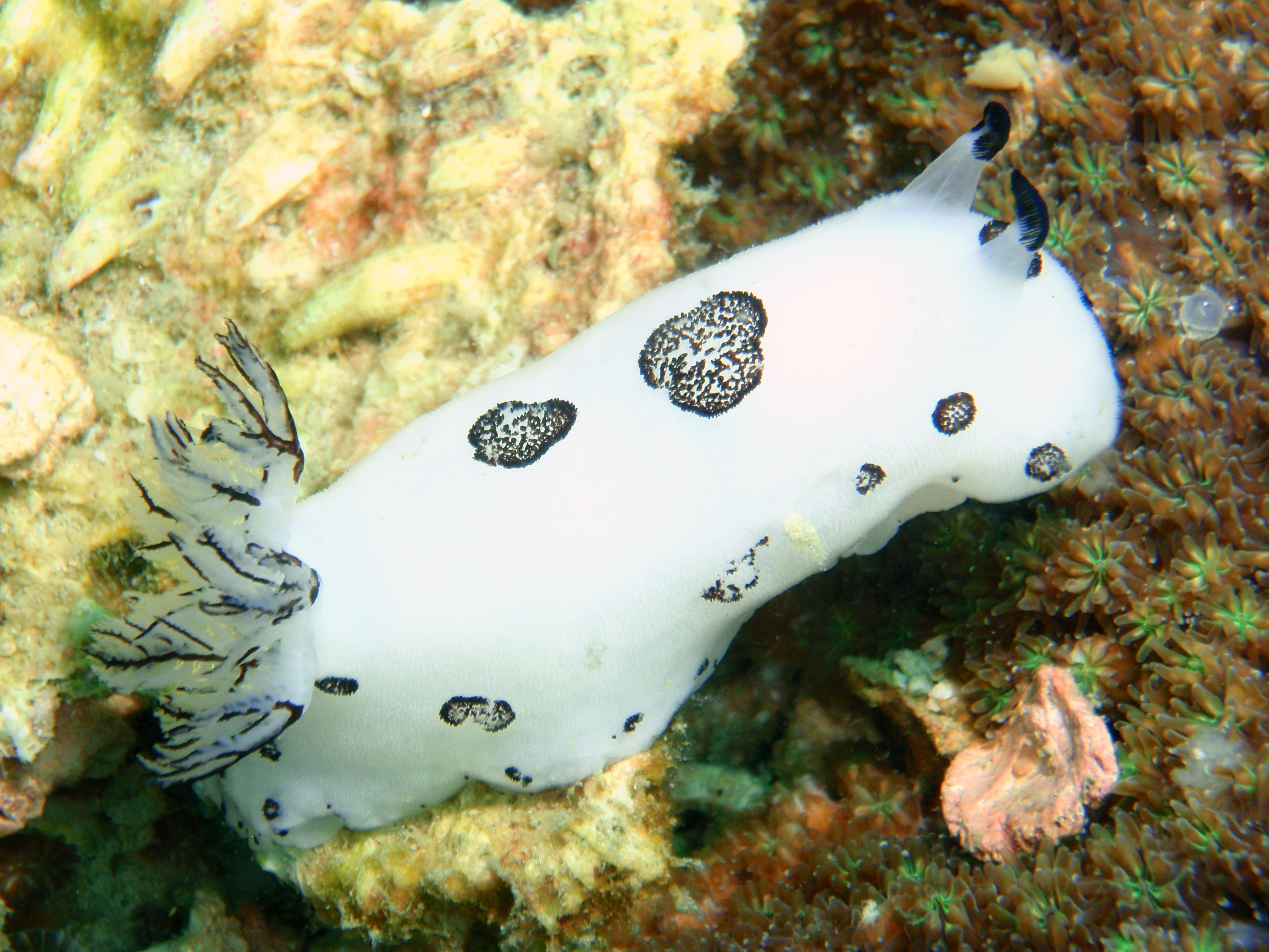
Nudibranche jorunna funebris

Vers Spirobranchus giganteus
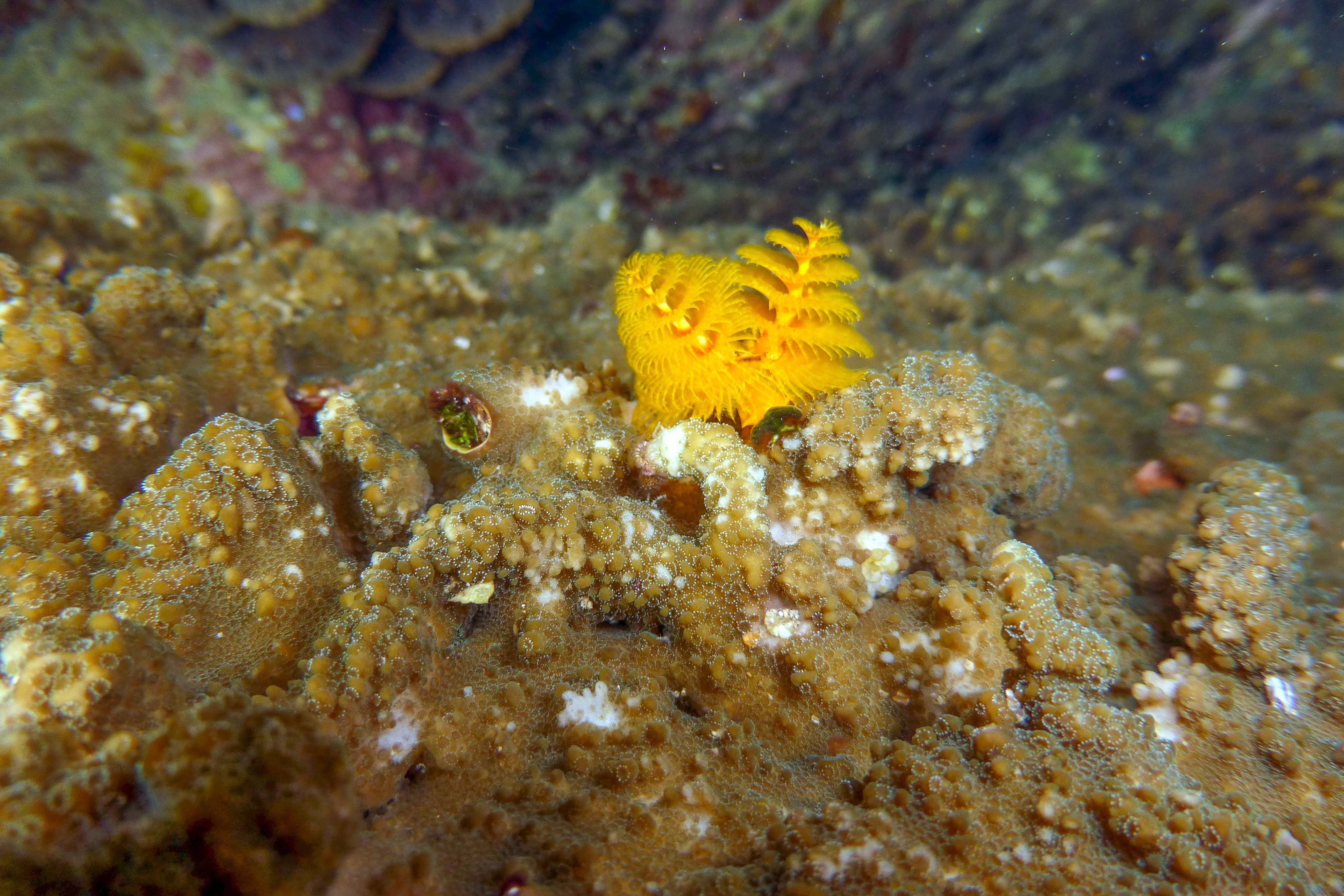
Vers-arbres de Noël jaunes
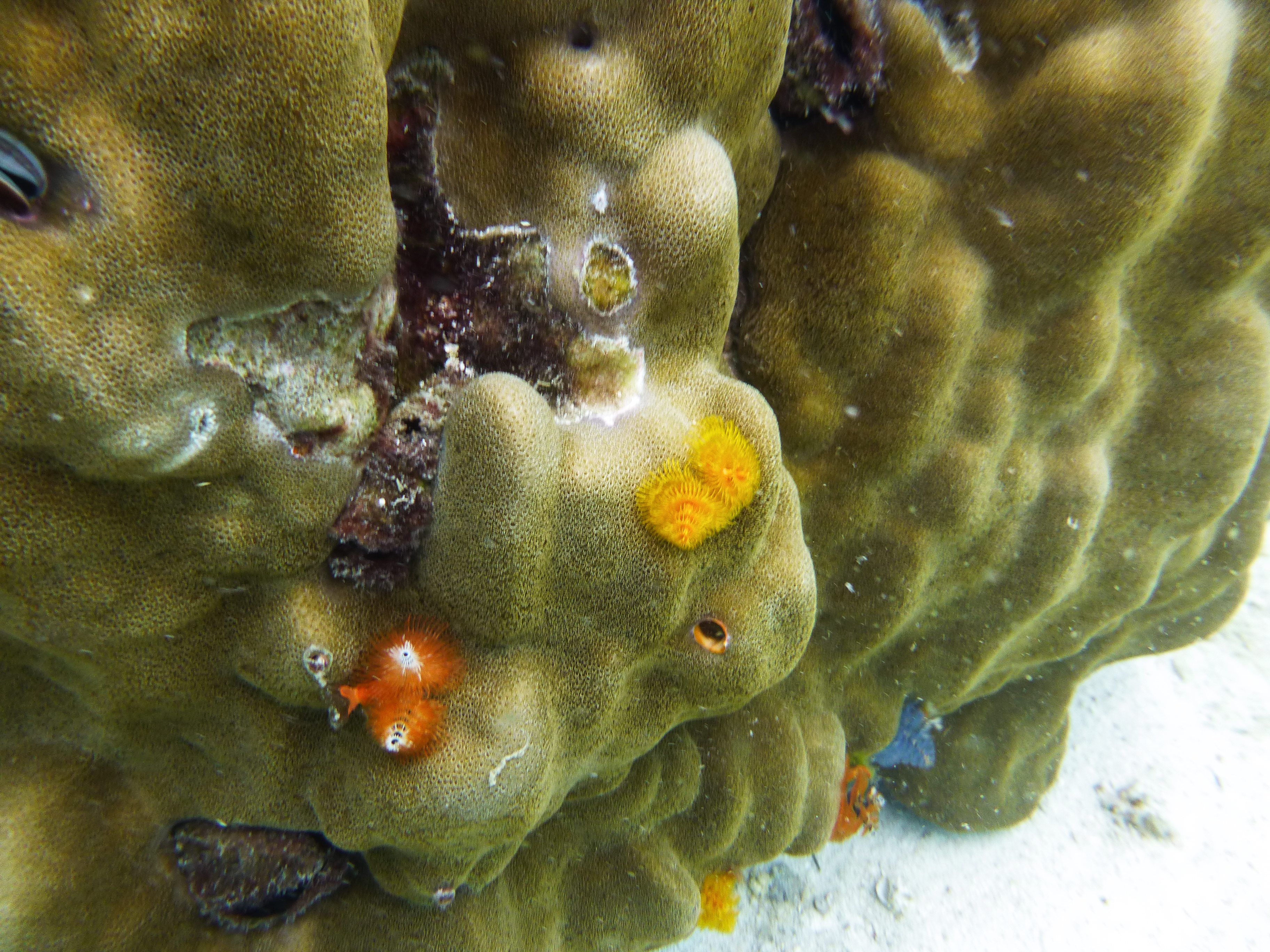
Spirobranches-arbres de Noël jaunes, orange et bleus
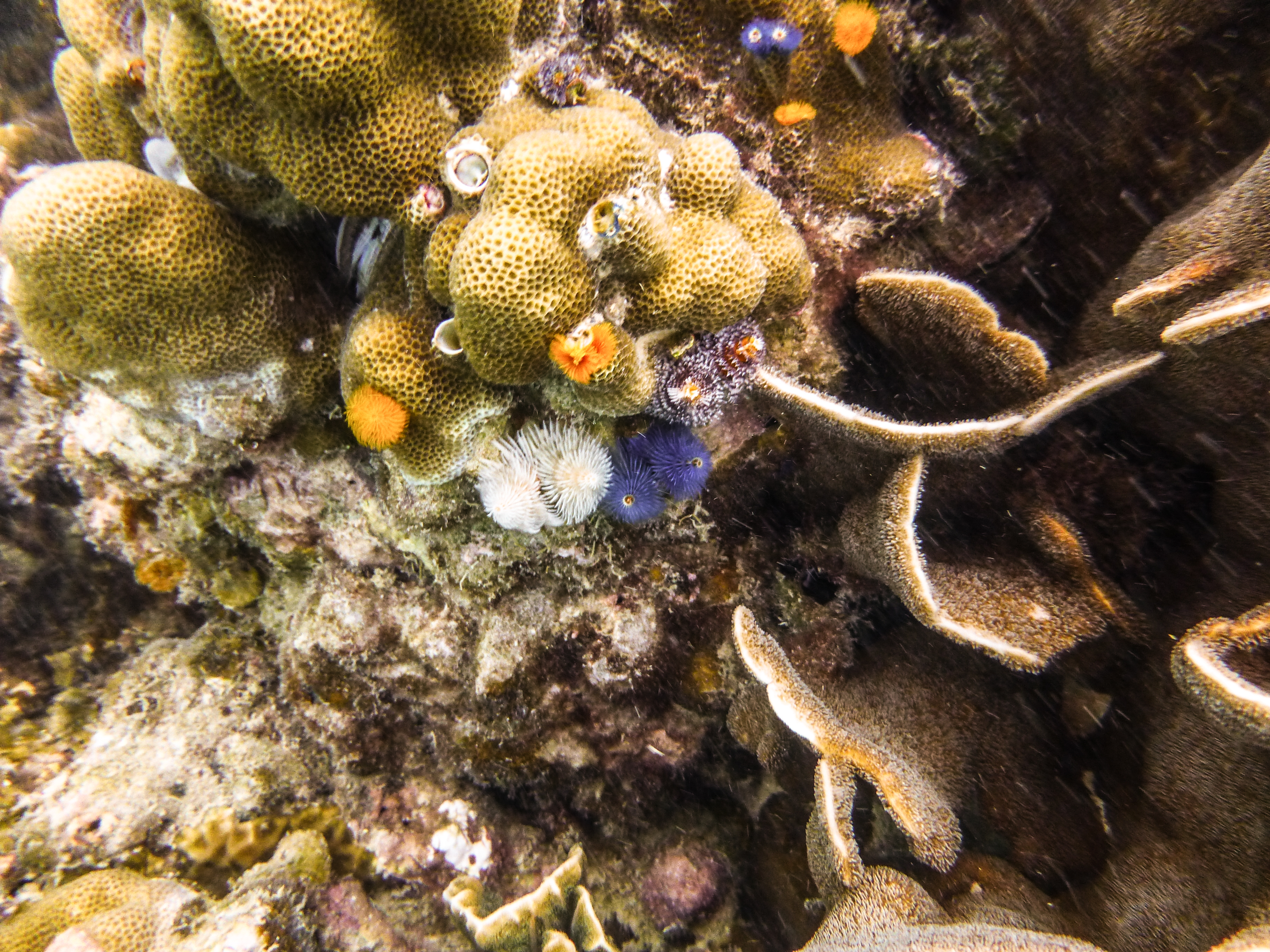
Vers sapins de Noël blancs, bleus et jaune-orange
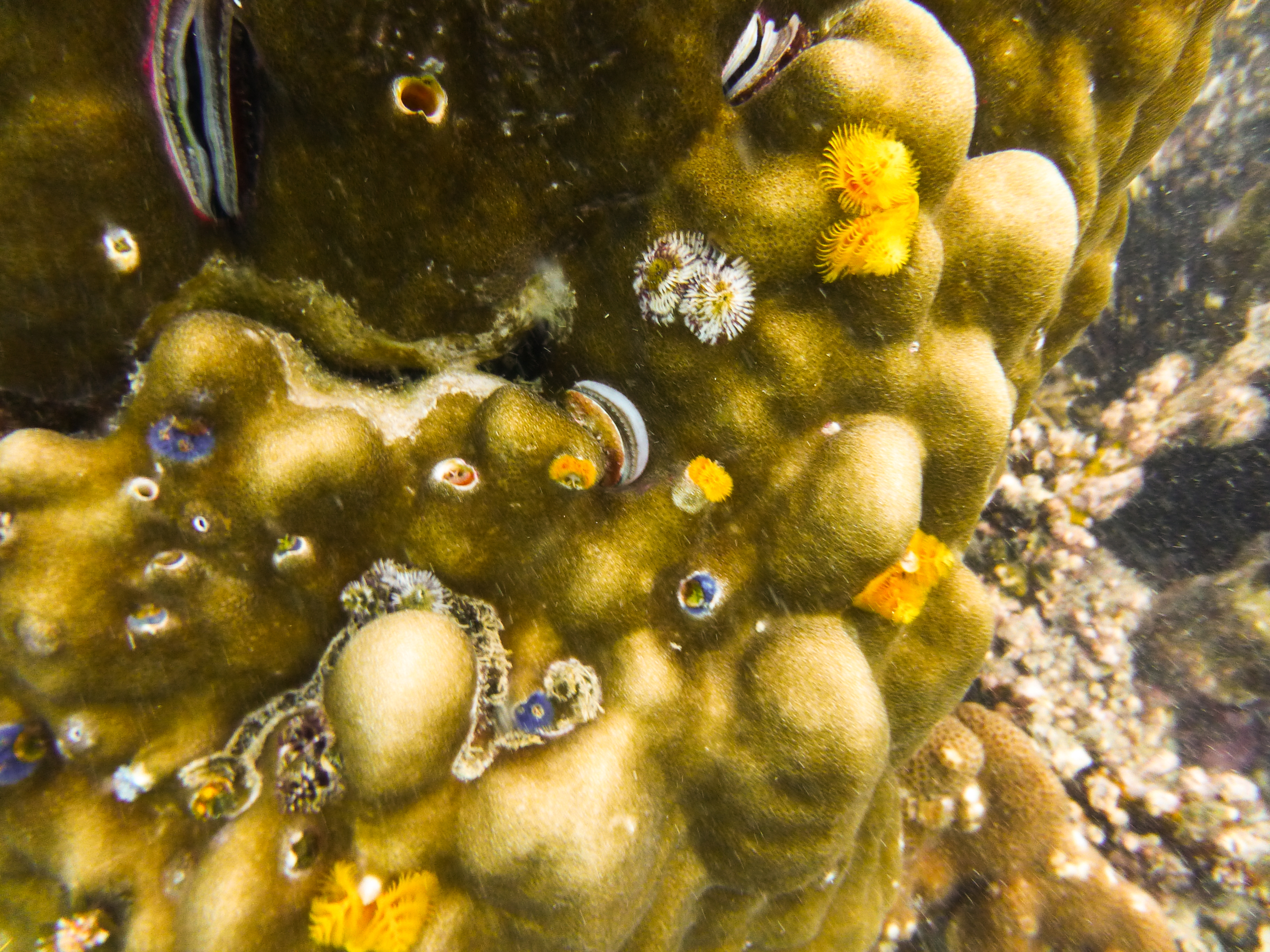
Spirobranches-arbres de Noël blancs, jaunes et bleus
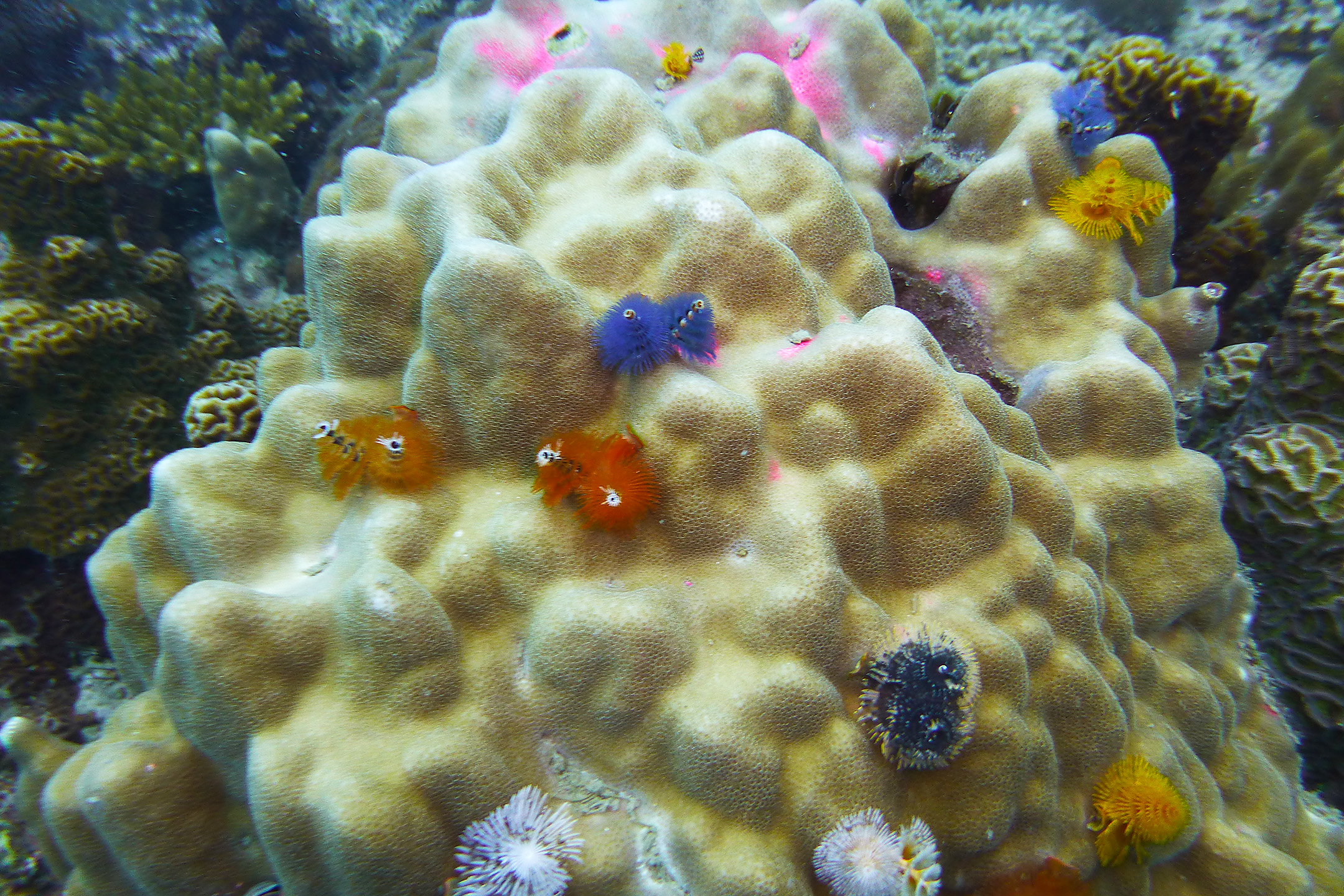
Vers sapins de Noël jaunes, jaune-orange, orange, bleus, noirs et blancs

### Plus de 223 poissons de récif

Apogonidae, Balistidae, Blenniidae, Carangidae, Chaetodontidae
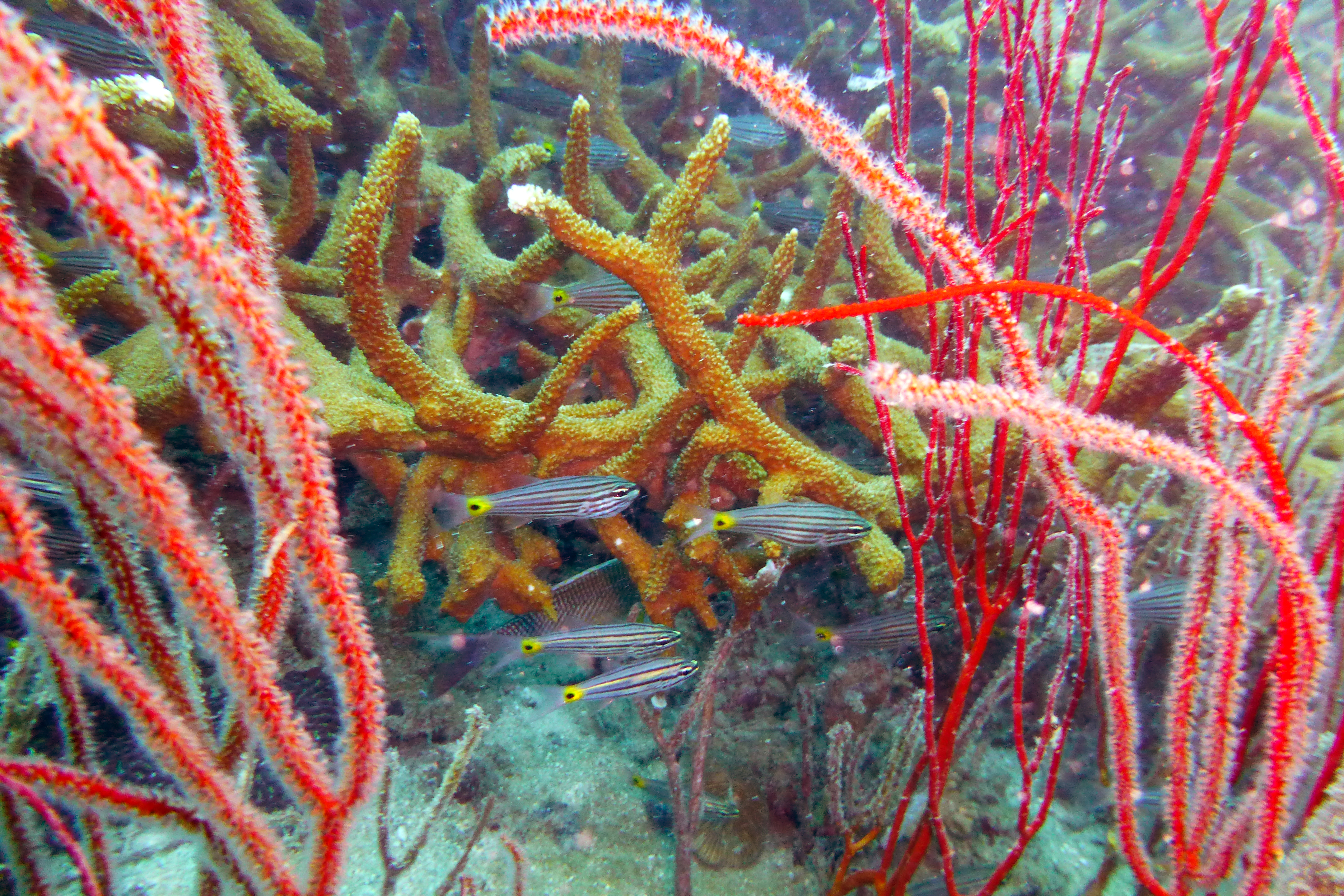
Apogonidae, Apogon à cinq lignes
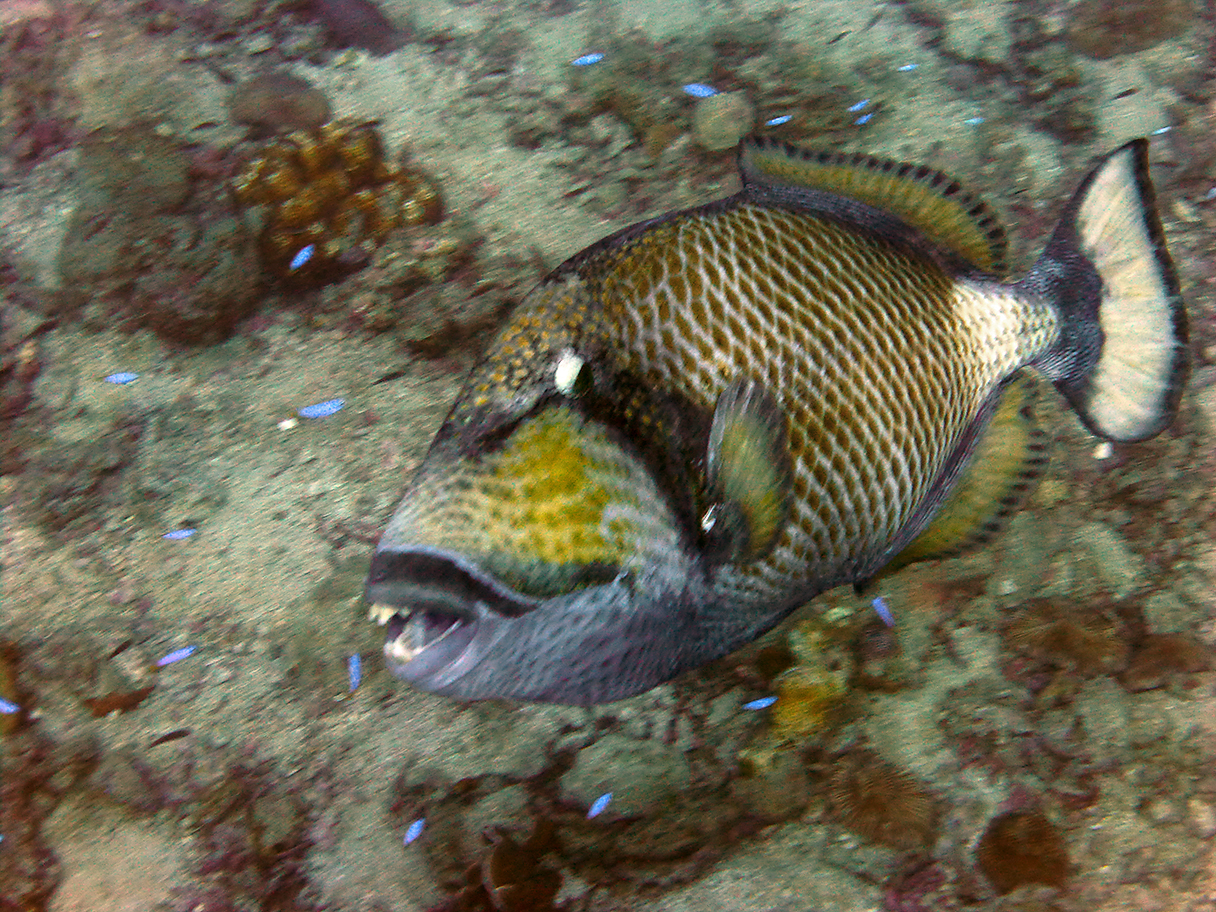
Balistidae, Baliste titan
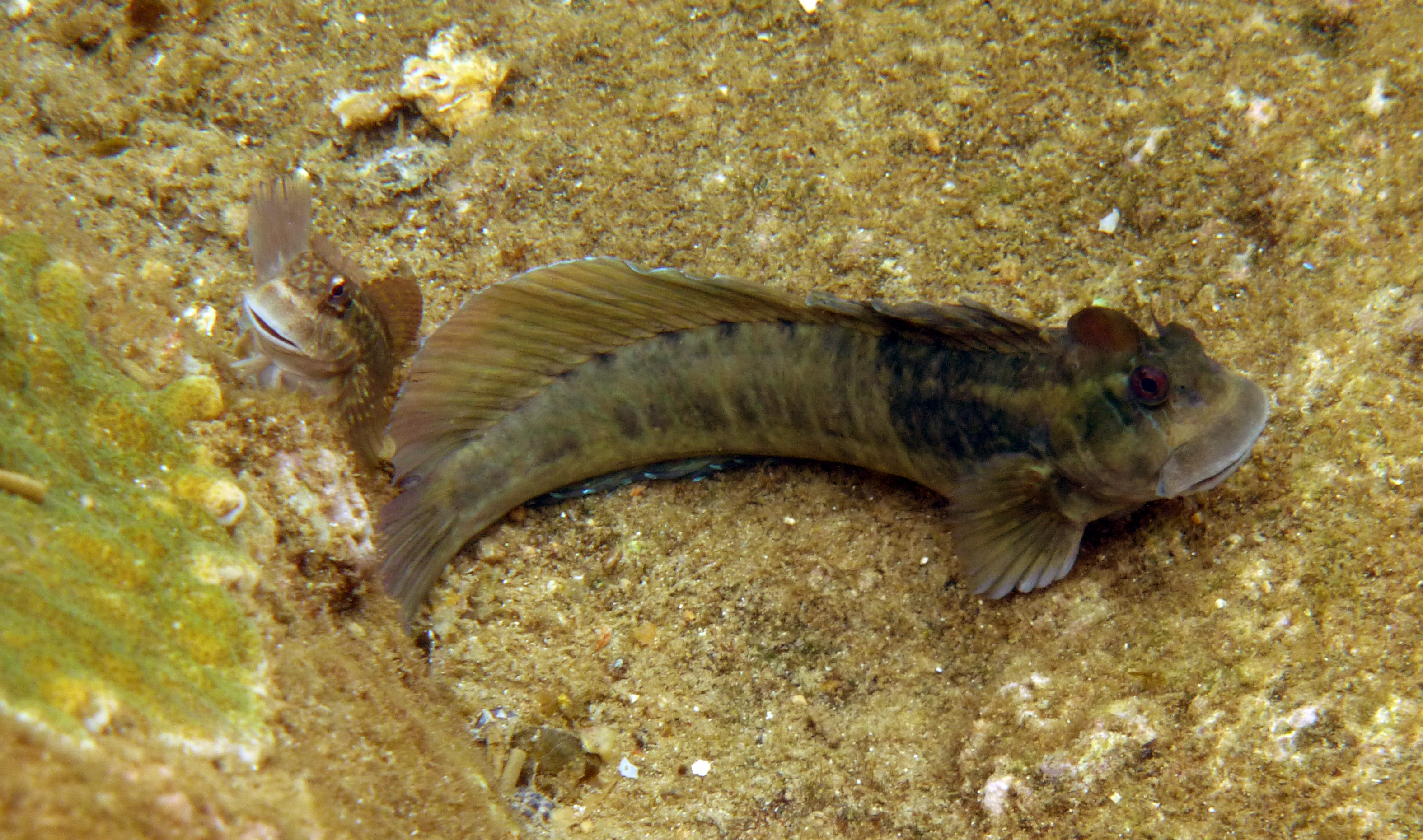
Blenniidae, Blennie à dents de peignes
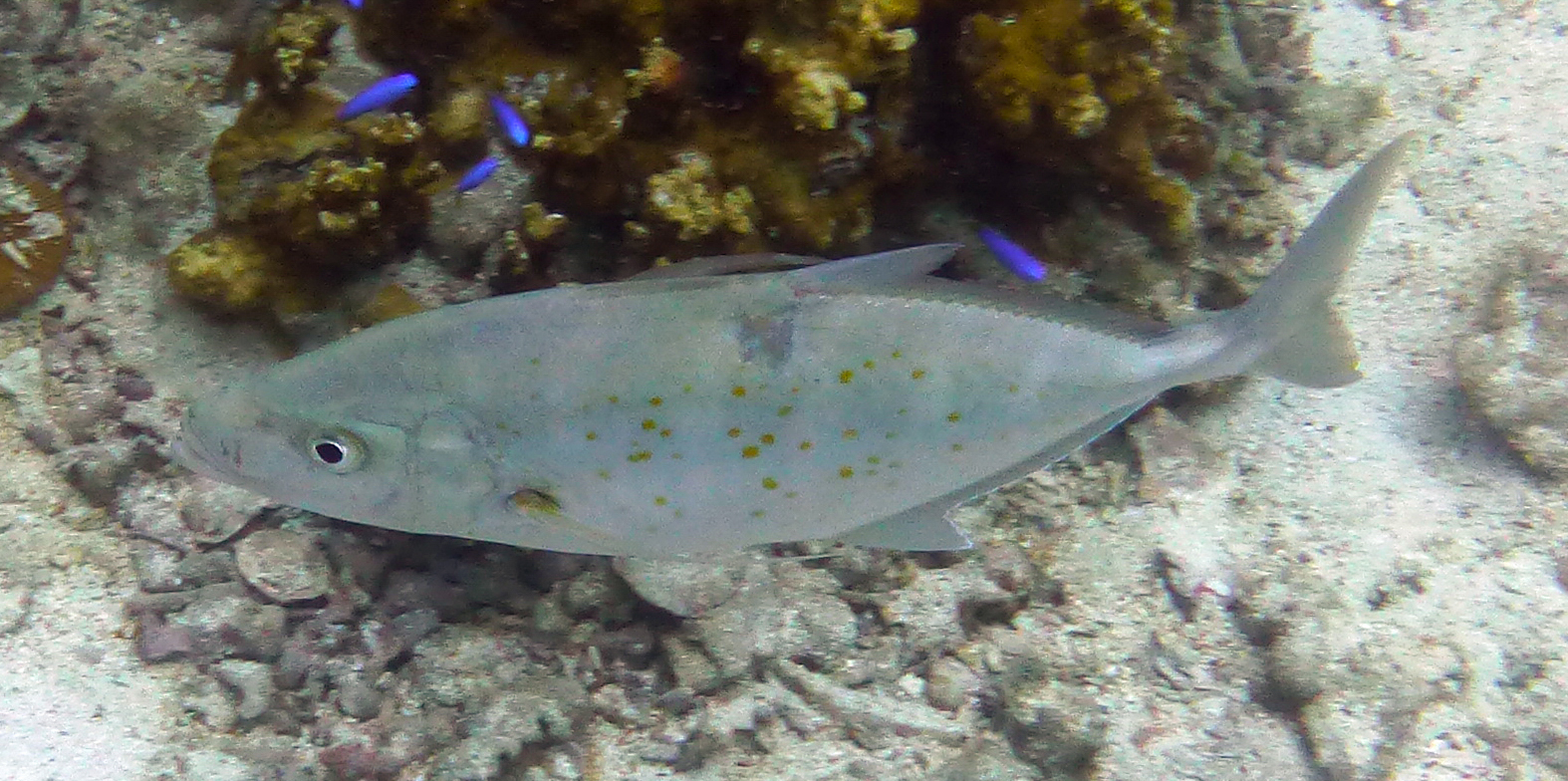
Carangidae, Carangue à points orange
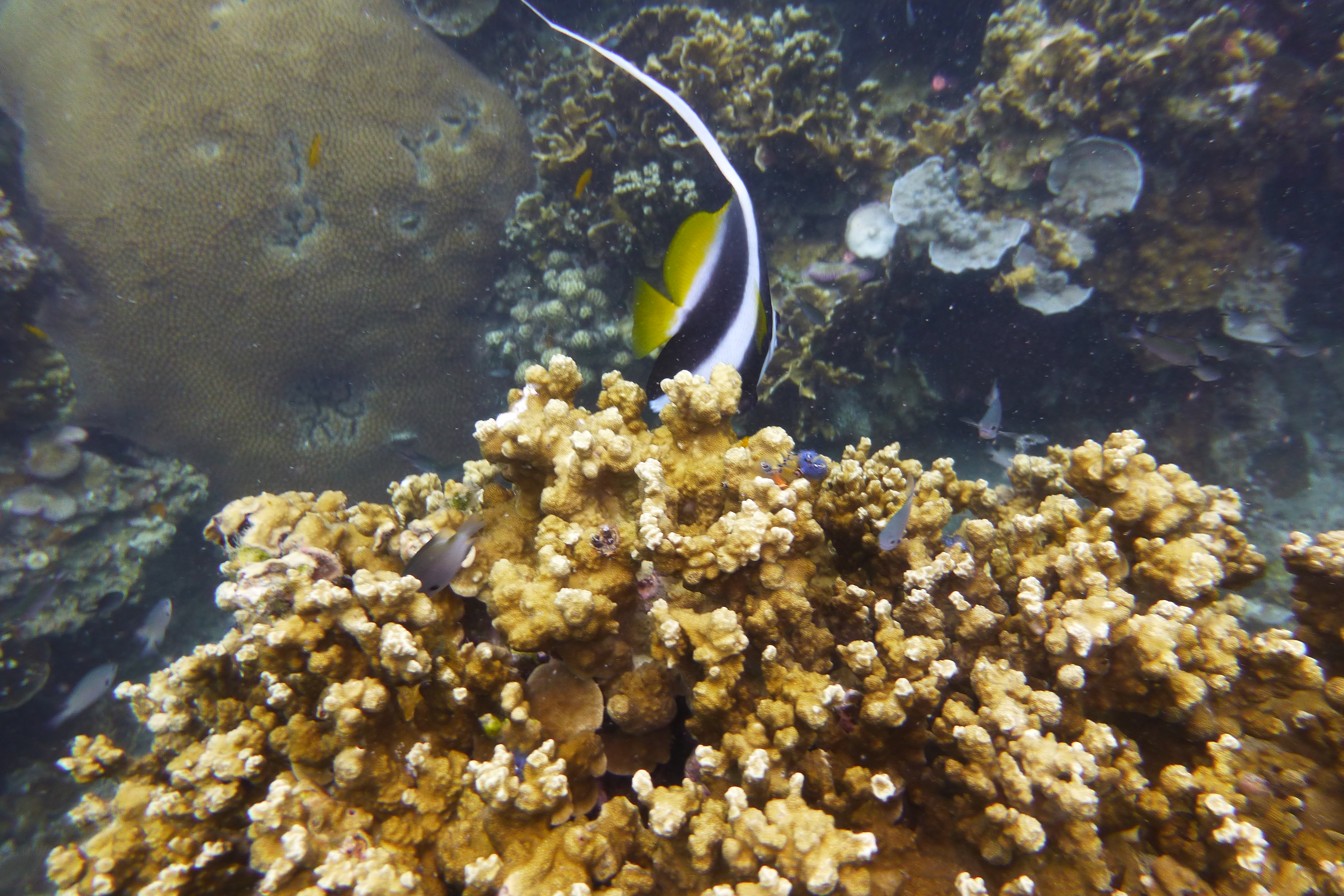
Chaetodontidae, Poisson-cocher
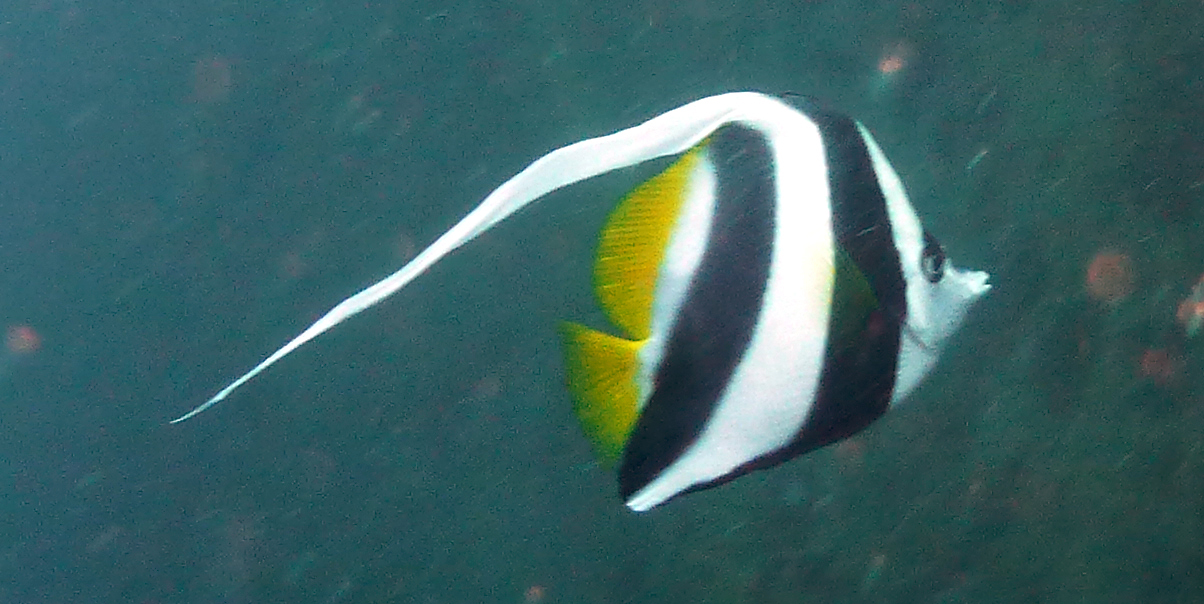
Chaetodontidae, Poisson-cocher commun
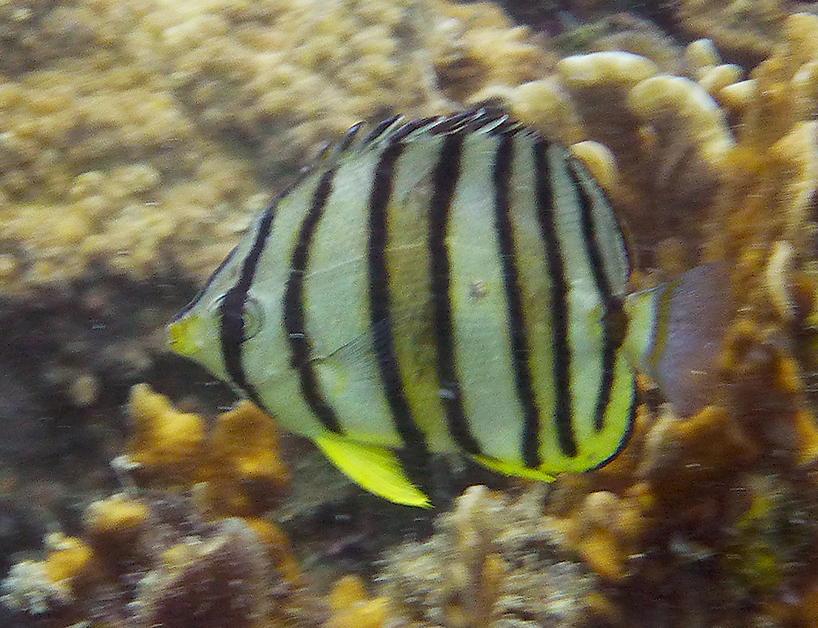
Chaetodontidae, Poisson-papillon à huit bandes
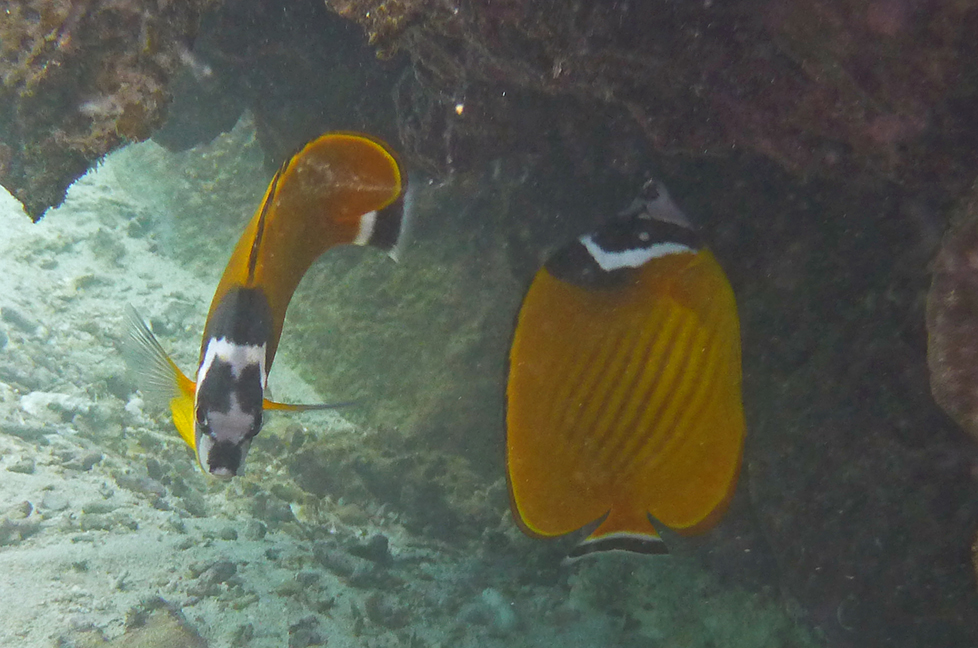
Chaetodontidae, Poisson-papillon Chaetodon wiebeli

Dasyatidae, Gobiidae, Holocentridae, Labridae, Mullidae, Pinguipedidae et Pomacentridae
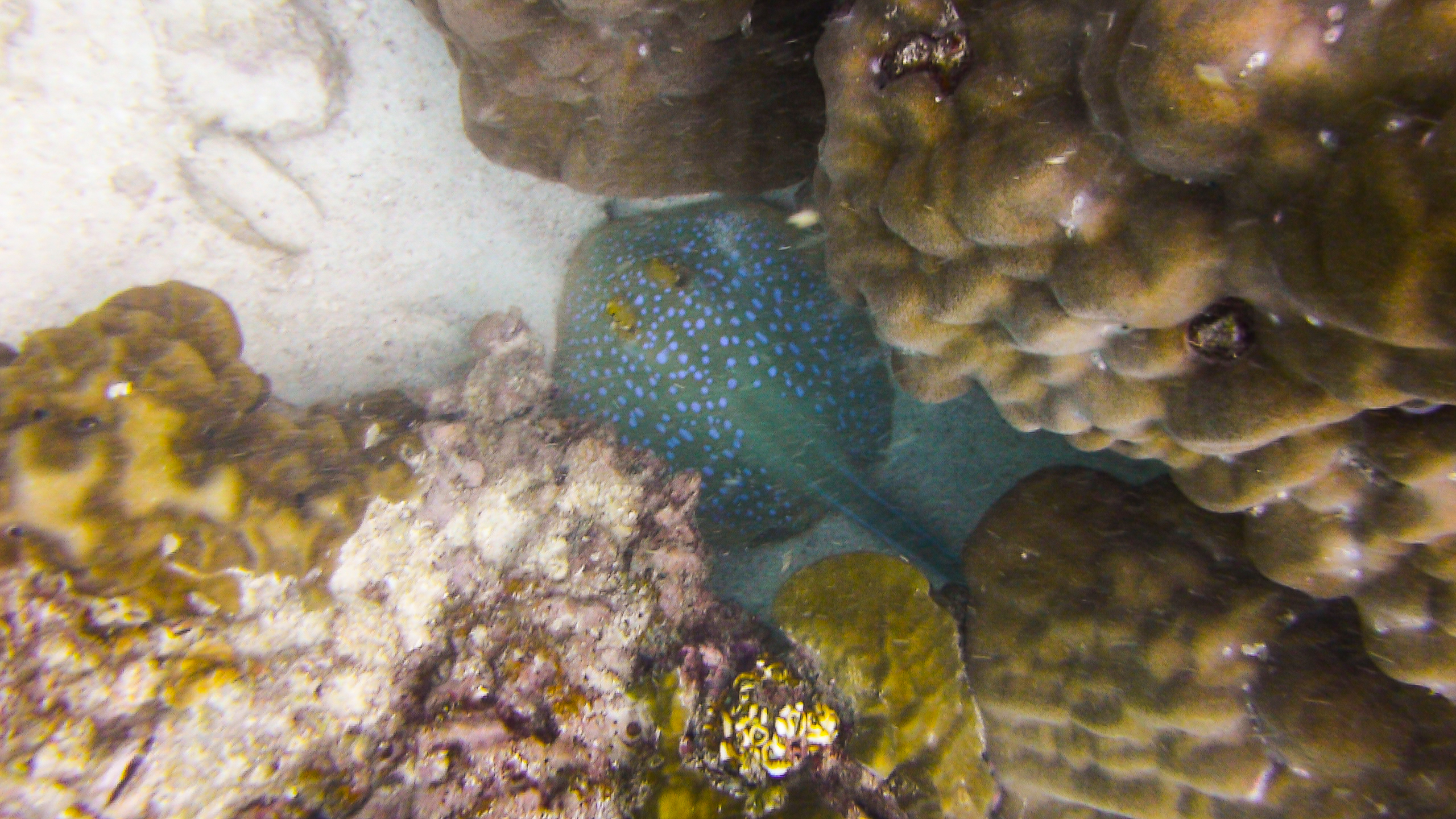
Dasyatidae, Raie pastenague à taches bleues
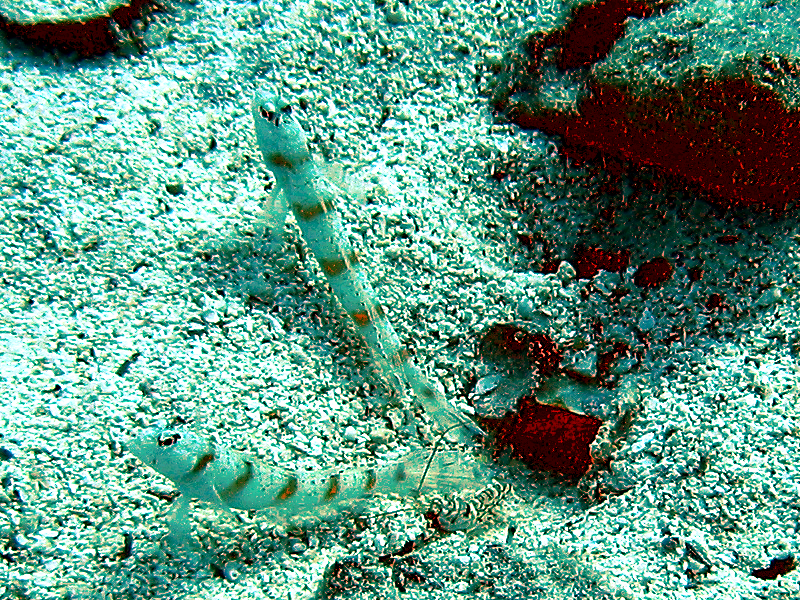
Gobiidae, gobie Amblyeleotris et crevette Alpheus
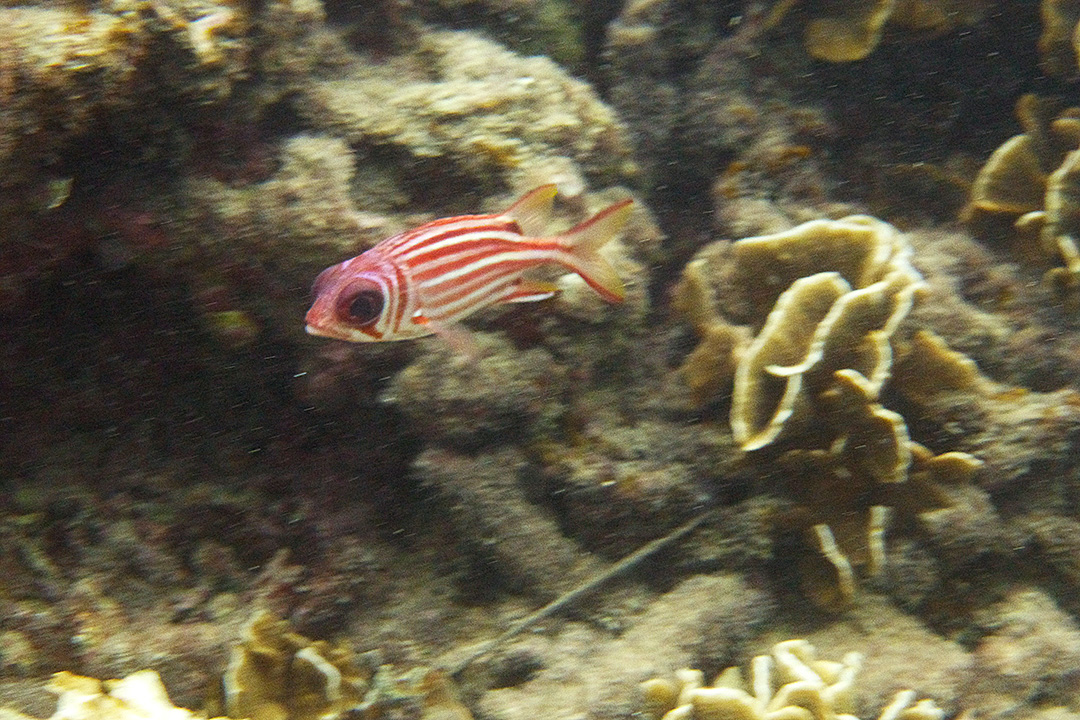
Holocentridae
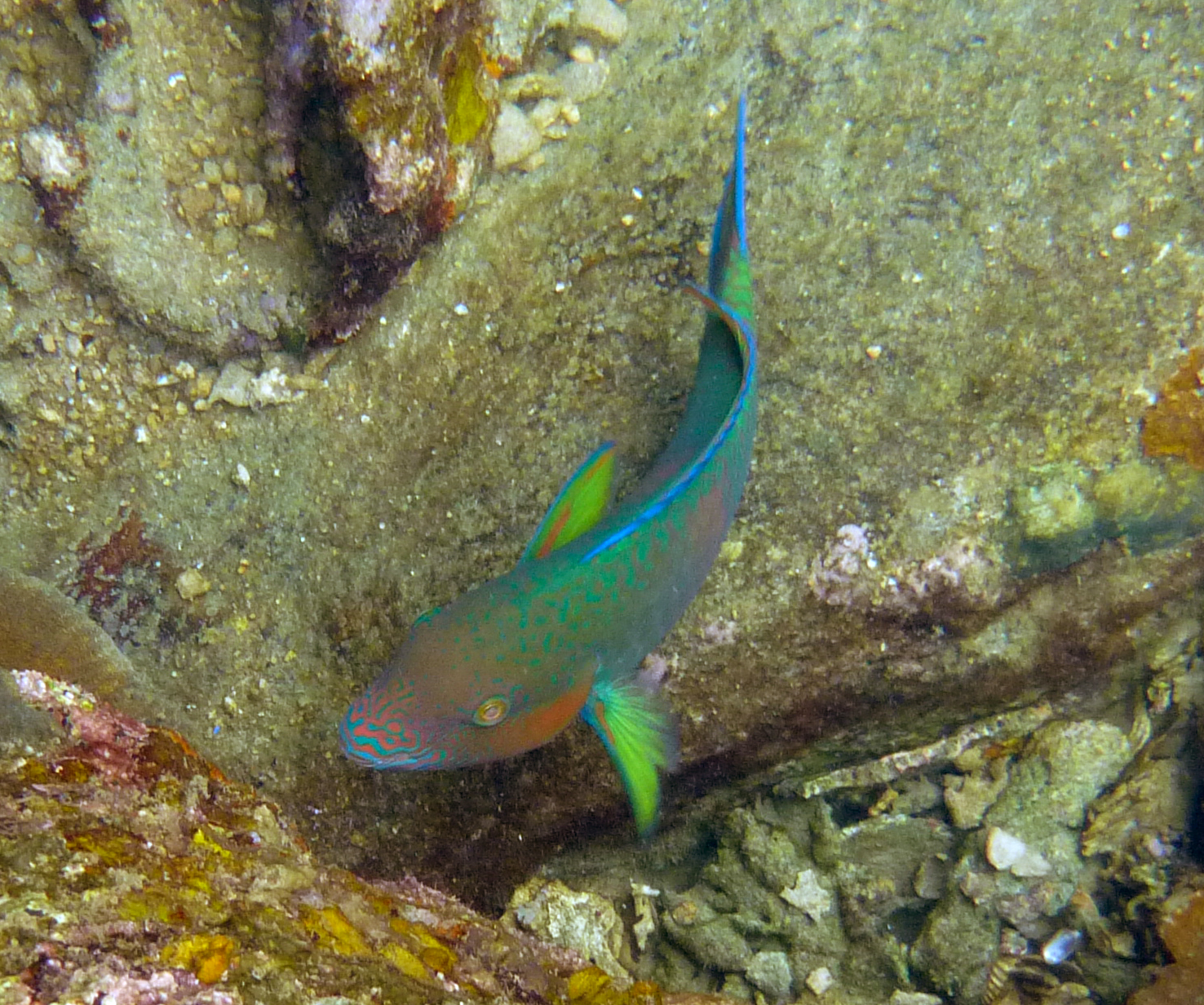
Labridae
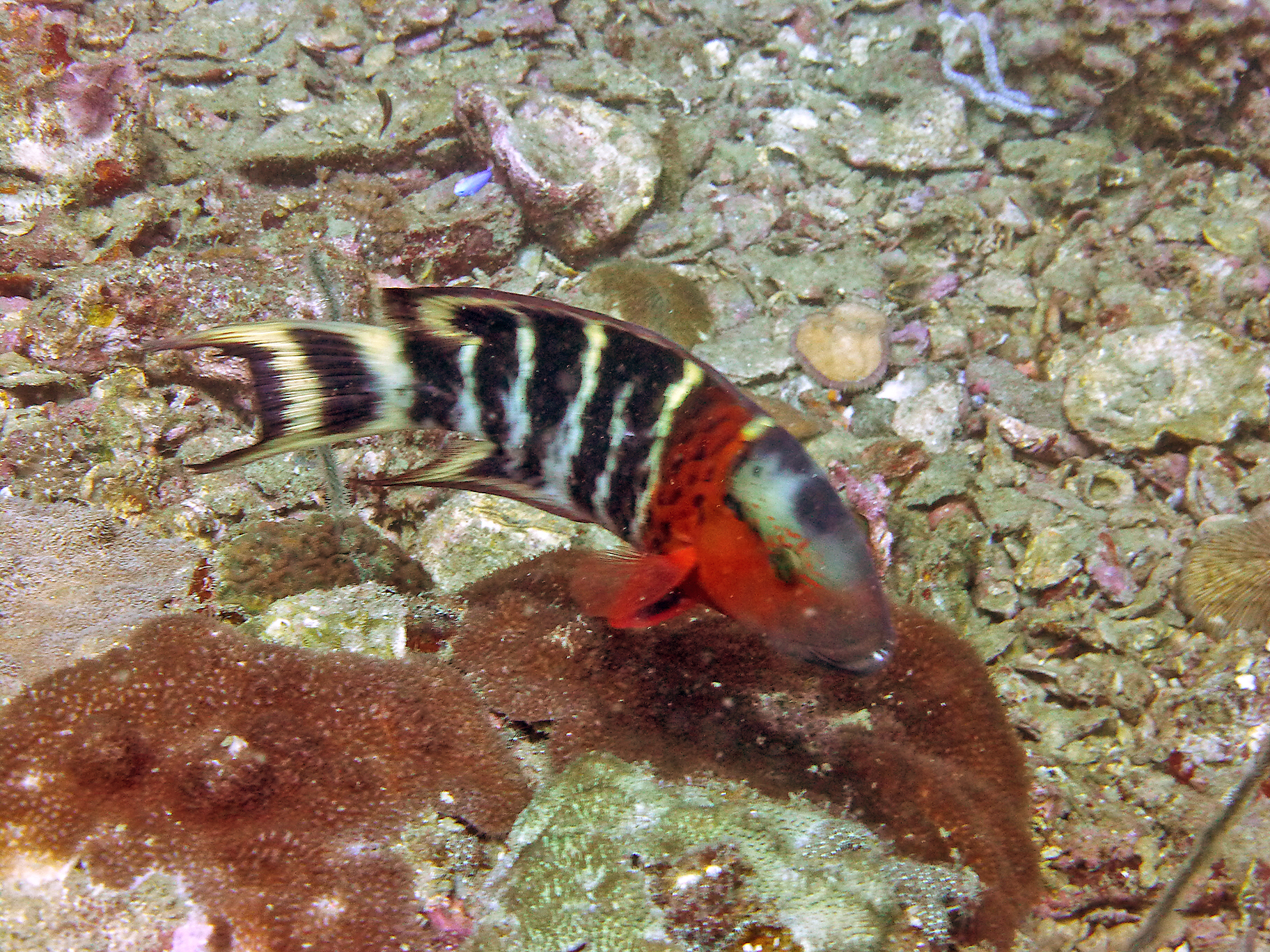
Labridae, Labre à poitrine rouge
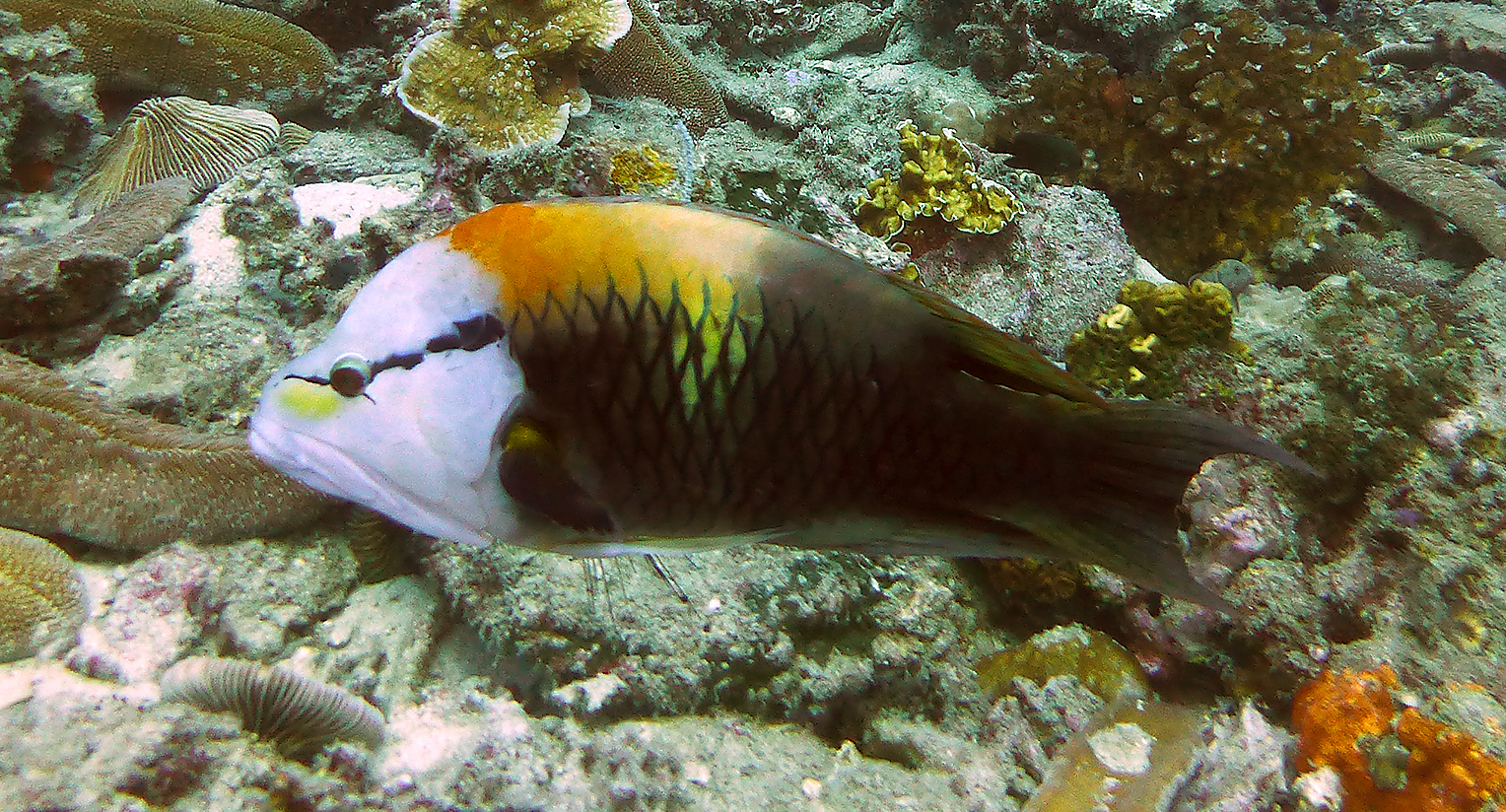
Labridae, Labre traître
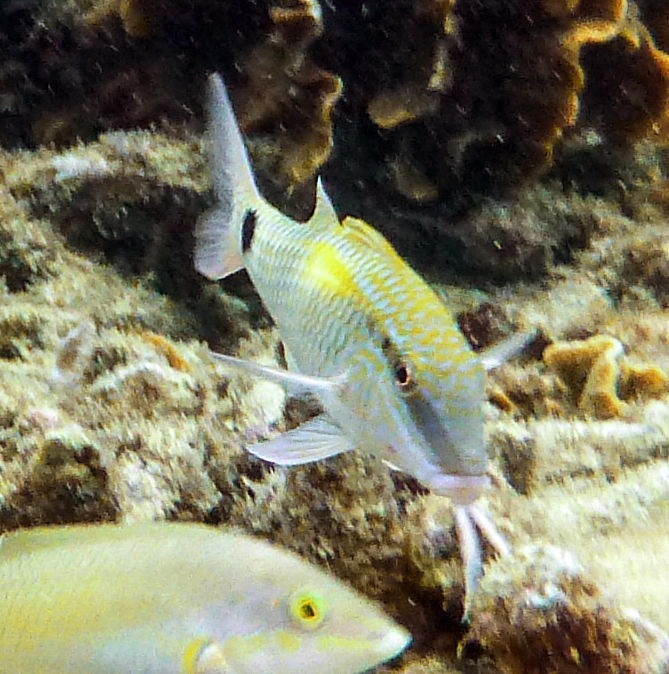
Mullidae, Rouget rayé ou Barbet rayé Parupeneus barberinus
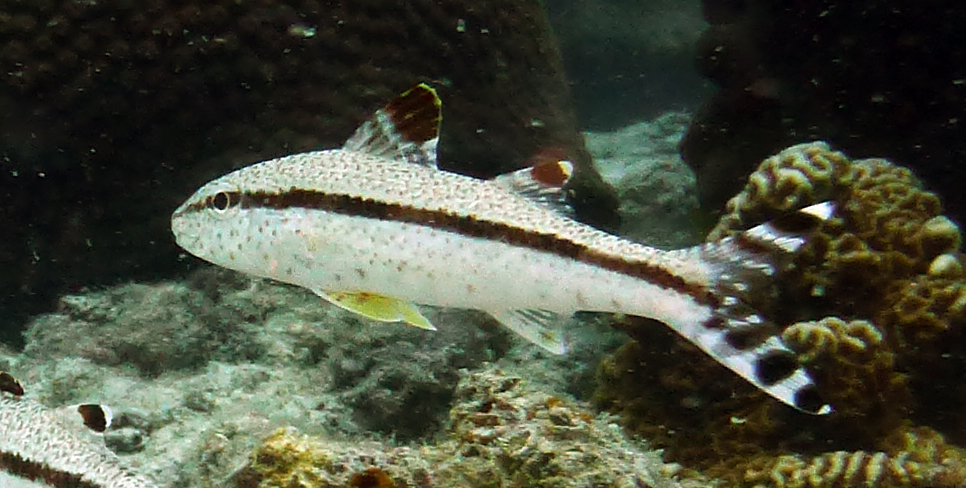
Mullidae, Rouget-souris Upeneus tragula
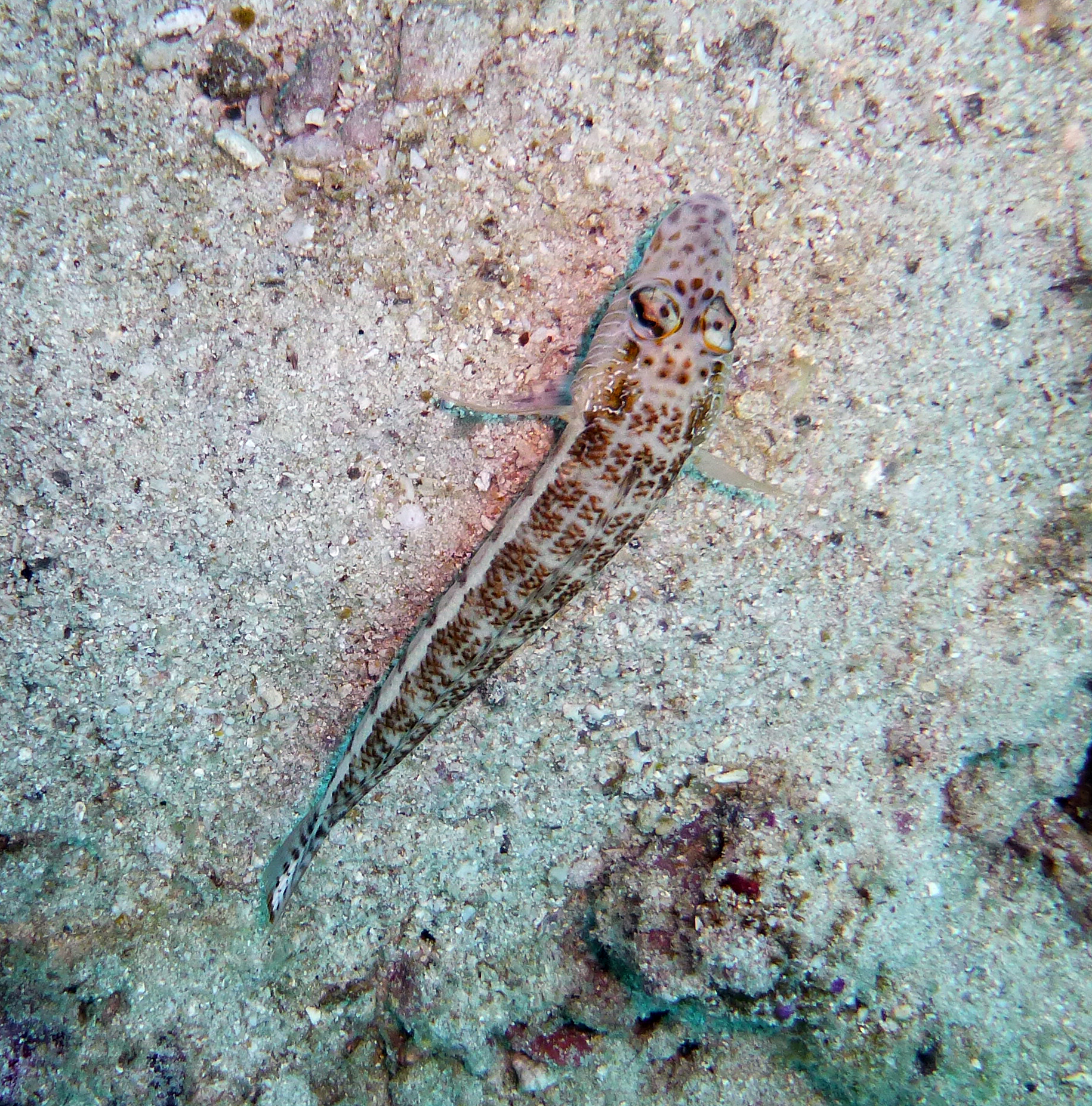
Pinguipedidae
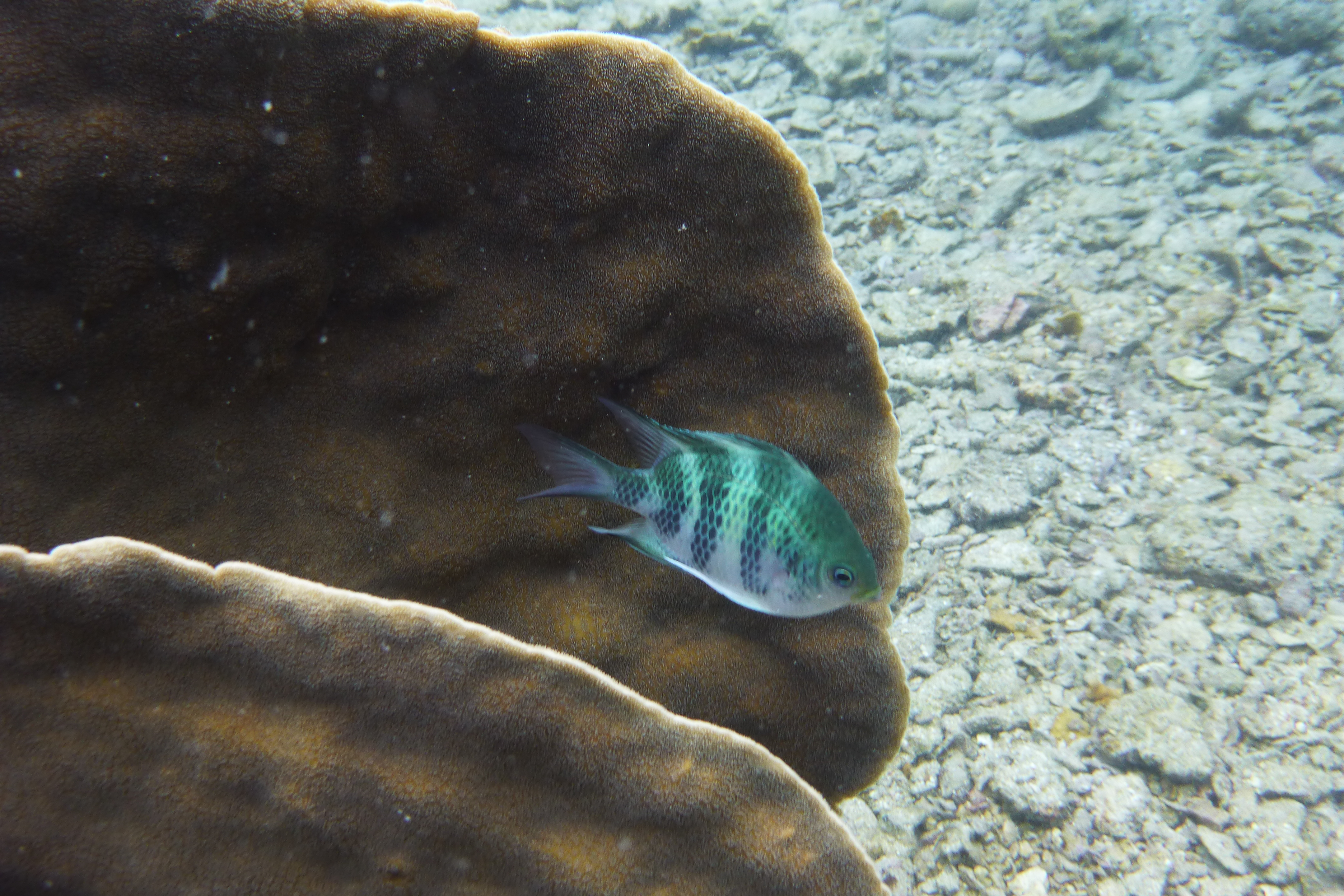
Pomacentridae, Demoiselle des cornes de cerf
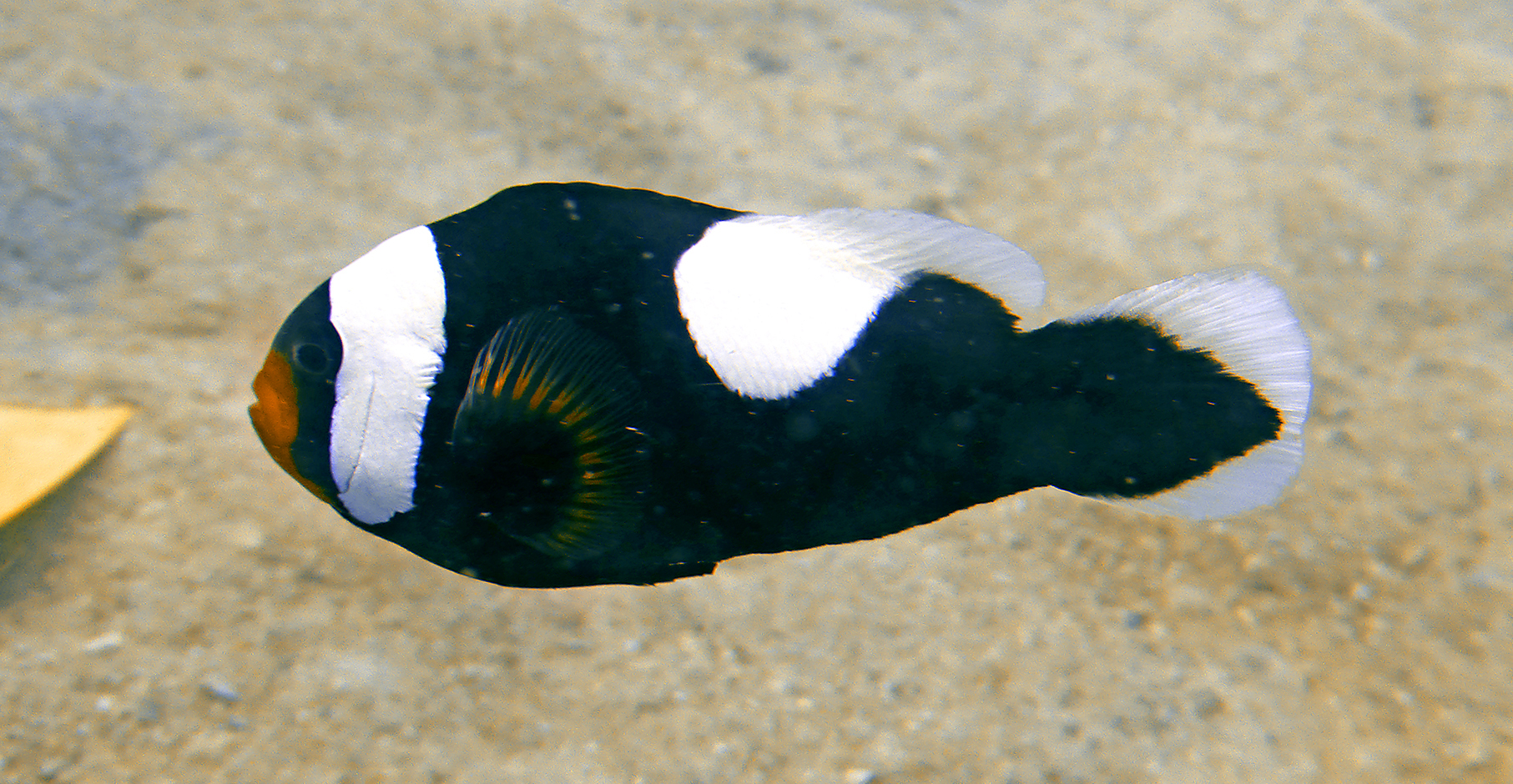
Pomacentridae, Poisson-clown à selle de cheval
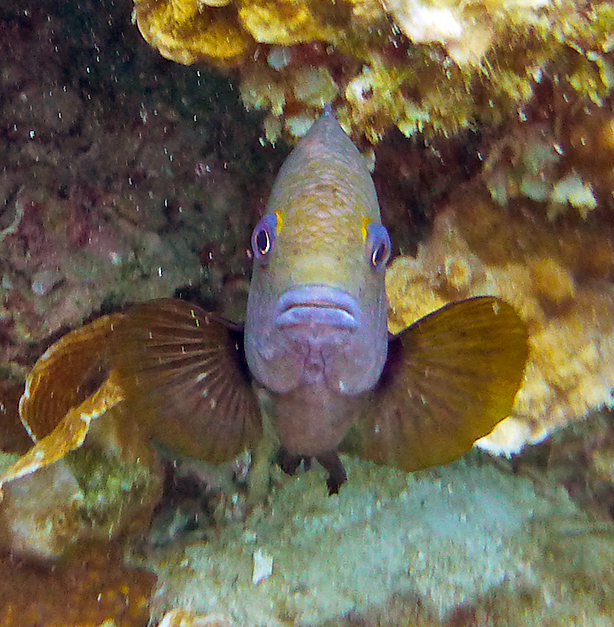
Pomacentridae, Pomacentrus

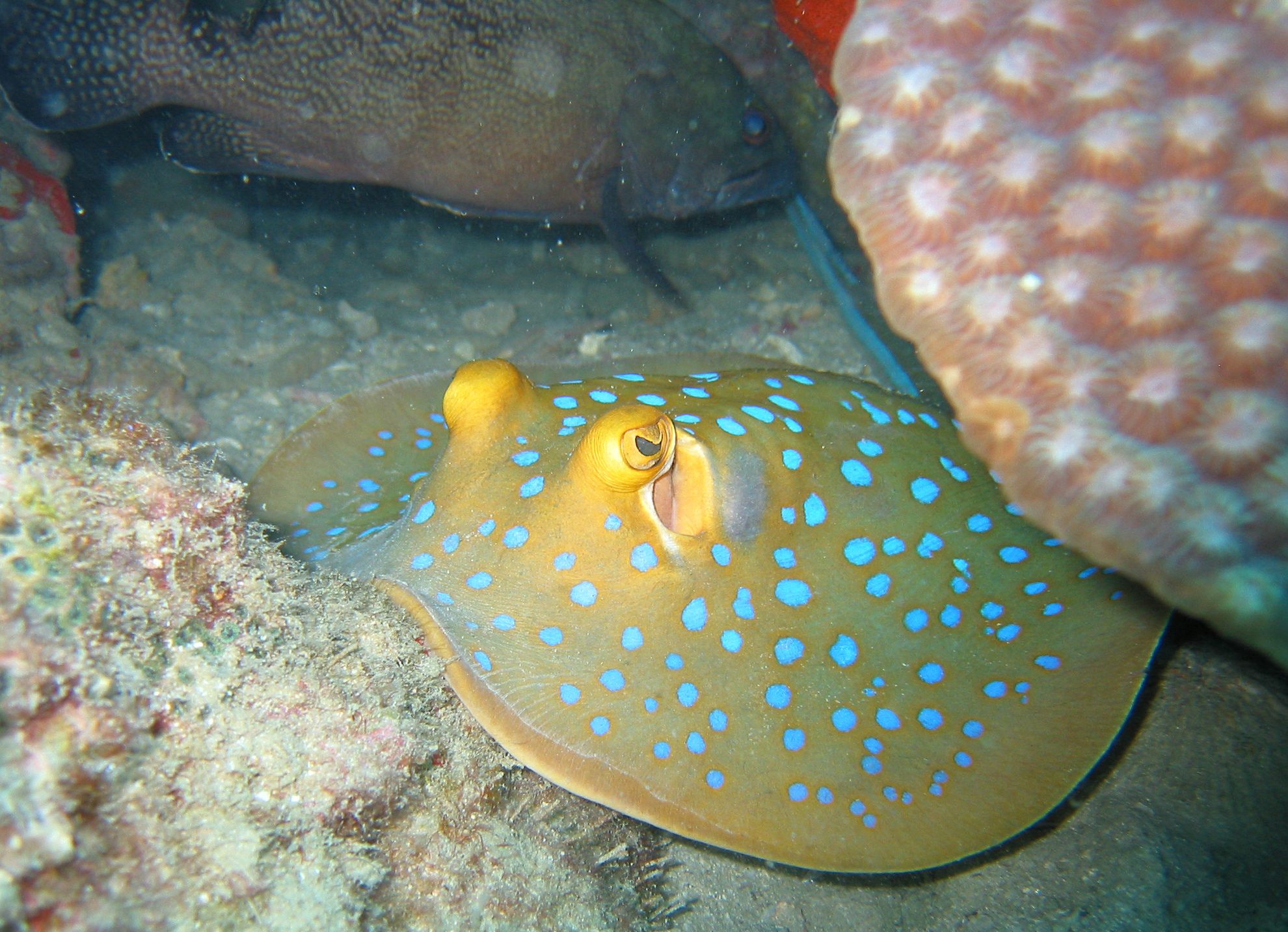
Raie pastenague à taches bleues

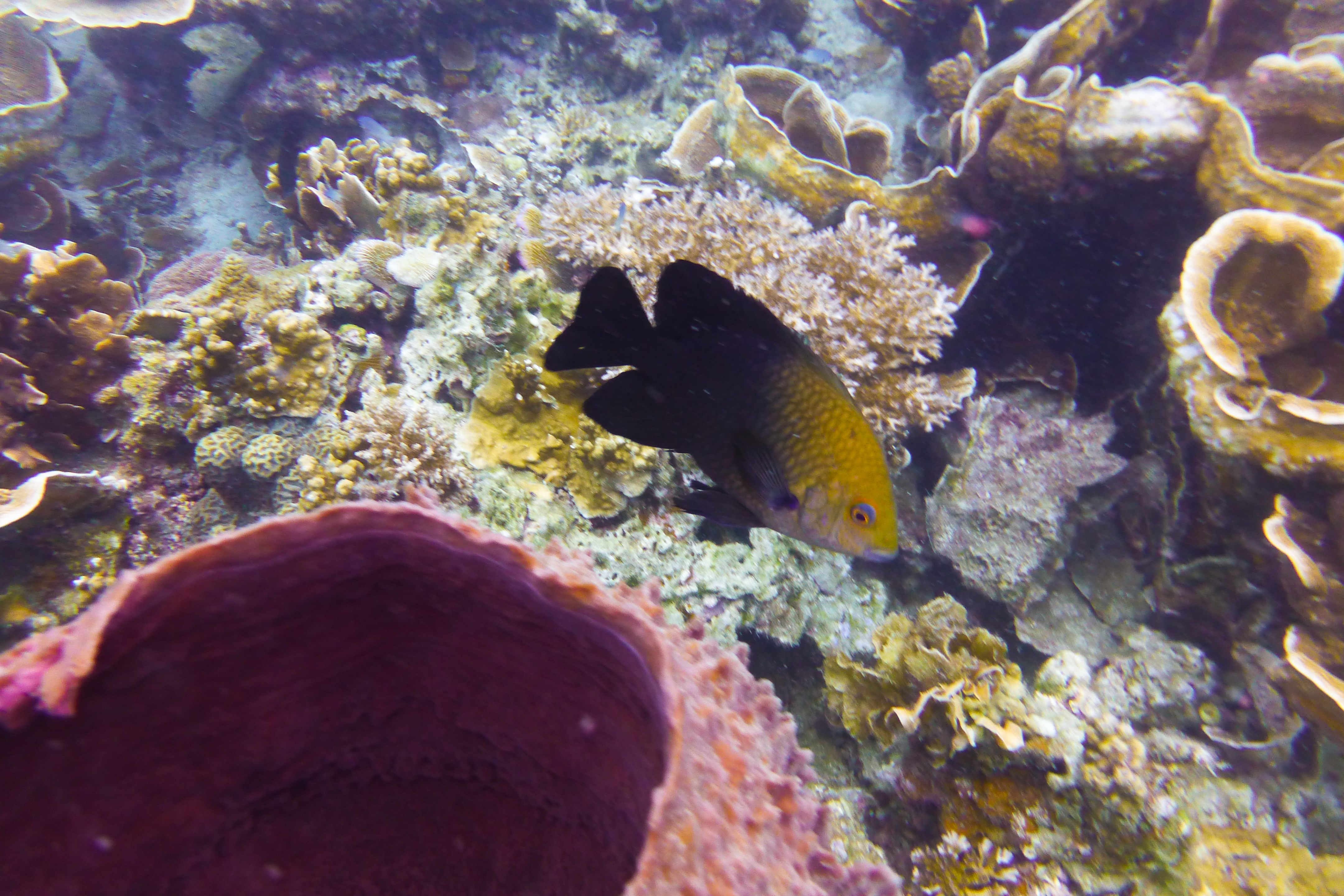
Pomacentridae, Pomacentrus

Scaridae, Scorpaenidae, Serranidae, Siganidae, Sphyraenidae et Syngnathidae
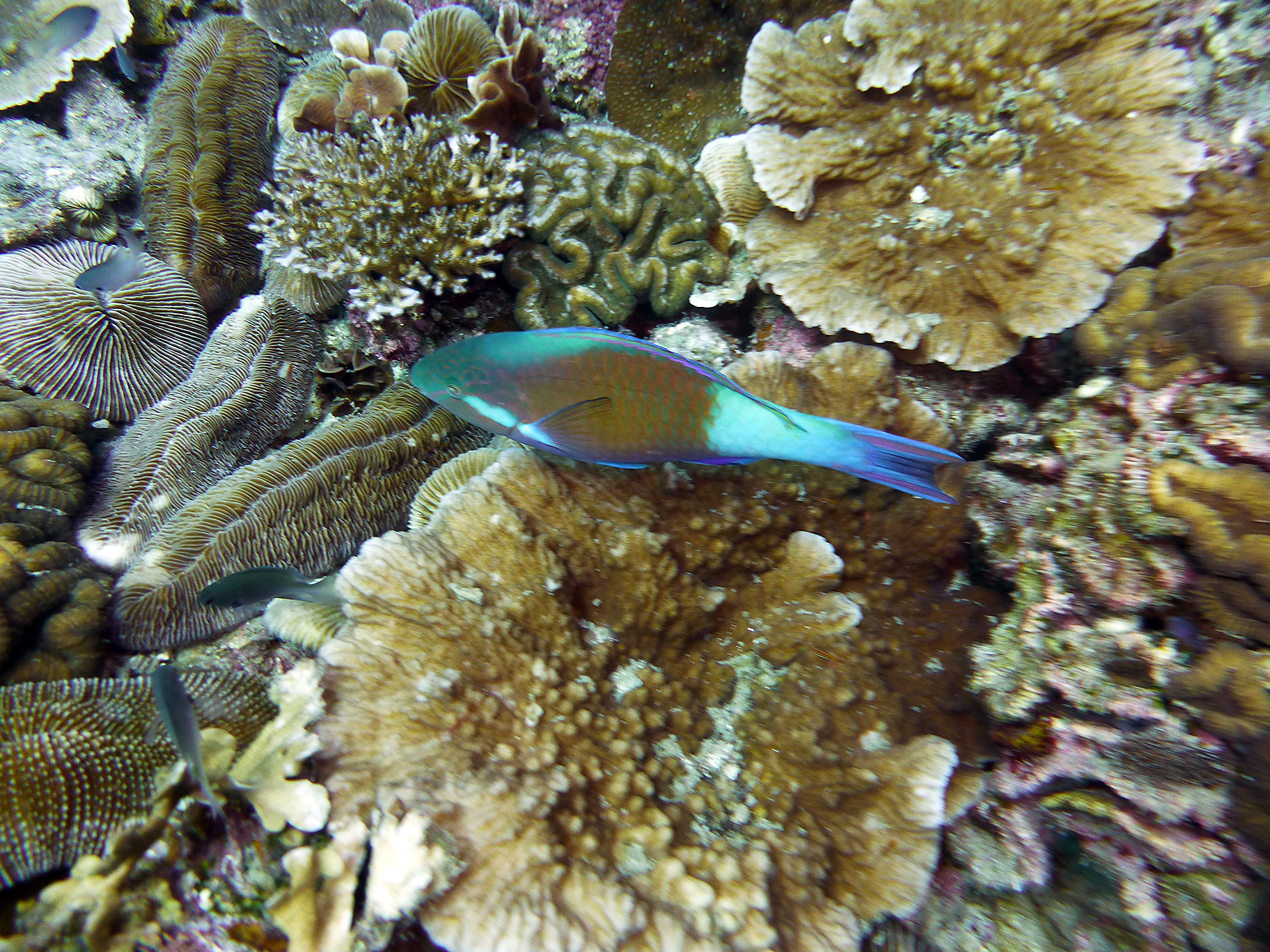
Scaridae, Poisson-perroquet
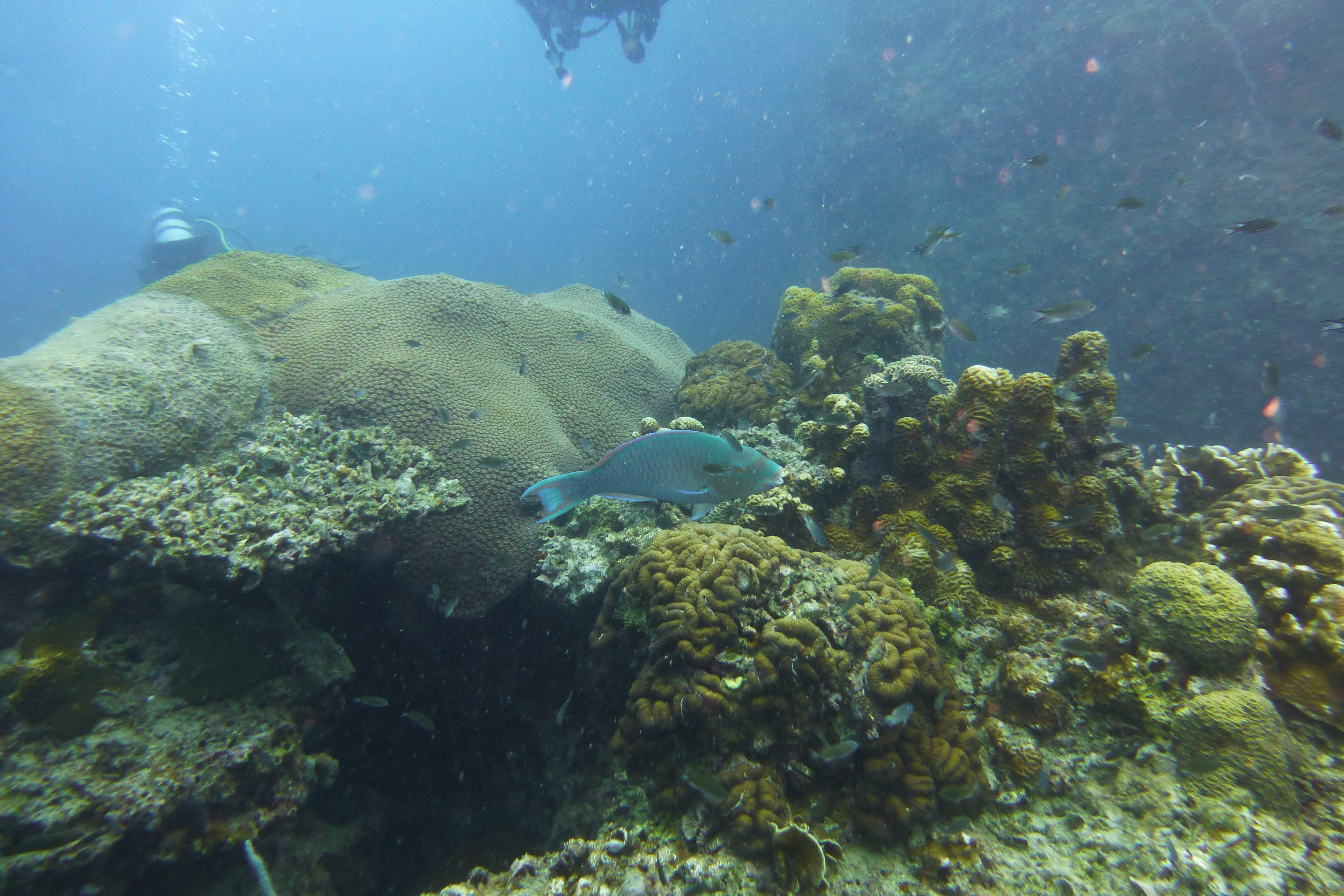
Scaridae, poisson-perroquet
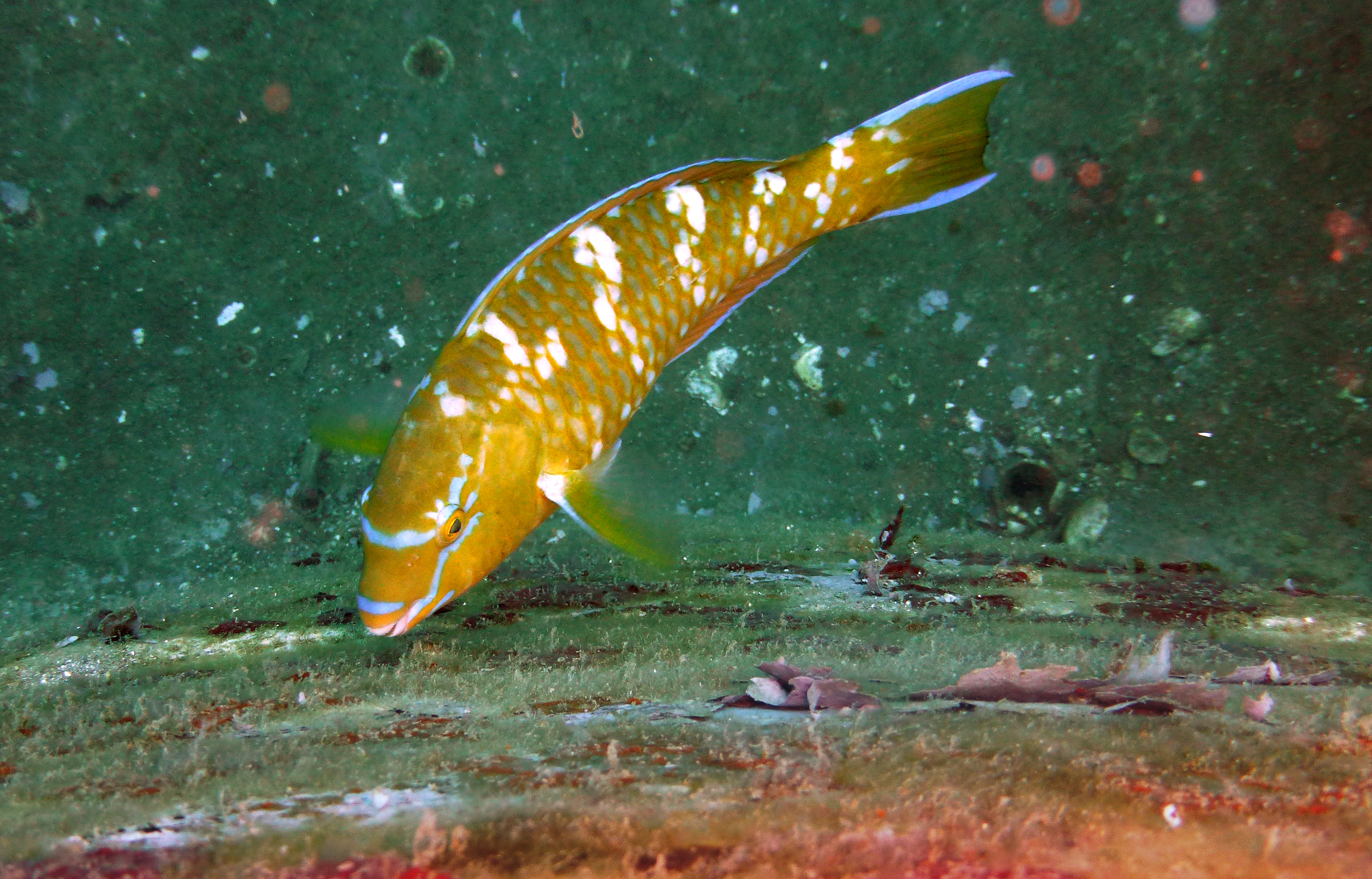
Scaridae, Poisson-perroquet à écailles jaunes
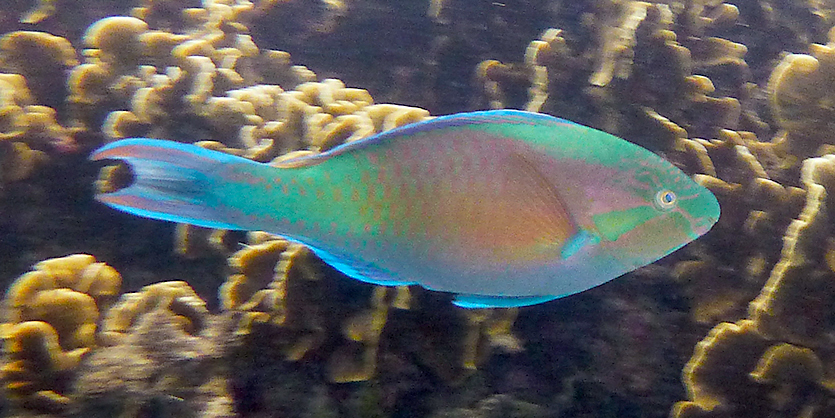
Scaridae, Poisson-perroquet tricolore
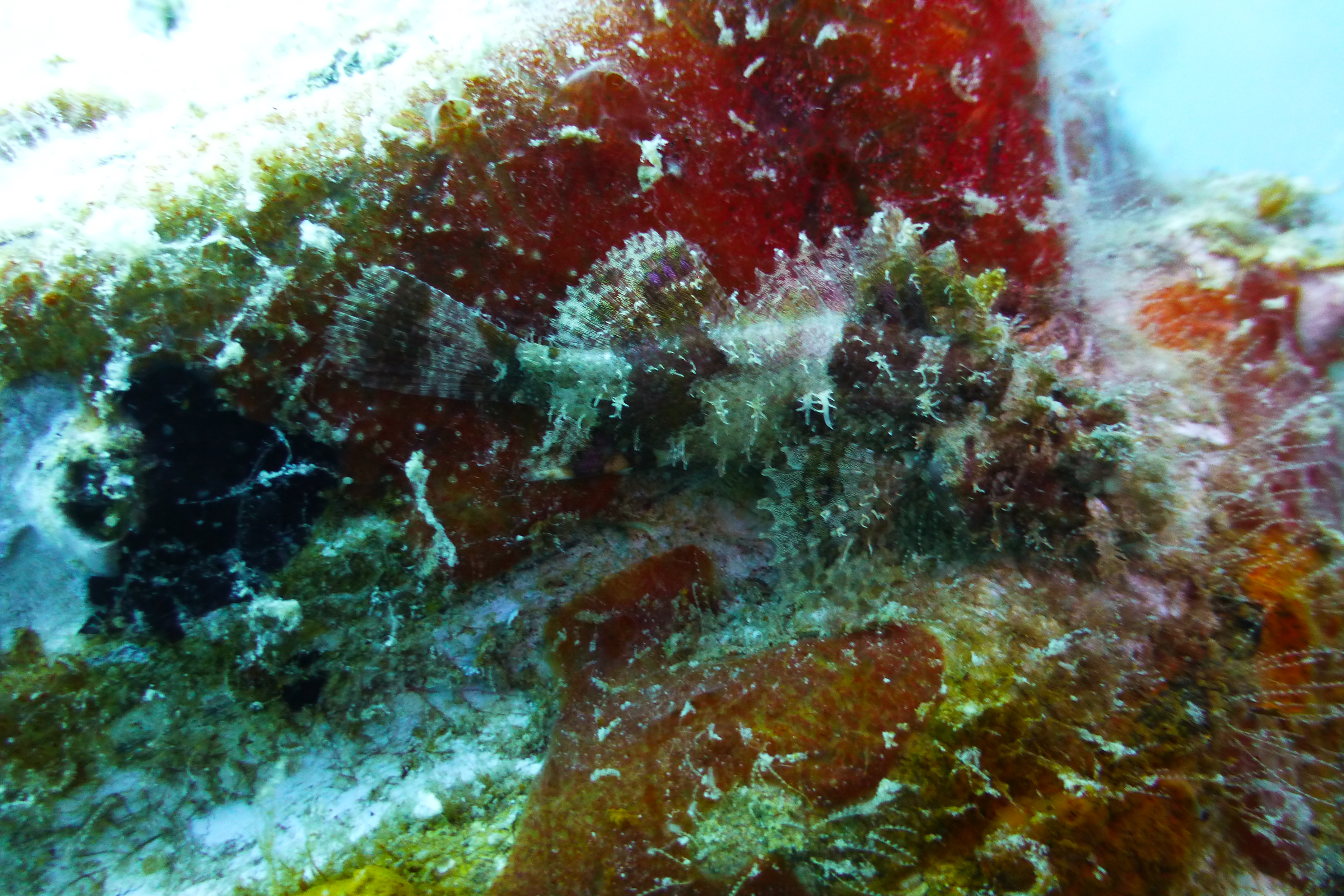
Scorpaenidae, Poisson-scorpion scorpaenopsis
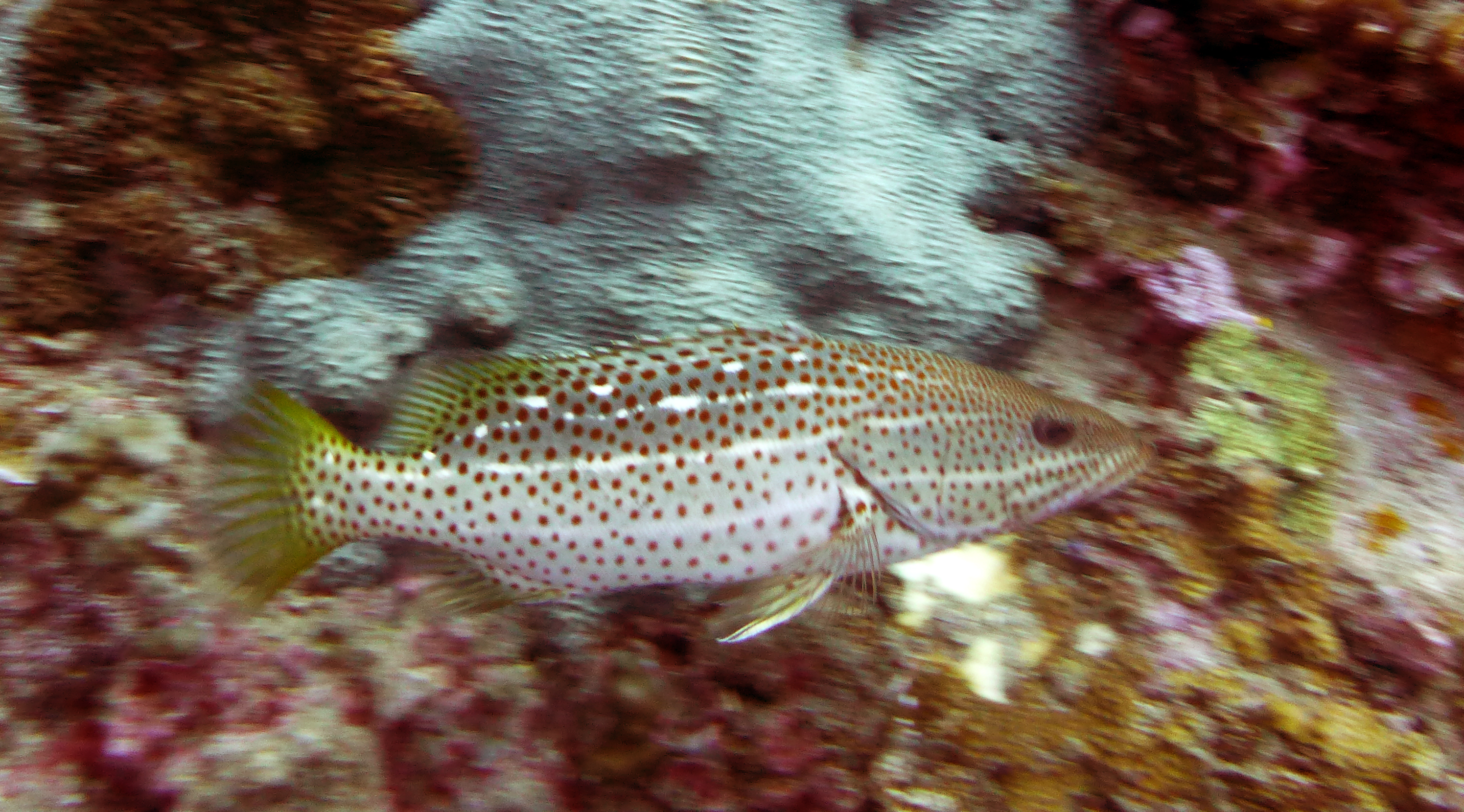
Serranidae, Mérou élégant
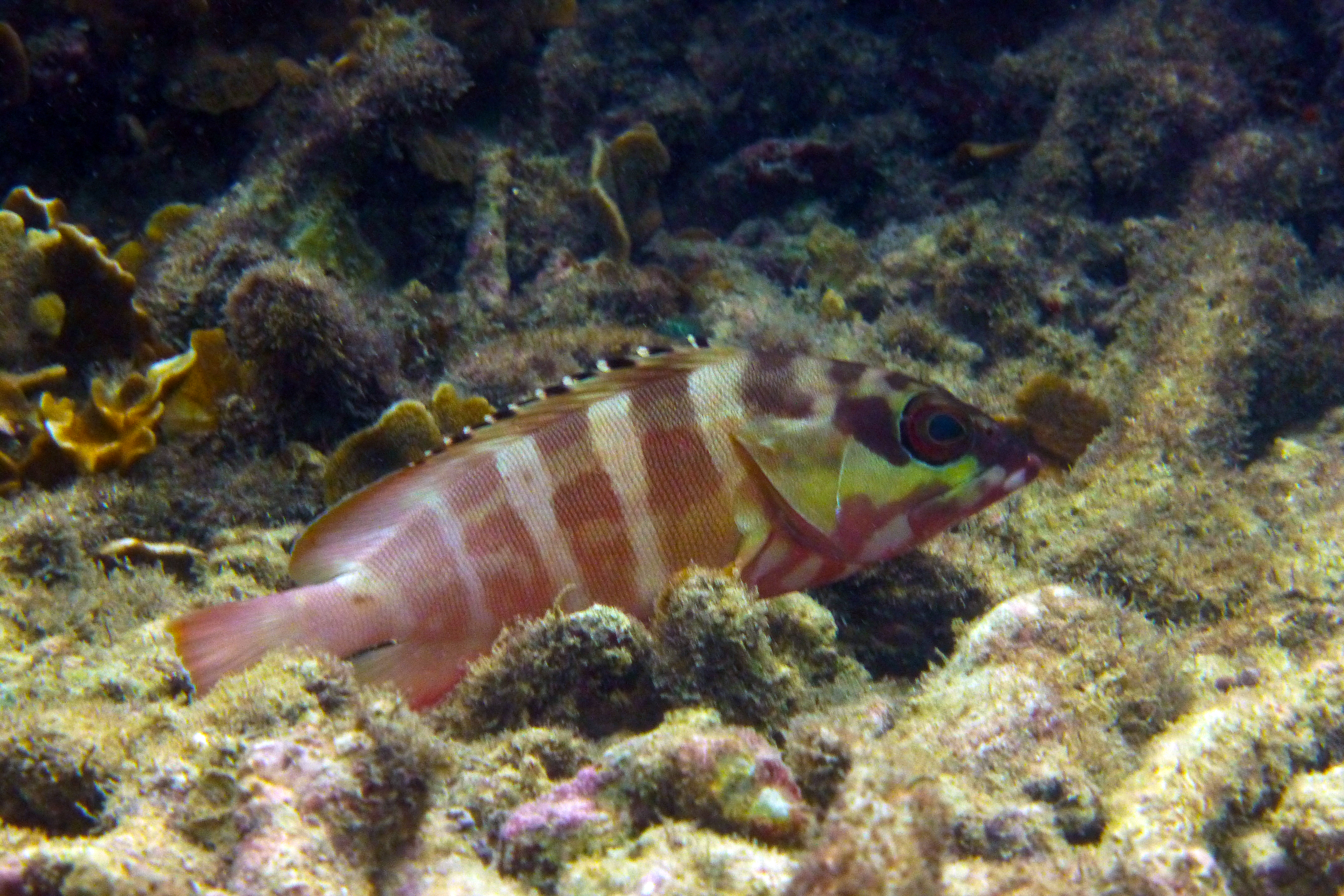
Serranidae, Mérou oriflamme
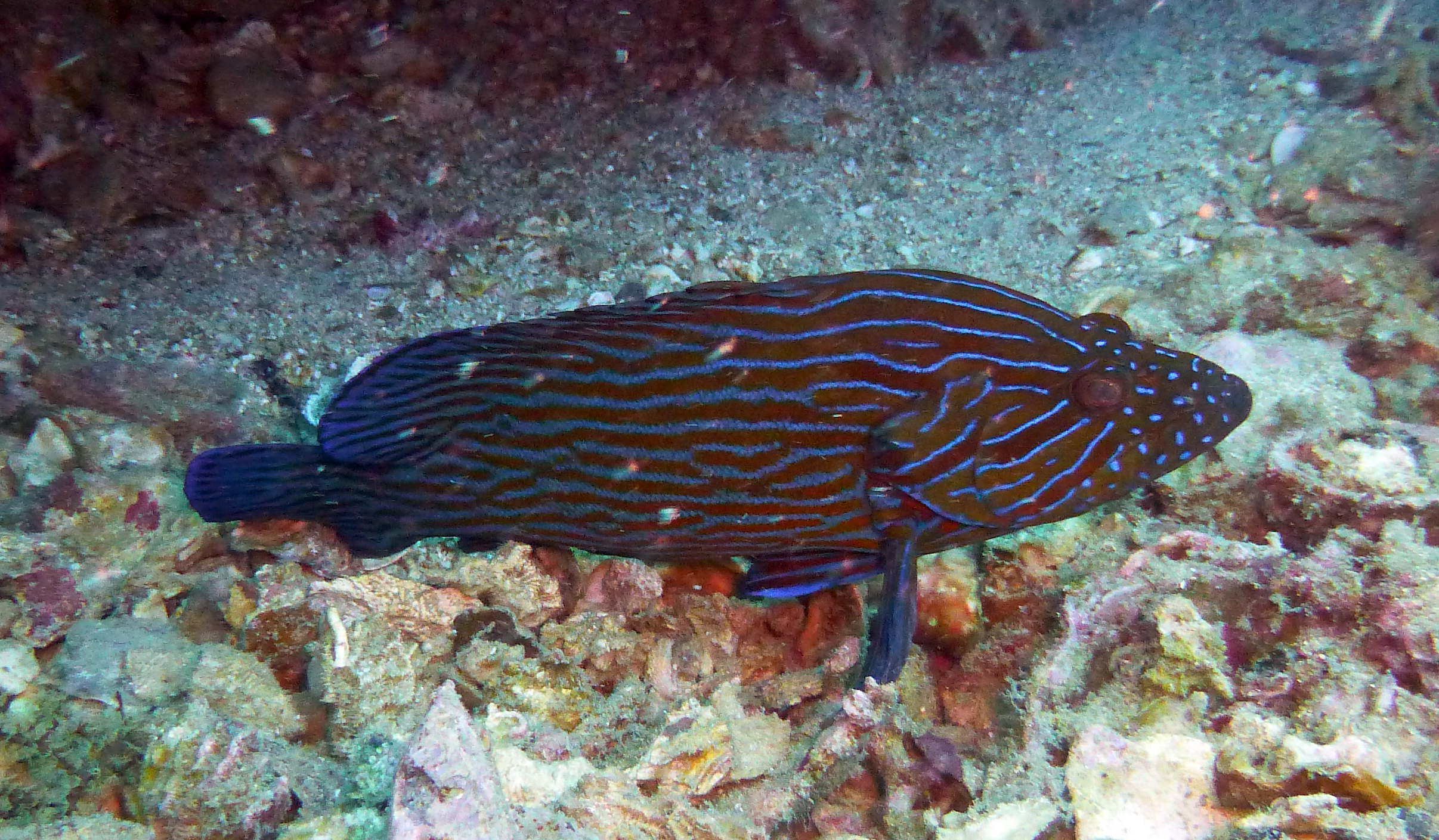
Serranidae, Mérou cephalopholis formosa
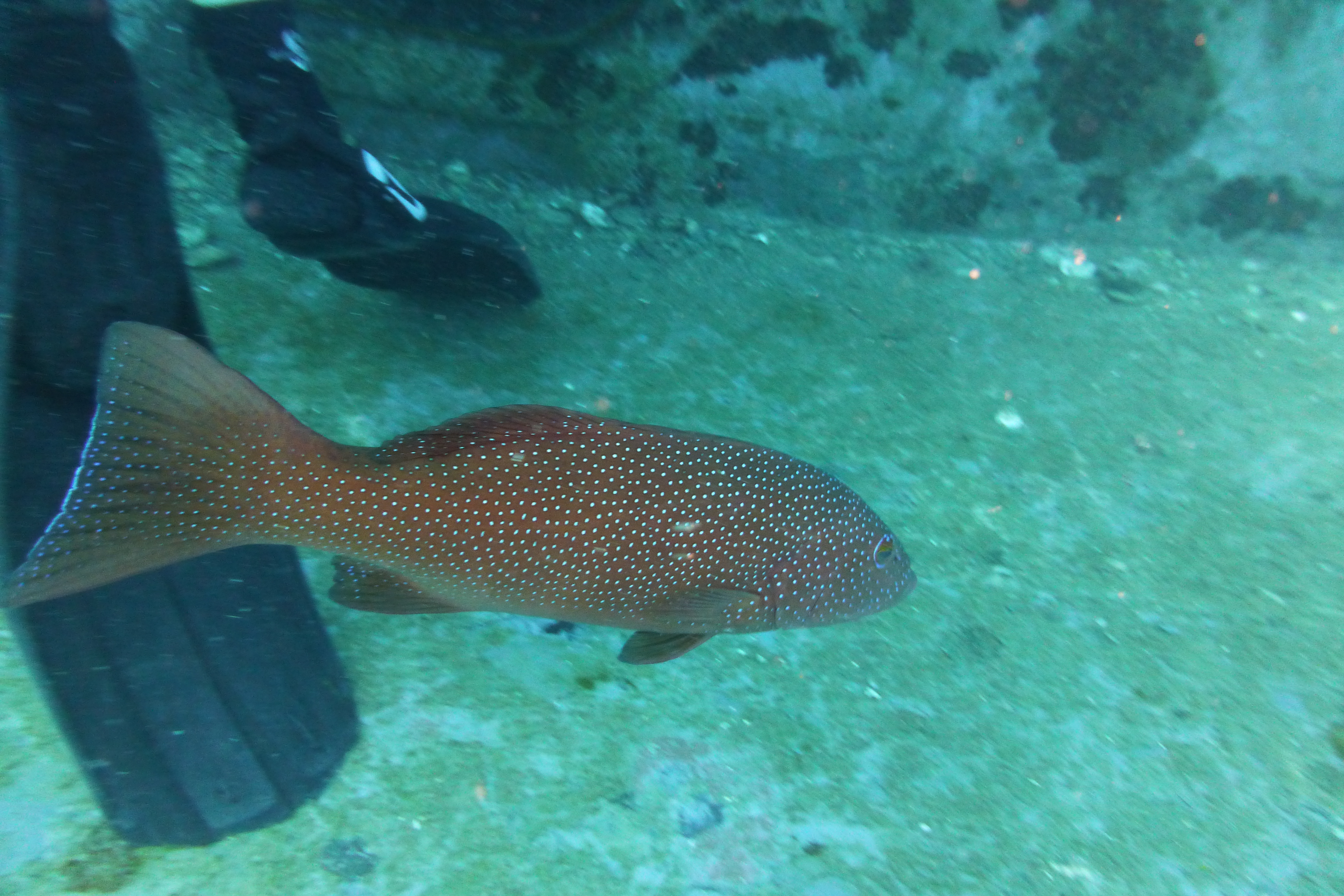
Serranidae, Vieille étoiles bleues cephalopholis cyanostigma
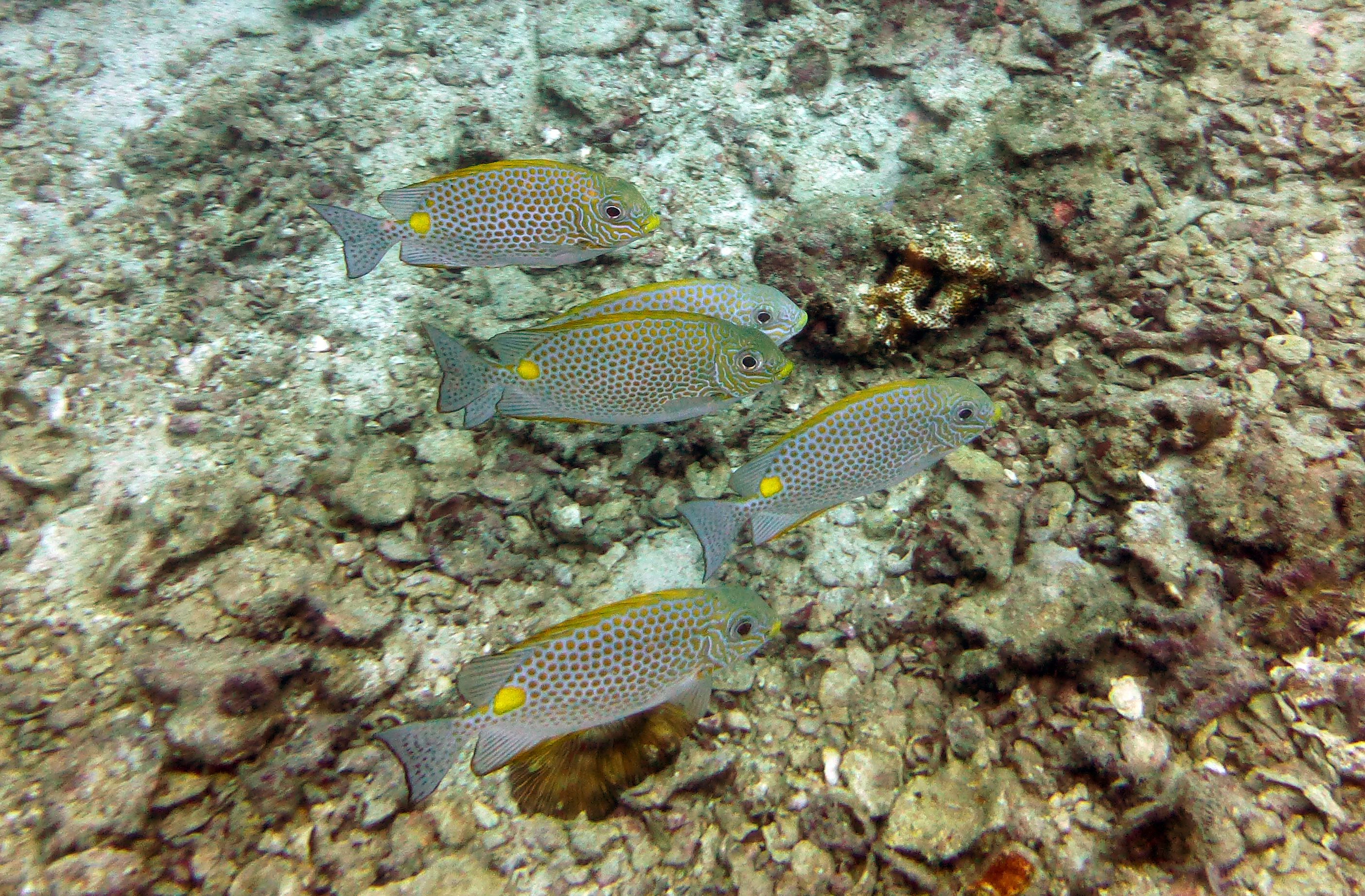
Siganidae, Sigan
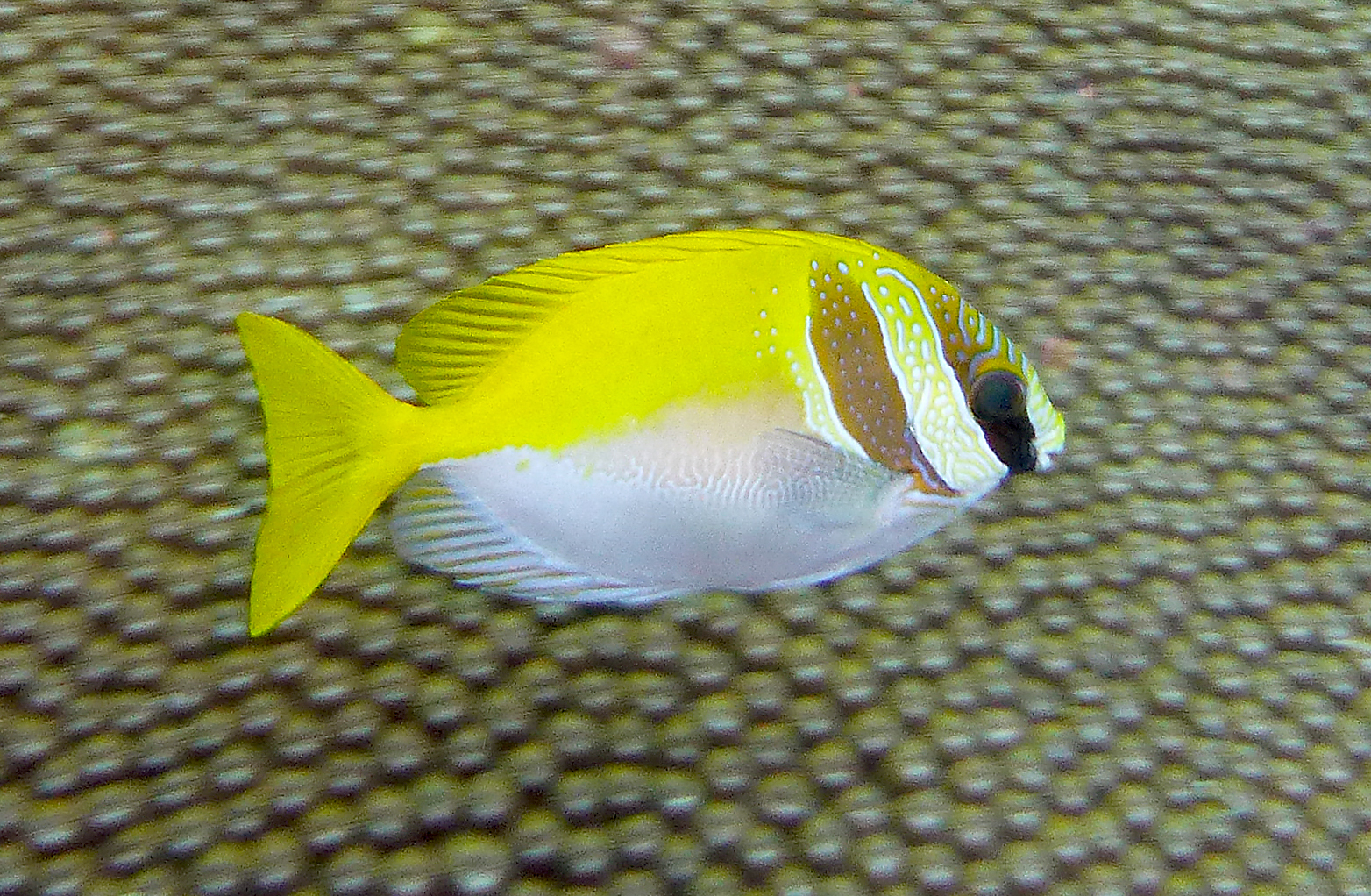
Siganidae, Sigan Siganus virgatus
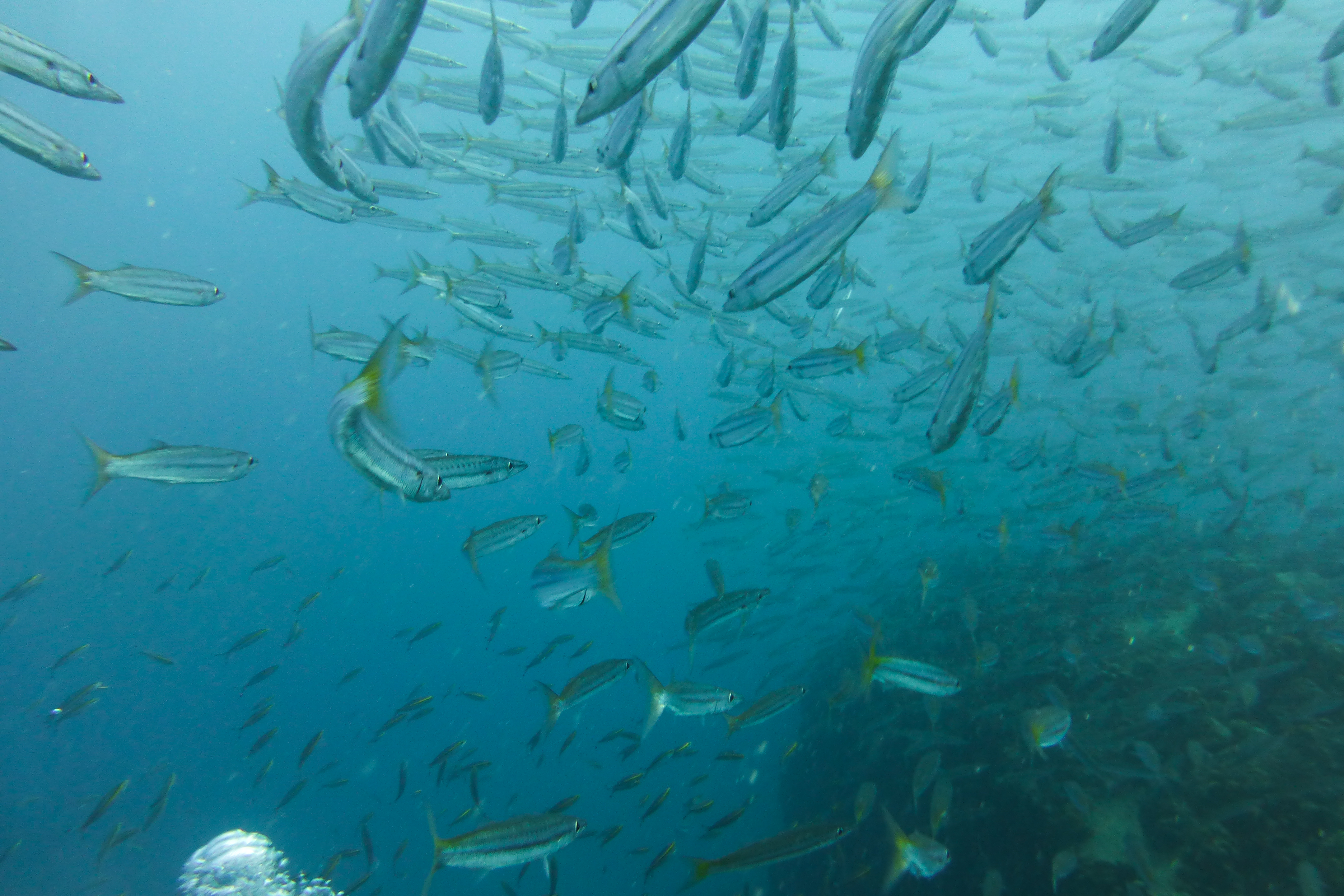
Sphyraenidae, Tazar rouge
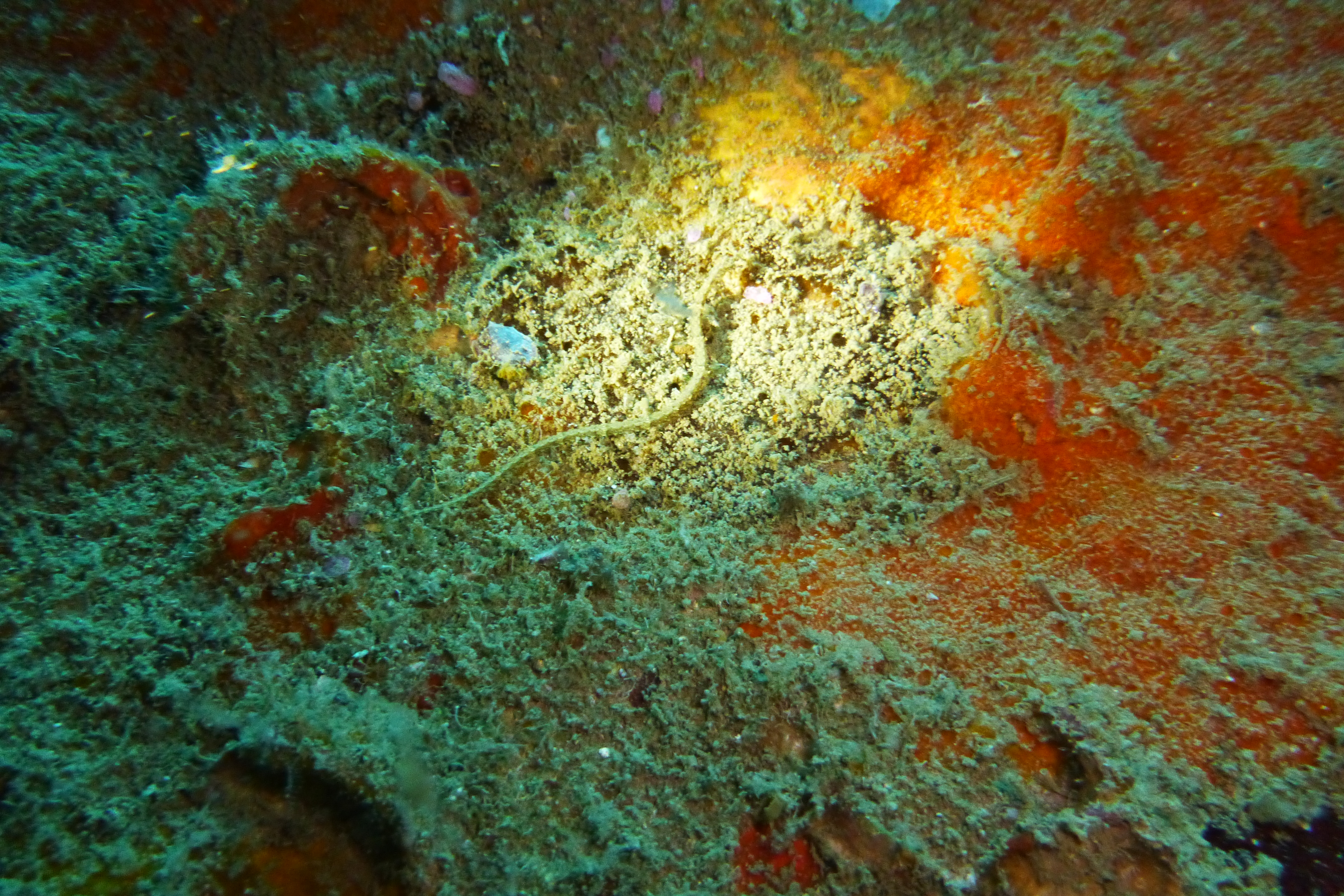
Syngnatidae, Syngnathe de Schultz

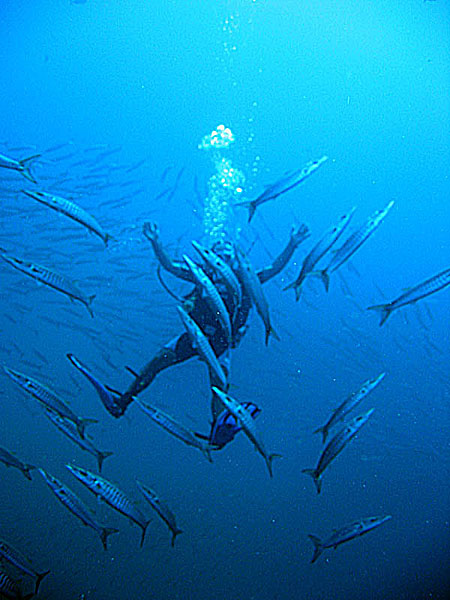
Plongeur à l'école des sphyrènes "barracudas"

On peut ajouter bien d'autres poissons : baliste à marges jaunes (balistidae) ; chelmon à bec médiocre (chaetodontitae) ; poisson porc-épic à taches auréolées (diodontidae) ; choerodon schoenleinii, girelle paon et labre nettoyeur (labridae) ; bourse écriture (monacanthidae) ; poisson coffre jaune (ostraciidae) ; poisson-ange à anneau et poisson-ange à six bandes (pomacanthidae) ; mérou à treillis, mérou cephalopholis boenak, mérou géant epinephelus lanceolatus, mérou plectropomus maculatus et mérou rouge cephalopholis miniata (serranidae) ; poisson-ballon étoilé (tetraodontidae) etc.
On peut de plus apercevoir au large de l'île de Ko Tao, parfois, des requins-baleines,, les plus grands poissons vivant actuellement sur notre planète ; et des mammifères  fausses orques ...

### Tortues marines
- Tortue imbriquée (vidéo 1minutes 15s)
- Tortue verte (vidéo 34 s)

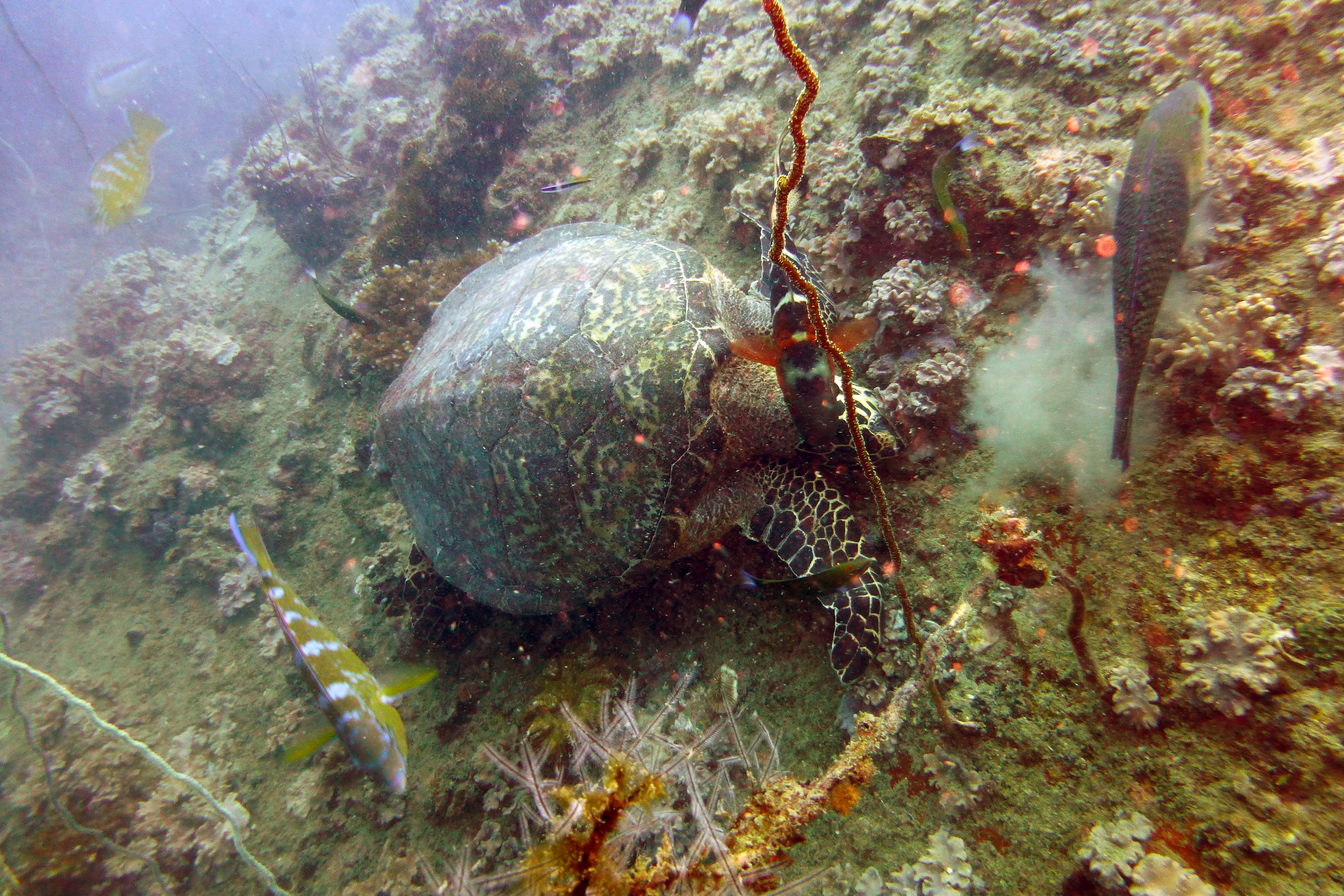
Tortue verte (tortue franche)

## Problèmes environnementaux
Les coraux de l'île de Ko Tao, comme ceux de la grande barrière de corail, souffrent du réchauffement climatique et aussi d'espèces invasives. Quand la température de l'eau devient trop élevée trop longtemps, les coraux blanchissent et peuvent en mourir ; les étoiles de mer coussins de belle-mère (acanthaster planci) et les mollusques gastéropodes Drupella rugosa se nourrissent de coraux et y font des ravages.

Menaces sur les coraux
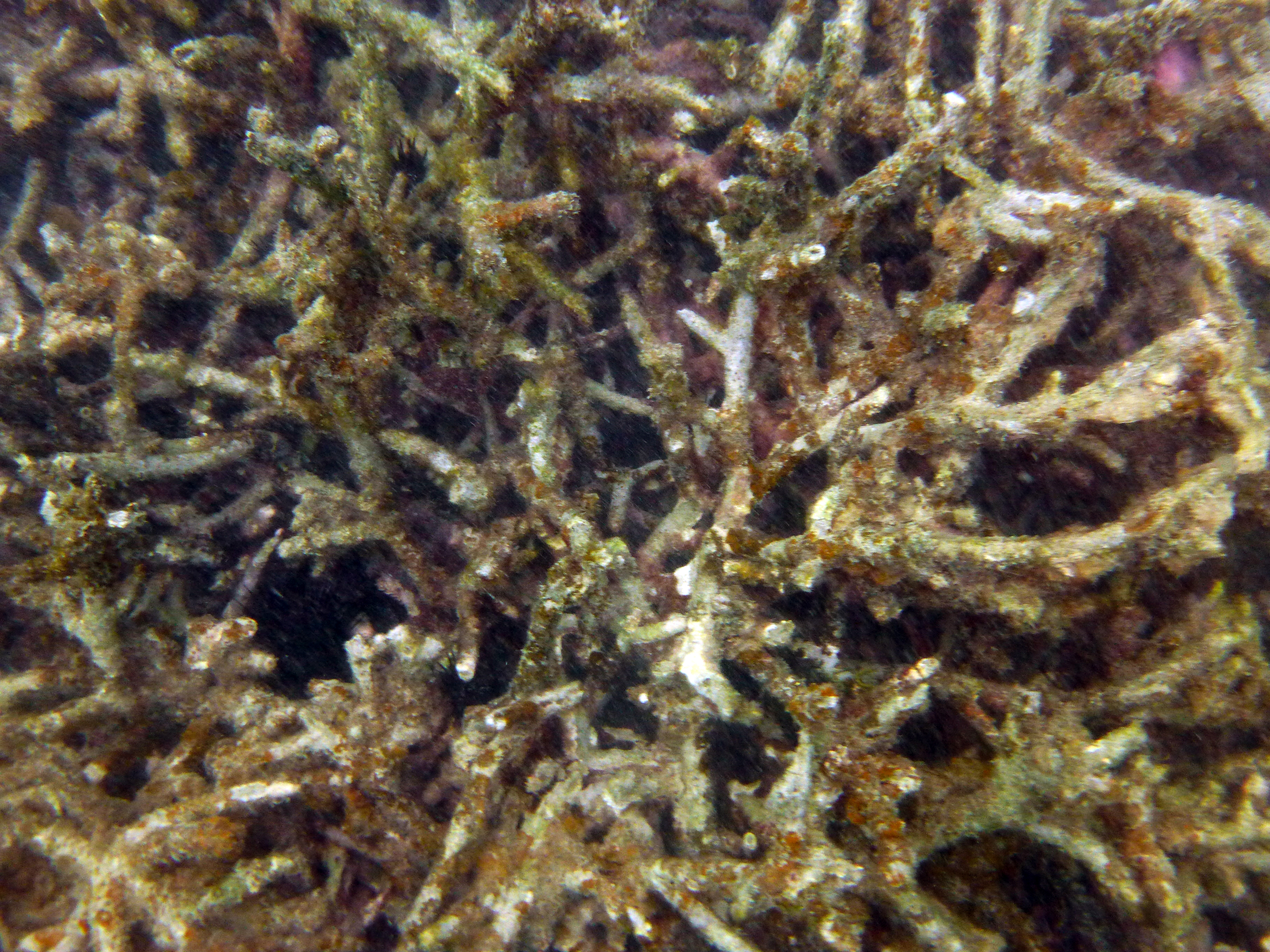
Coraux morts du réchauffement climatique après avoir blanchi
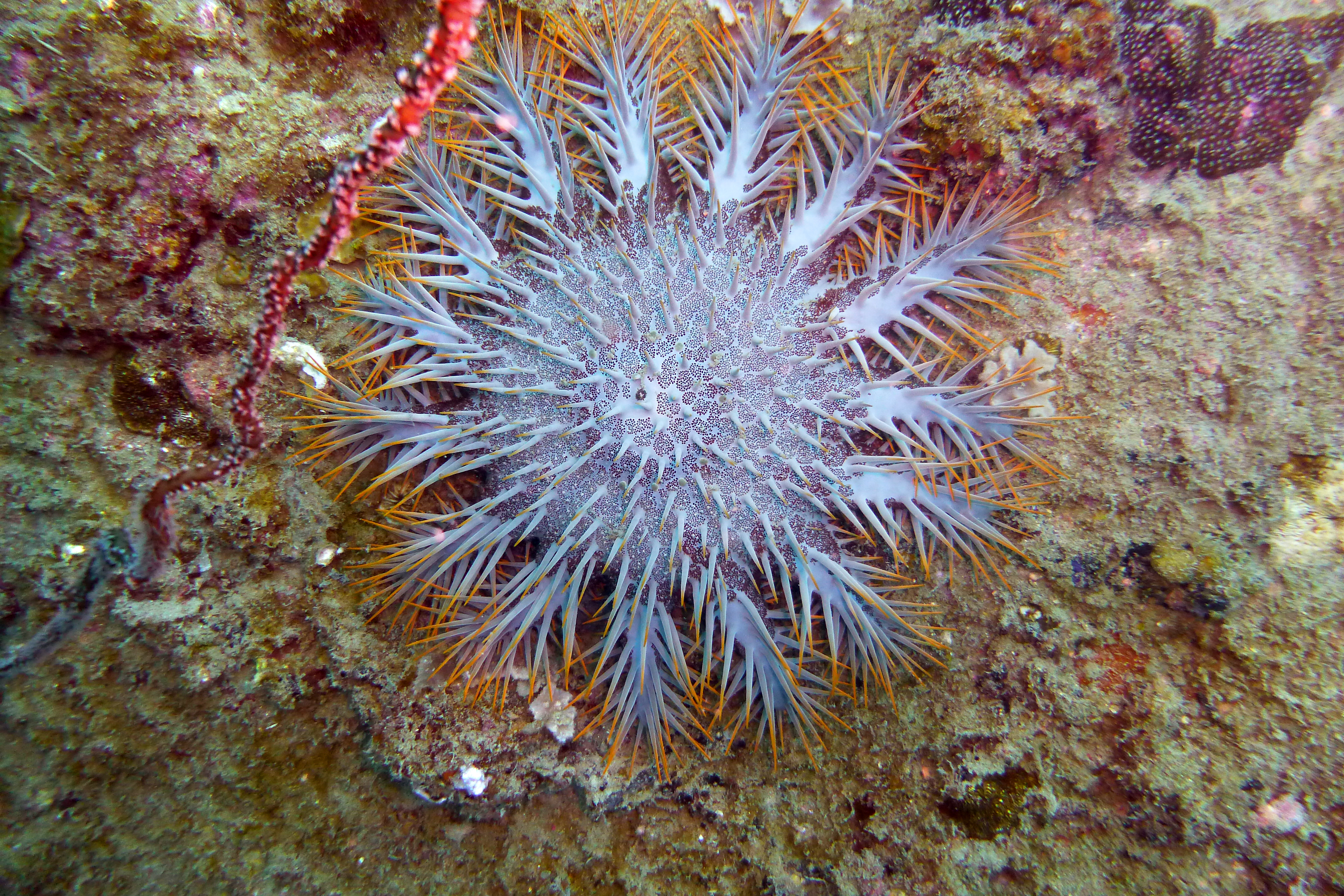
Coussin de belle-mère, redoutable prédateur des coraux
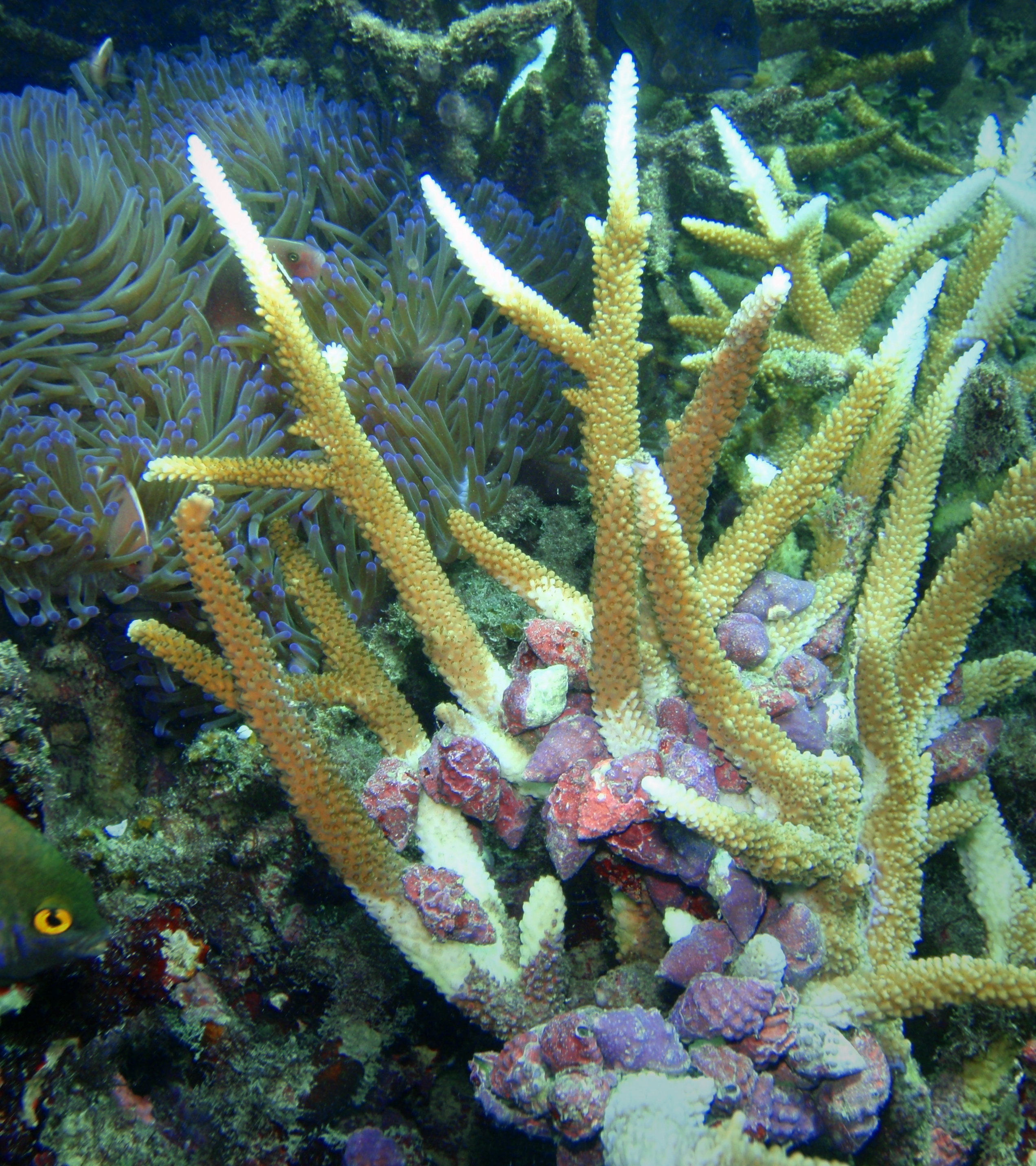
Gastéropodes Druppela rugosa dévorant des coraux branchus Acropora

Un autre grave problème environnemental, c'est la pollution et les montagnes de déchets produits en particulier par les touristes, déchets qui s'accumulent dans les décharges et dans la mer,. 

Site de stockage, recyclage et incinération des déchets à Ko Tao
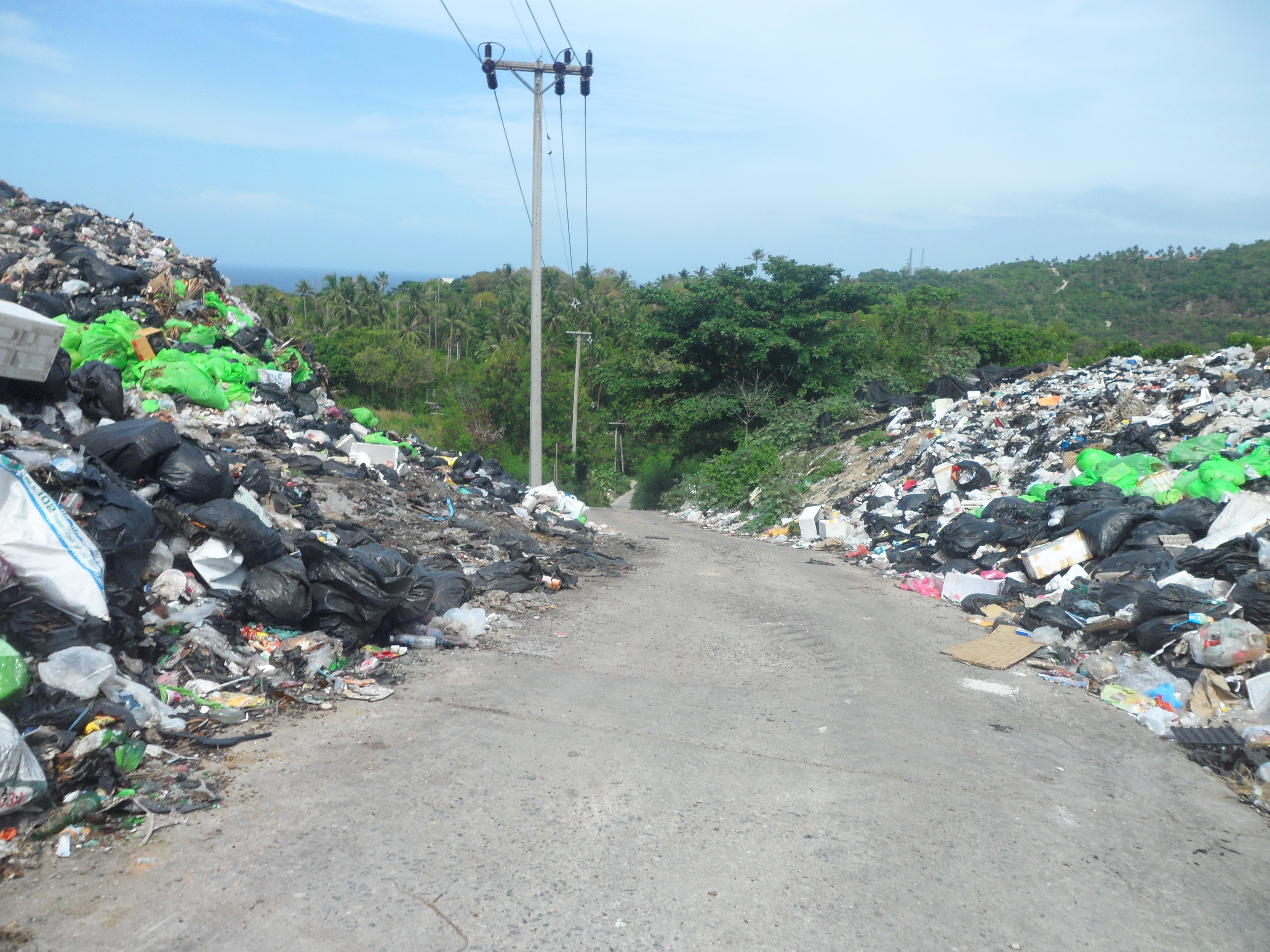
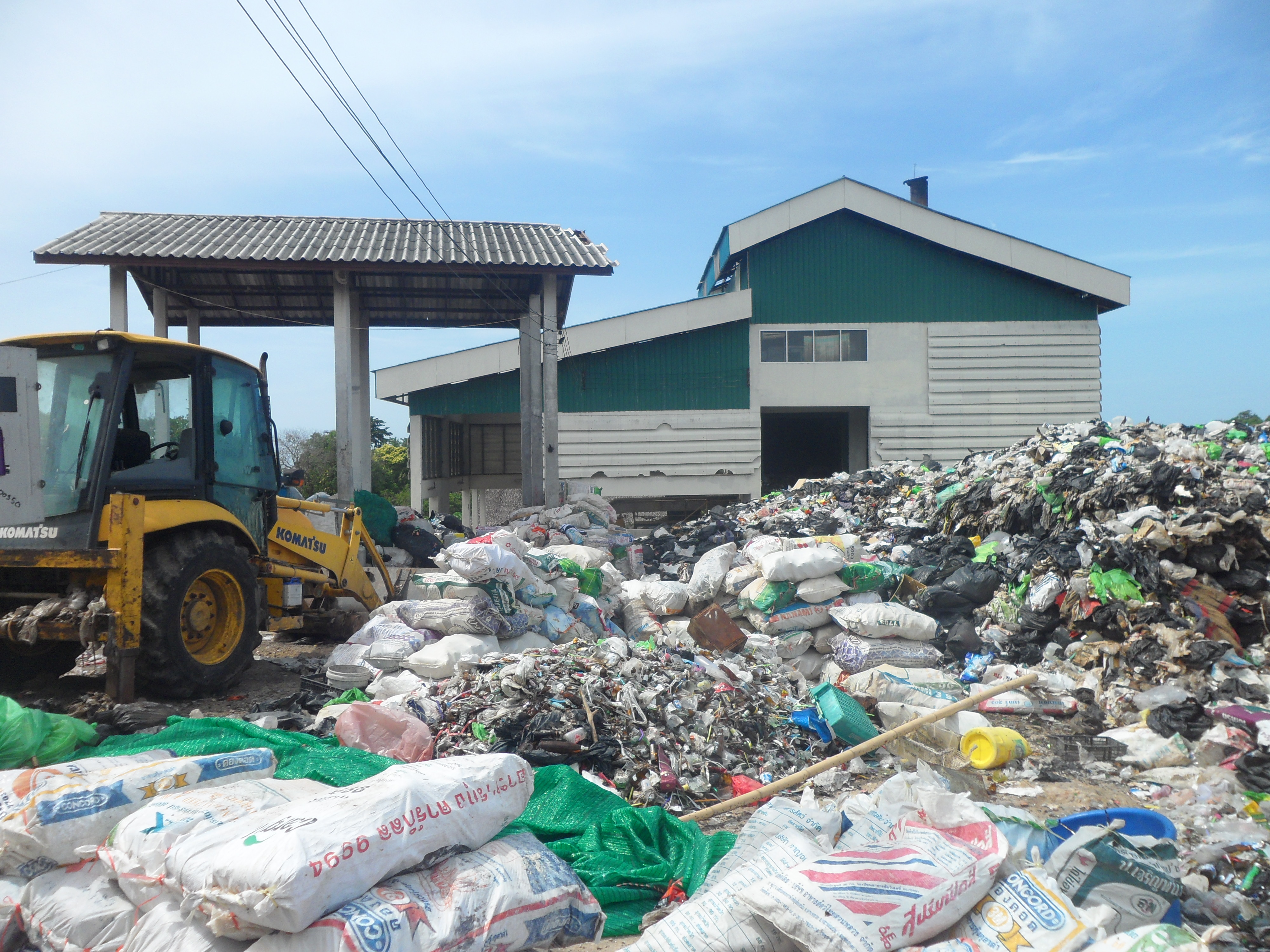
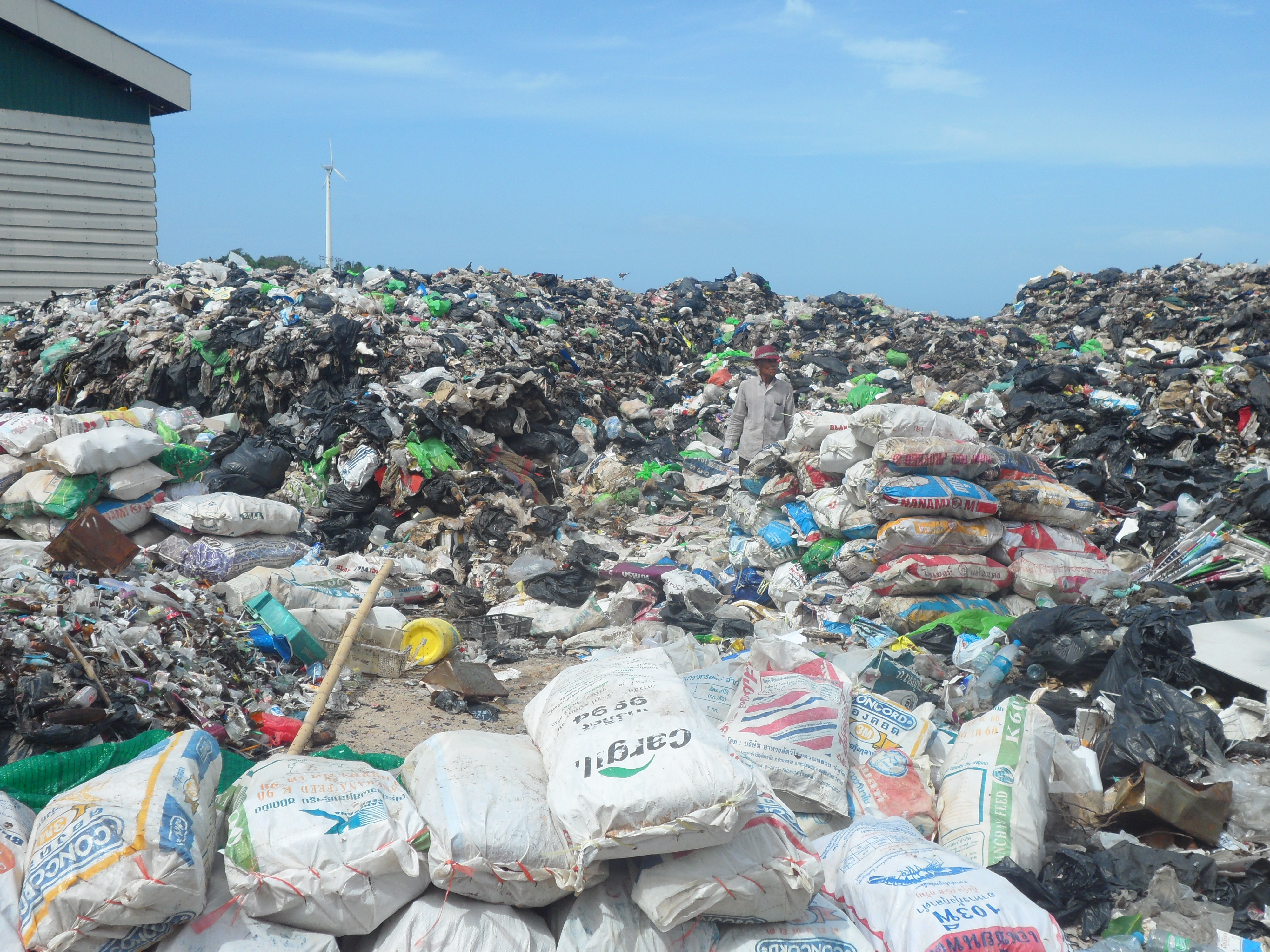
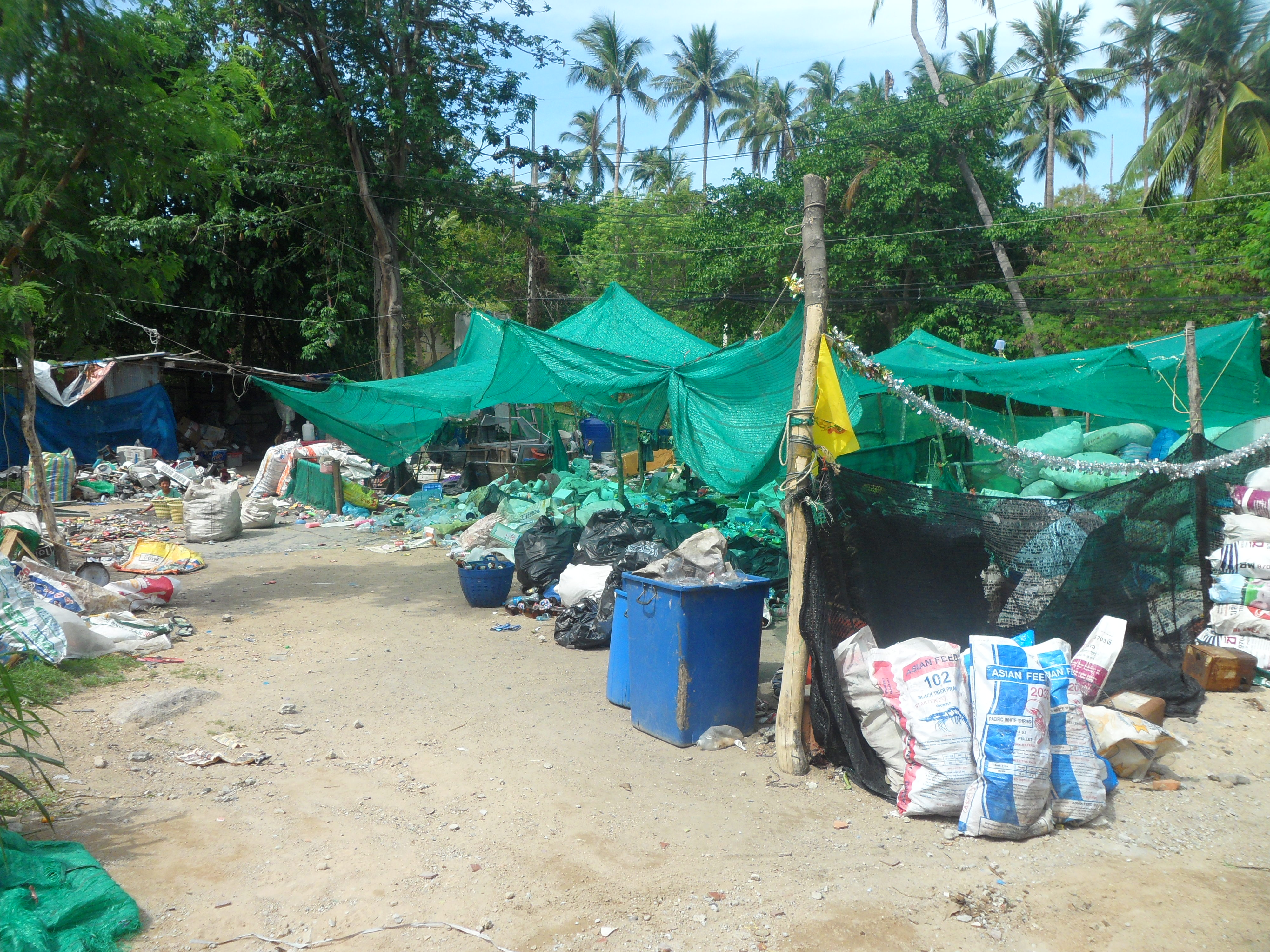